# Orhei
Orhei este un oraș cu statut de municipiu din partea centrală a Republicii Moldova, situat la 48 km spre nord de Chișinău, pe malul râului Răut. Este centru administrativ al raionului cu același nume.
Orheiul este unul din principalele centre economice ale regiunii centrale a țării.

## Etimologie
Potrivit lui Iorgu Iordan, numele orașului vine din ungurescul vár + hely (cetate + loc), însemnând „loc al cetății”, cu sensul „locul unde era o cetate”. Originea maghiară a numelui a fost susținută și de cercetătorii: Nicolae Drăganu, Ștefan Ciobanu, A.V. Sava, Alexandru Boldur, Alexandru Graur, Anatol Eremia și alții.. 
Numele poate veni mai degrabă din Őrhely ("paza"+"loc", însemnând loc de veghe).
Cuvântul "orhei" a fost atestat și în limba populației locale, cu sensul de „deal întărit, cetățuie sau curte boierească părăsită” 
În epoca sovietică, se căutau pentru toate denumirile moldovenești etimologii turco-tătare (iar când existau, ele erau oficializate în locul celor moldovenești, precum Bender sau Cahul, în loc de Tighina sau Frumoasa). Prin urmare, și pentru Orhei s-a presupus o origine tătărească, mai ales că tătarii au stăpânit o vreme cetatea, astfel că în epoca sovietică, etimologia maghiară nu putea fi luată în seamă. Se invoca atunci motivul că nu este atestat în dicționarele maghiare cuvântul "várhely", obiecție puerilă deoarece limba maghiară este una sintetică, și aproape toate substantivele pot fi alăturate ca să formeze un cuvânt nou. Dicționarele se limitează la înșirarea cuvintelor compuse mai des folosite, iar "várhely" este un cuvânt maghiar specific, deci rar folosit.
Numele se trage de la ostașii secui pe care voievozii Moldovei îi stabiliseră aici în drumul Tătarilor, care stăpâniseră cetatea între 1224 și 1359.

Aceeași etimologie de "loc unde a fost o cetate, ruină" este atribuită indirect Orheiului și de Dimitrie Cantemir, care localizează Orheiul Vechi la ruinele cetății dacice Petrodava: 
„Numele îi vine de la cetatea Orhei așezată pe malurile râului Răut, care nu e prea mare, dar cu toate acestea e frumoasă și are cu prisosință tot ceea ce este trebuitor vieții omului. Lacul Orheiului este așezat în aproape de aceasta spre răsărit, și astronomul minunat din acest lac. Pe malul dinspre apus al lacului în mijlocul codrilor deși, se văd urmele unei cetăți vechi, numită de locuitori Orheiul Vechi. Judecând după așezarea ei, pare să fie cetatea Petrodava din Dacia.”

## Istorie
Primele două așezări umane, identificate de arheologi pe teritoriul actual al orașului, au apărut aproximativ în anul 1300 î.e.n. Pe vatra acestor așezări s-au colectat diverse obiecte datate din epoca bronzului (sec. XIV-XII î.e.n.). În anul 900 î.e.n. au existat alte localități. În anii 300-400 î.e.n. au apărut 2 așezări care s-au menținut până în anul 200 î.e.n., când au fost devastate și arse de triburile germanice ale bastarnilor. În perioada romană, sec. II-IV e.n., au existat alte 2 localități, distruse în 376 e.n. de hoardele hunilor. Pe locul acestor sate s-au colectat diferite obiecte, mai ales cioburi de vase.
De asemenea, în preajma Orheiului sunt 18 movile funerare construite de triburile popoarelor nomade.
În secolele VII-VIII aici se găsesc artefacte din cultura Dridu, apoi în secolele IX-XII apar mici formațiuni statale (cnezate denumite Sklavinii sau Vlăsii, în funcție de predominanța slavă sau romanică) dintre care cele mai apropiate de cursul mijlociu al Nistrului intră în zona de influență a Rusiei Kievene, ulterior a cnezatului Galiției. În 1223?  hoardele tătare trec Nistrul, călăresc în sus pe Răut jefuind satele sau stânele întâlnite, și, dând de această vale prielnică de la cotitura râului își dau seama, ca toți predecesorii lor, de avantajele pe care le prezintă acest loc. Cotropitorii n-au stat aici mult timp (deceniile 4-6 ale secolului al XIV-lea), dar au reușit să imprime localității de la cotitură o înfățișare orientală. Tătarii au înălțat o moschee, un caravan-sarai, o luxoasă baie publică, mausolee-mazare. Pe această palmă de pământ, pe ruinele orașului de tip oriental, la începutul secolului al XIV-lea a apărut Orheiul Vechi, care a întrat în componența statului feudal moldovenesc întemeiat în 1359. Însă, prima atestare documentară a Orheiului Vechi datează din 1 aprilie 1470. Tătaro-mongolii, rămași pe teritoriul ce ulterior avea să se numească Orheiul Vechi, au fost asimilați de către populația băștinașă și creștinați.

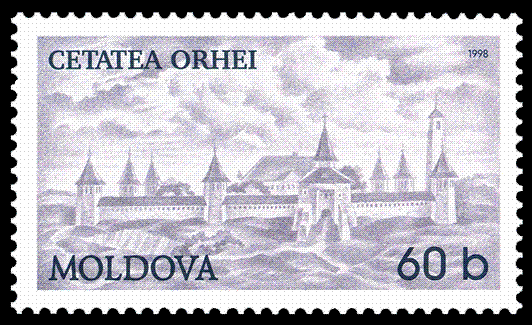
Cetatea Orheiului, ilustrată pe un timbru moldovenesc din 1998.

Orașul moldovenesc Orheiul Vechi a avut o importanță strategică. Faptul că era situat în apropierea Nistrului – calea comercială de importanță ce lega Europa centrală cu Mediterana și țările Orientului – a favorizat transformarea lui într-un mare tîrg de iarmaroace.
Prima mărturie documentare referitoare la Orhei pe locul actual datează din 1554 într-un act emis de către Movilă Voievod. În acel document, domnitorul dăruia mănăstirilor Dragomirna și Secu „un iaz cu iezătură, lângă Orhei”. Totodată, aflăm că la data respectivă localitatea deja exista. În secolele XVI-XVIII era capitala Ținutului Orheiului.
La sfârșitul anului 1593 și începutul anului 1594, localitatea este jefuită de către armata căzăcească sub conducerea lui Grigore Lobodă.
Din anul 1599, Orheiul este trecut în documentele oficiale ca târg, iar localitatea se dezvolta în continuu devenind un centru al comerțului în regiune. Catedrala de piatră albă – martor taciturn al acestor timpuri de demult apuse se înalță astăzi pe un dâmb la intrare în oraș. Tot aici a fost instalată și statuia din bronz a lui Vasile Lupu, domnitor al Țării Moldovei în anii 1634-1653. Acest edificiu este unul dintre primele monumente de arhitectură moldovenească medievală și a fost ridicat conform voinței domnești. Târgul a cunoscut o înflorire economică în timpul domniei (1634-1653) lui Vasile Lupu, care a refăcut lacul Orheiului, a construit poduri, a reamenajat mai multe străzi, a întemeiat lângă Orhei, o „slobozie”, venitul căreia revenea doamnei sale. Vasile Lupu este ctitorul catedralei „Sf. Dumitru” din Orhei, una din cele 15 ctitorii ale sale. Paul de Alep, care a trecut prin târgul Orhei în 1653 scria în jurnalul de călătorie: „casele sunt din piatră și lemn, iar străzile pavate cu scânduri, cum erau și la Iași”.

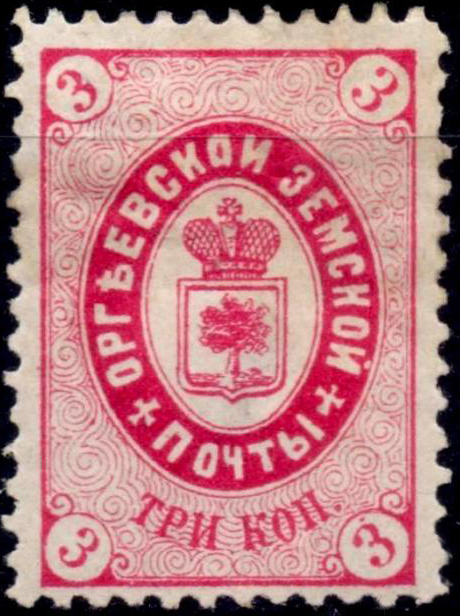
Timbru țarist cu ilustrarea stemei ținutului Orhei (1885)

La 1835 Orheiul a devenit centru de uezd. A crescut numărul populației, a căpătat dezvoltare industria meșteșugărească. Dar din punct de vedere economic Orheiul nu mai putea concura cu asemenea noi centre industrial-comerciale ca Chișinăul, Bălțiul, Tighina.
În 1902, populația orașului constituia 14.800 locuitori, inclusiv: 7.000 evrei, 5.000 moldoveni (români), 2.800 ruși, ruteni și alții. În acea perioadă, suprafața pământului, care aparținea orașului, era de 1.282 desetine, inclusiv 400 cu seliște. Din dealul Ivanos se extragea cel mai bun var, cu care se făcea comerț întins. Orașul mai deținea fabrici mici de lumânări și mai multe tăbăcării.
În anul 1907 la Orhei este deschis un gimnaziu de fete cu 4 clase, transformat în 1910 în liceu cu 7 clase.
Edificii din perioada țaristă.

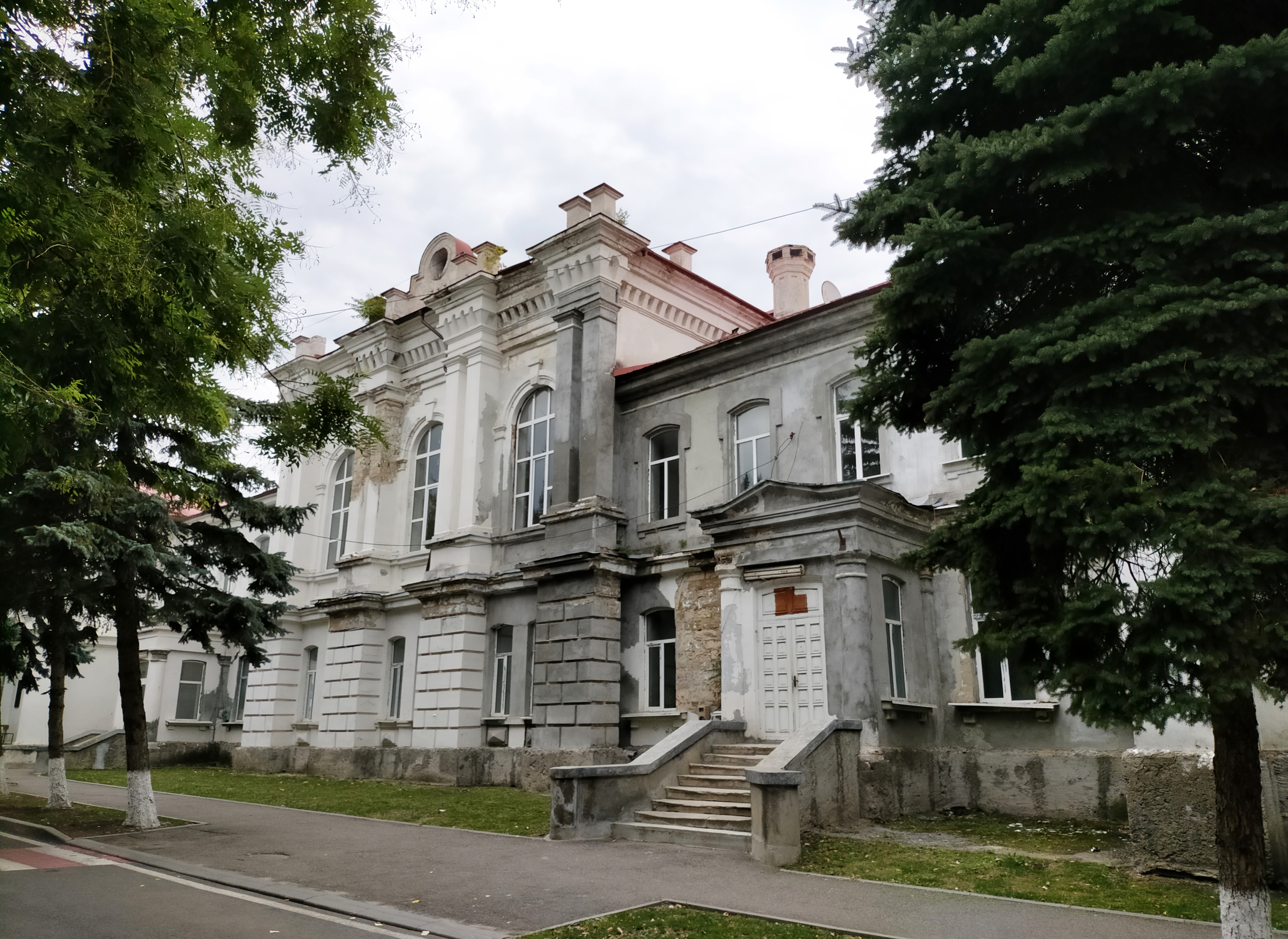
Fosta zemstvo a ținutului Orhei (1887).
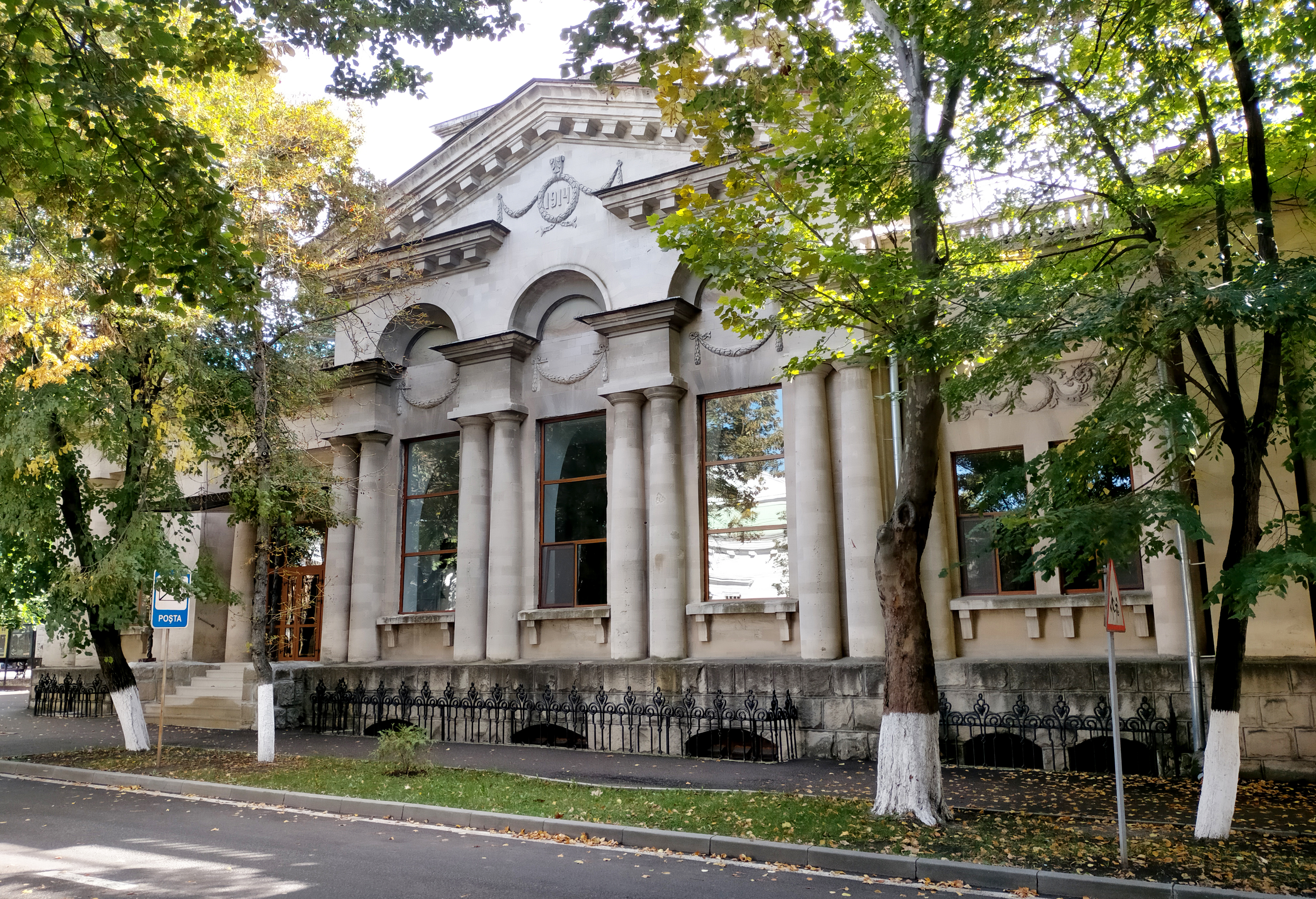
Restarantul „Primăvara”.
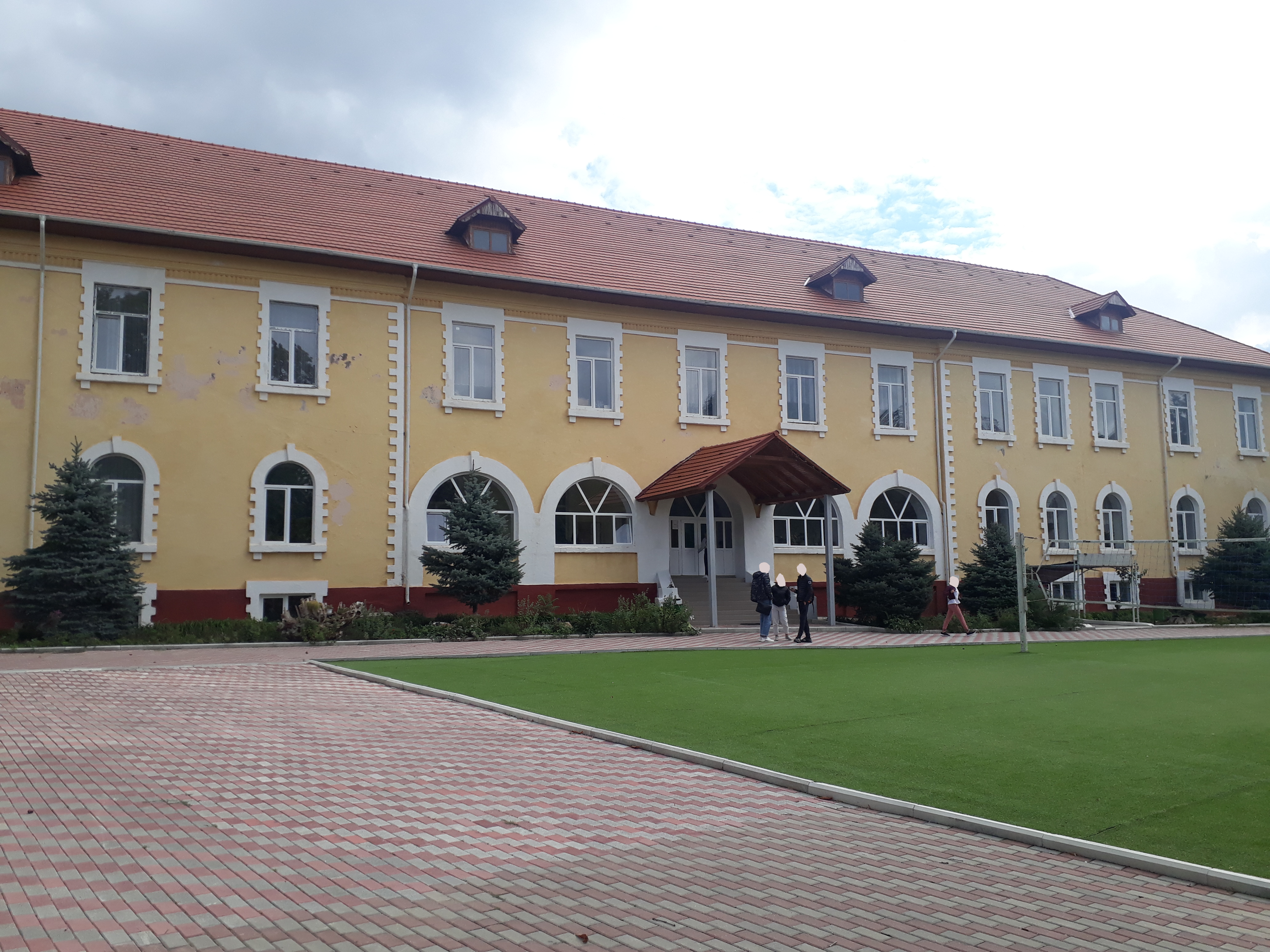
Complexul de clădiri ale fostului gimnaziu de fete din Orhei.
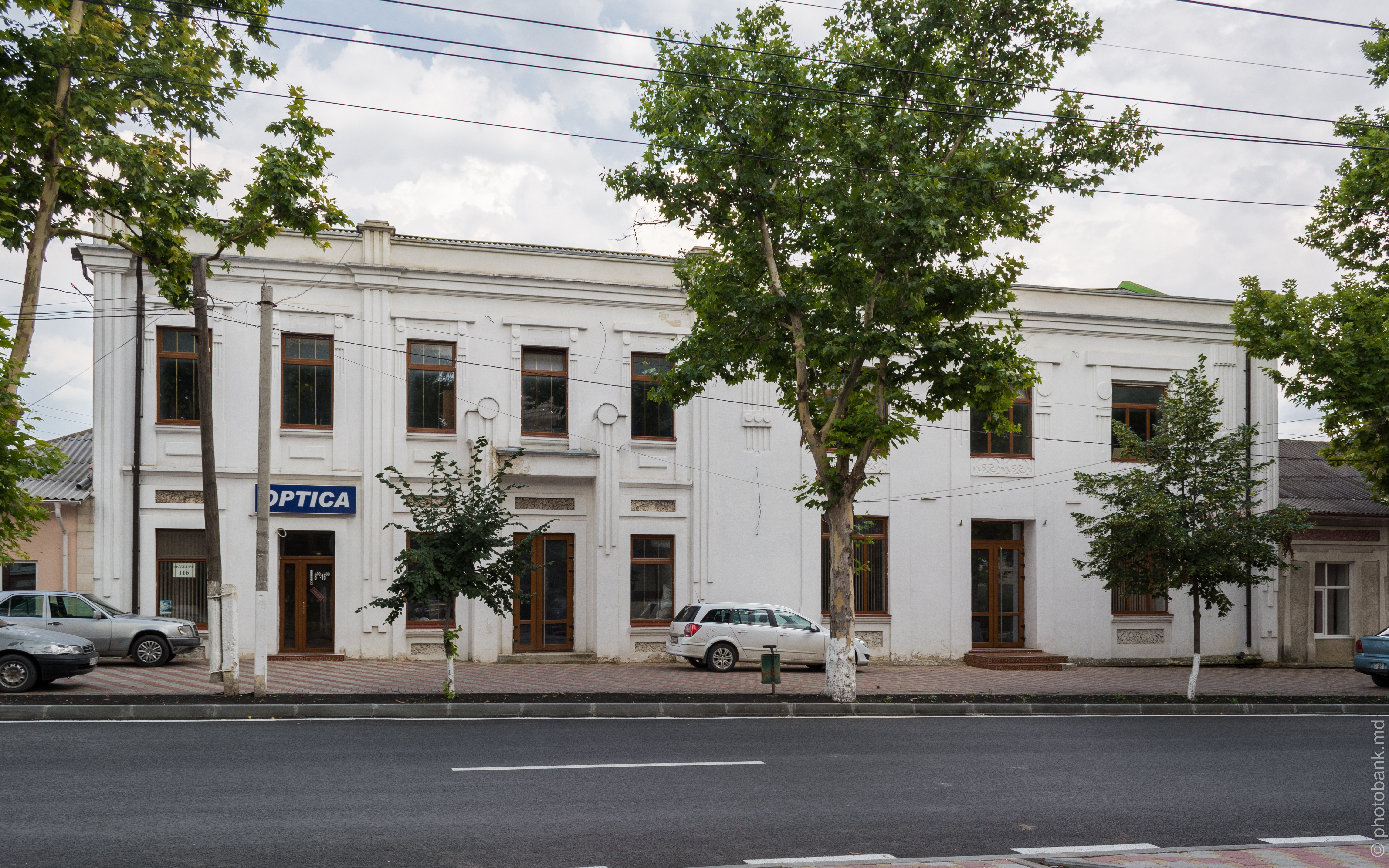
Magazinul „Optica”, str. Vasile Lupu, nr. 116/B.
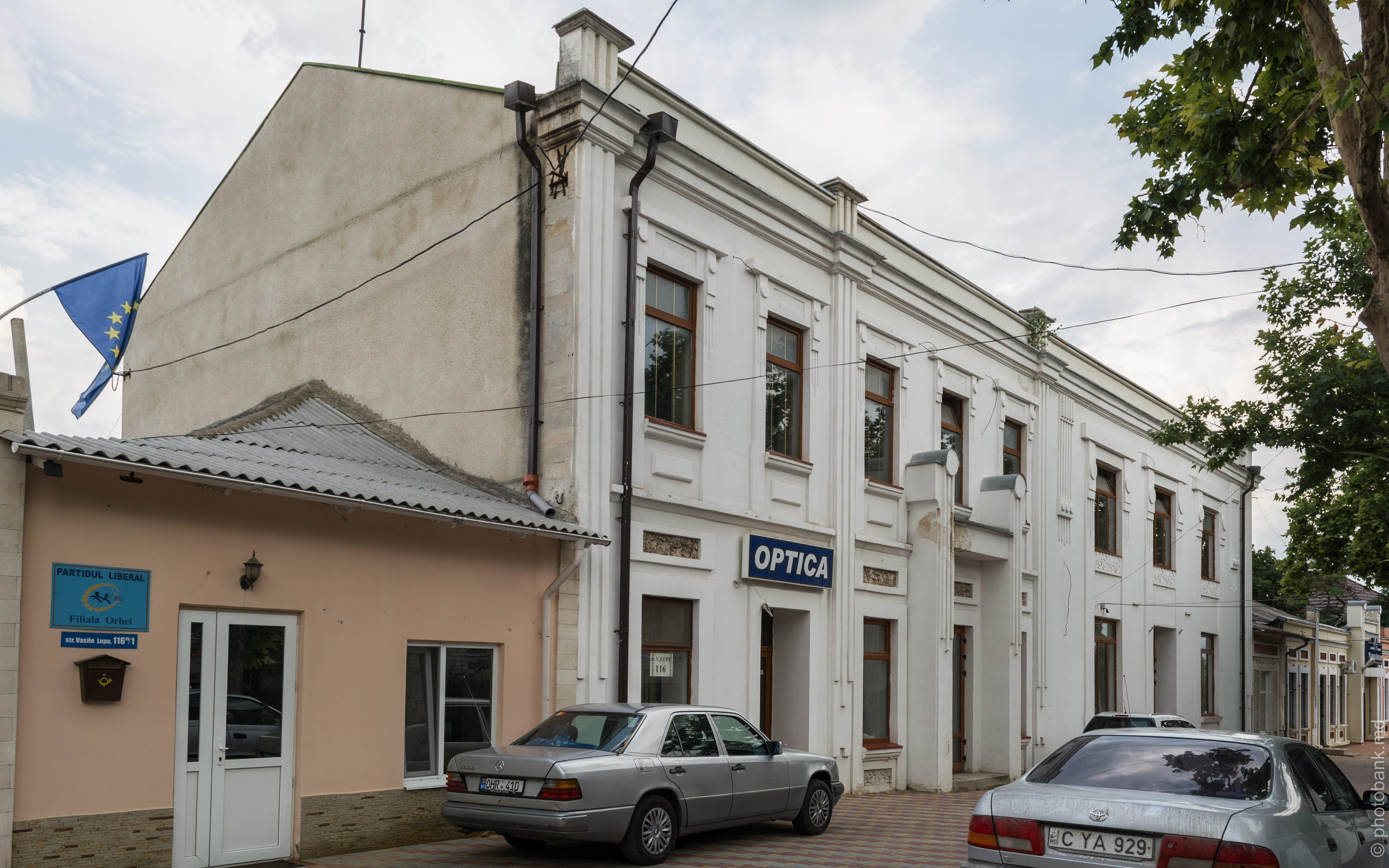
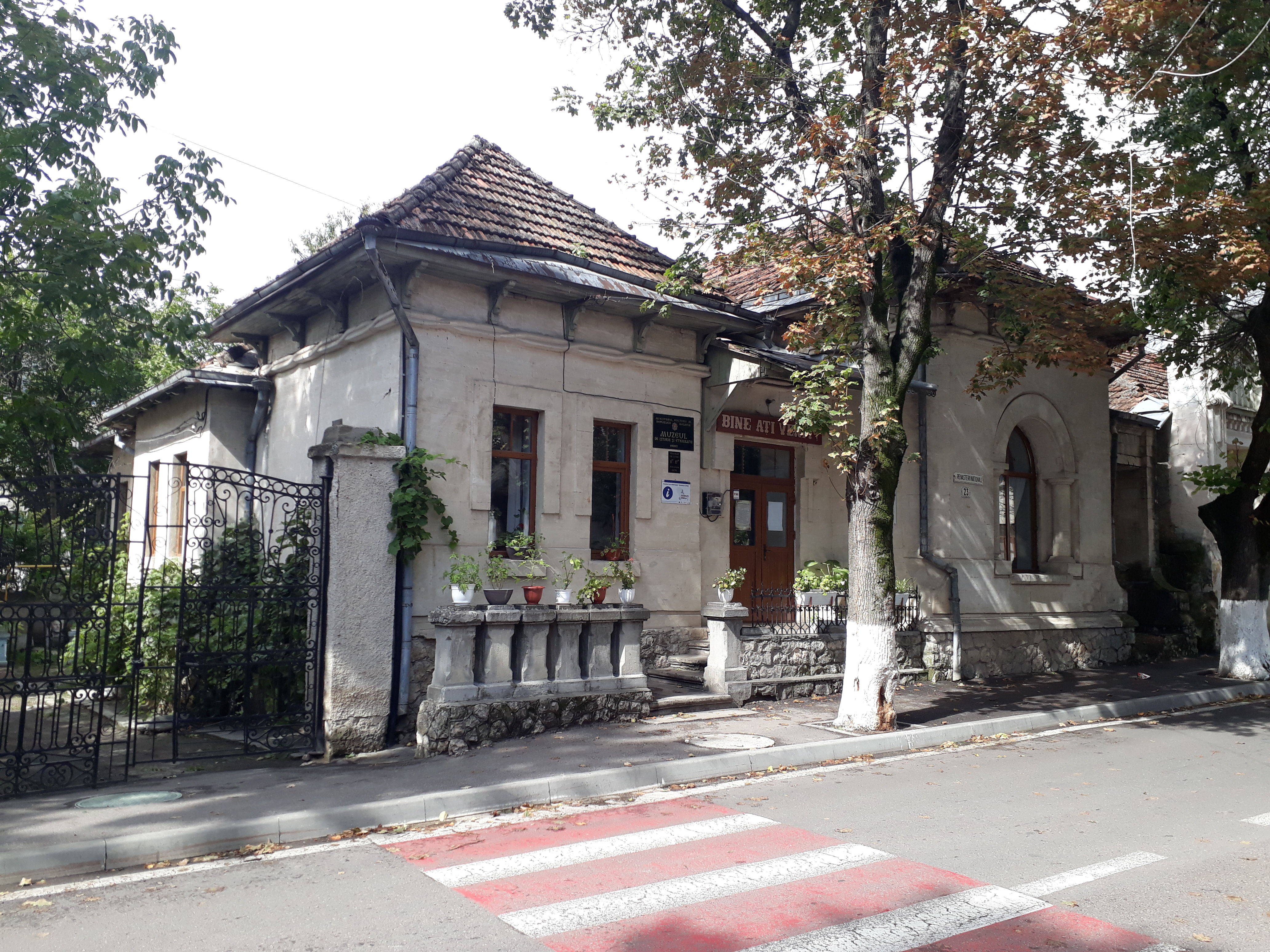

La 25 martie 1918, cei 52 de consilieri ai Zemstvei din Orhei au votat unanim Moțiunea de Unire a ținului Orhei cu România.
Până în anul 1947, Orheiul a fost centru de județ, în componența căruia intrau raioanele: Bravicea, Chiperceni, Criuleni, Orhei, Răspopeni, Rezina, Susleni și Telenești. Prin reforma administrativă din 1947 județele sunt desființate și Orheiul devine centru raional. În 1998 orașul Orhei a devenit reședința județului Orhei. În 2001, odată cu revenirea la raioane în calitate de unități teritorial-administrative, orașul Orhei capătă statut de centru al raionului omonim.
Conform datelor Biroului Național de Statistică, la 1 ianuarie 2013 populația orașului Orhei constituia 33.500 persoane. Populația era de 21.065 de locuitori, conform ultimului recensământ din 2014.

## Geografie
Orașul Orhei este amplasat în centrul Republicii Moldova, la o distanță de 45 km spre nord de Chișinău pe traseul Chișinău-Bălți pe malul râului Răut.
Orașul ocupă o suprafață de 1402 ha, are un cadru natural foarte variat și pitoresc, situarea dealurilor și a versanților permițând crearea de perspective și compoziții urbane ce accentuează formele naturale. Terenurile agricole extravilane ocupă 218 ha, cariera de piatră „Ivanos” ocupă 54 ha. Cadrul natural, în care este situat orașul, are un mare potențial urbanistic neexploatat, ce permite crearea unui sistem diversificat și bine structurat de zone verzi. În acest sens, trebuie menționată lunca r. Răut, precum și atractivitatea din punct de vedere turistic, istoric și rolul de agrement cu microclimat balnear a codrilor din apropierea localității. Râurile Răut și Ivanos și iazul din oraș constituie rețeaua hidrografică a orașului.
Suprafața totală a spațiilor din intravilan destinate înverzirii este de 184 ha sau 9,1% din suprafața totală a orașului din care 70% sunt acoperite cu vegetație forestieră, iar restul se completează anual. Conform datelor pentru anul 2001 pădurile ocupă 22 ha, iar arbuștii – 8 ha.
Din resursele minerale orașul dispune de zăcăminte de piatră și argilă. De asemenea pe teritoriul urbei sunt terenuri ocupate cu cariere deschise, cu pietriș, bolăvăniș, terenuri cu exces permanent de umiditate, sărăturate, erodate, cu alunecări de teren și ravene. În oraș este amplasat defileul Orhei, arie protejată din categoria monumentelor naturii de tip geologic sau paleontologic.
Peisaje adiacente

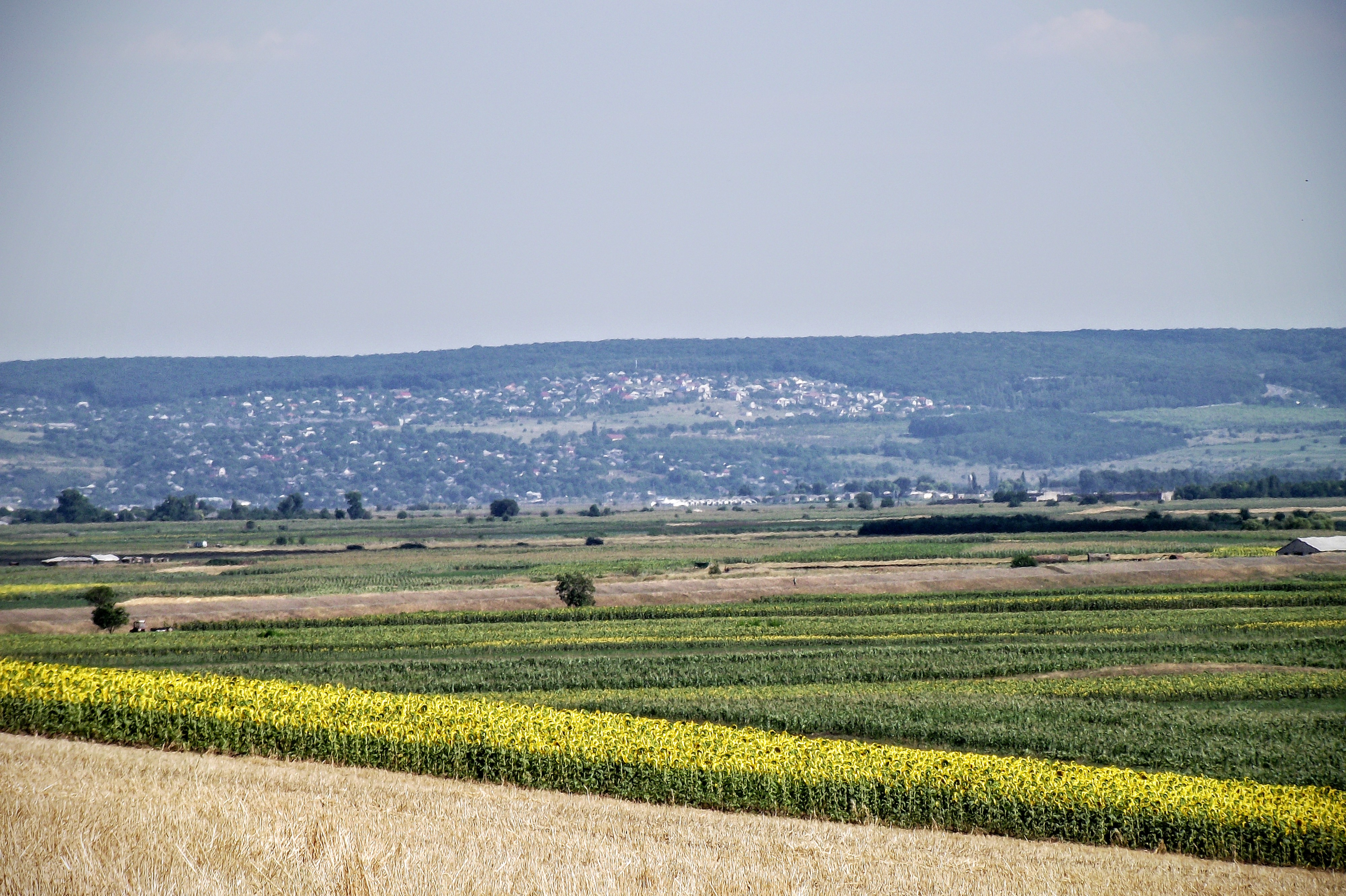
Valea Răutului la periferia sudică a orașului
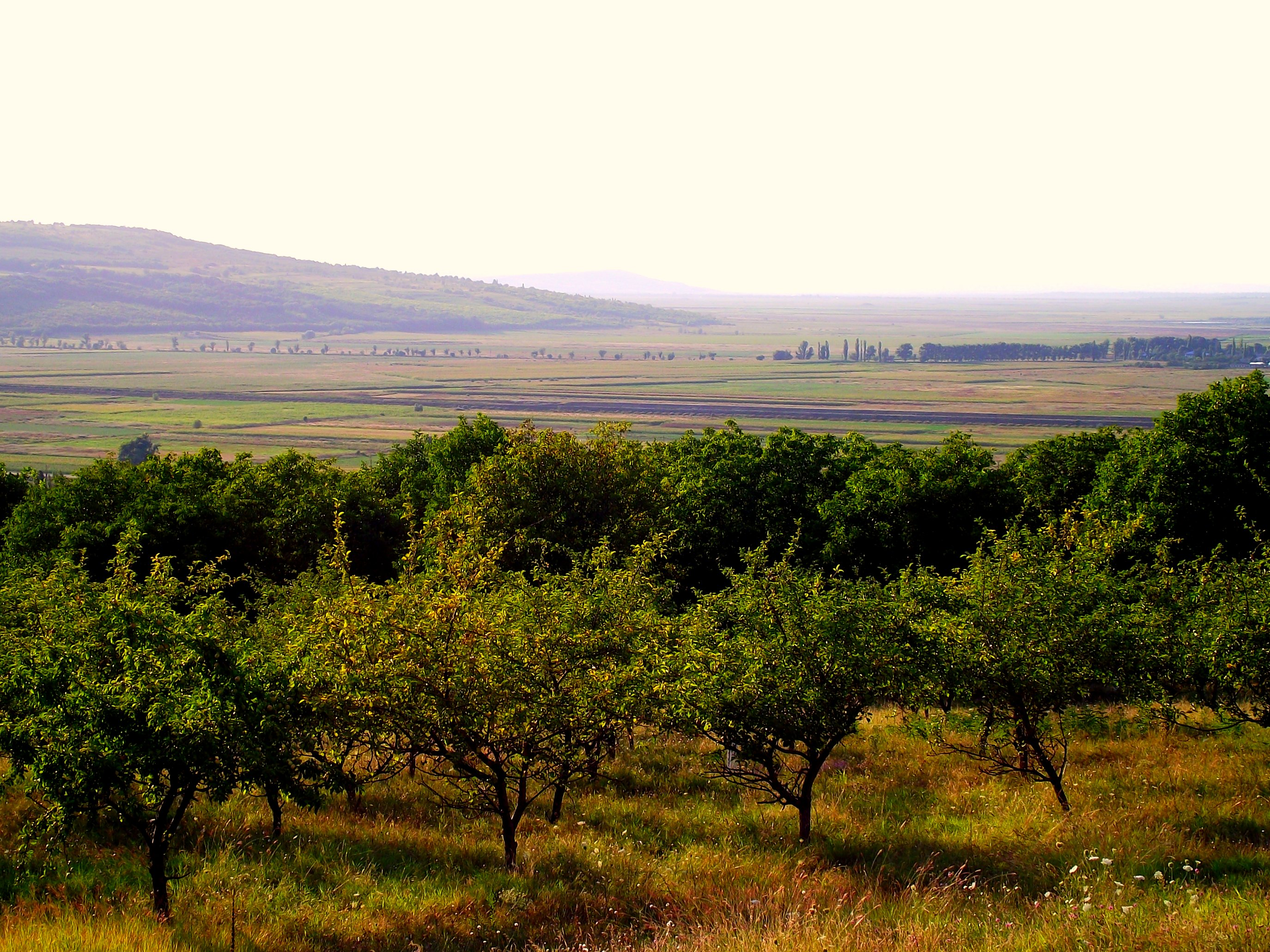
Valea Răutului
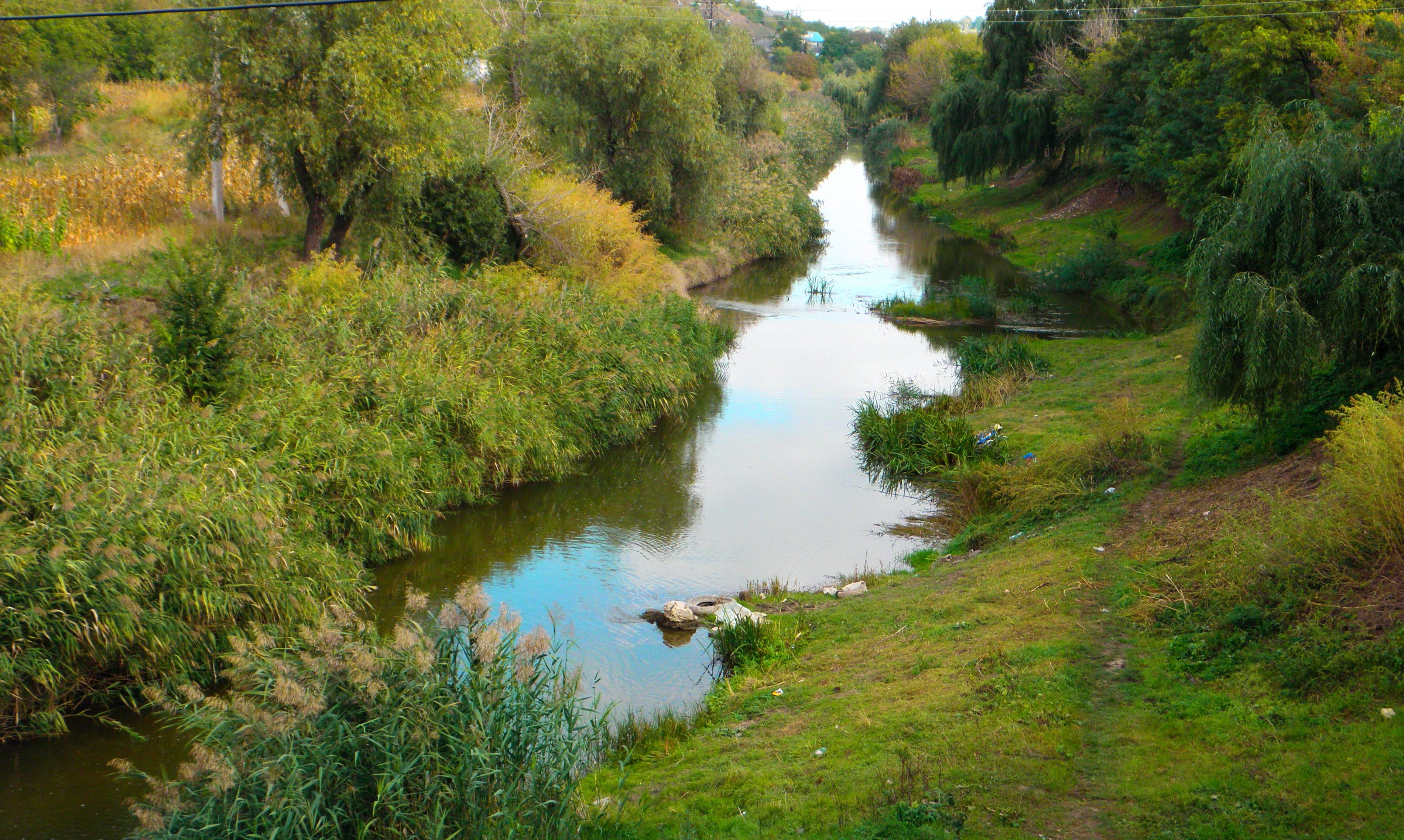
Răutul la Orhei
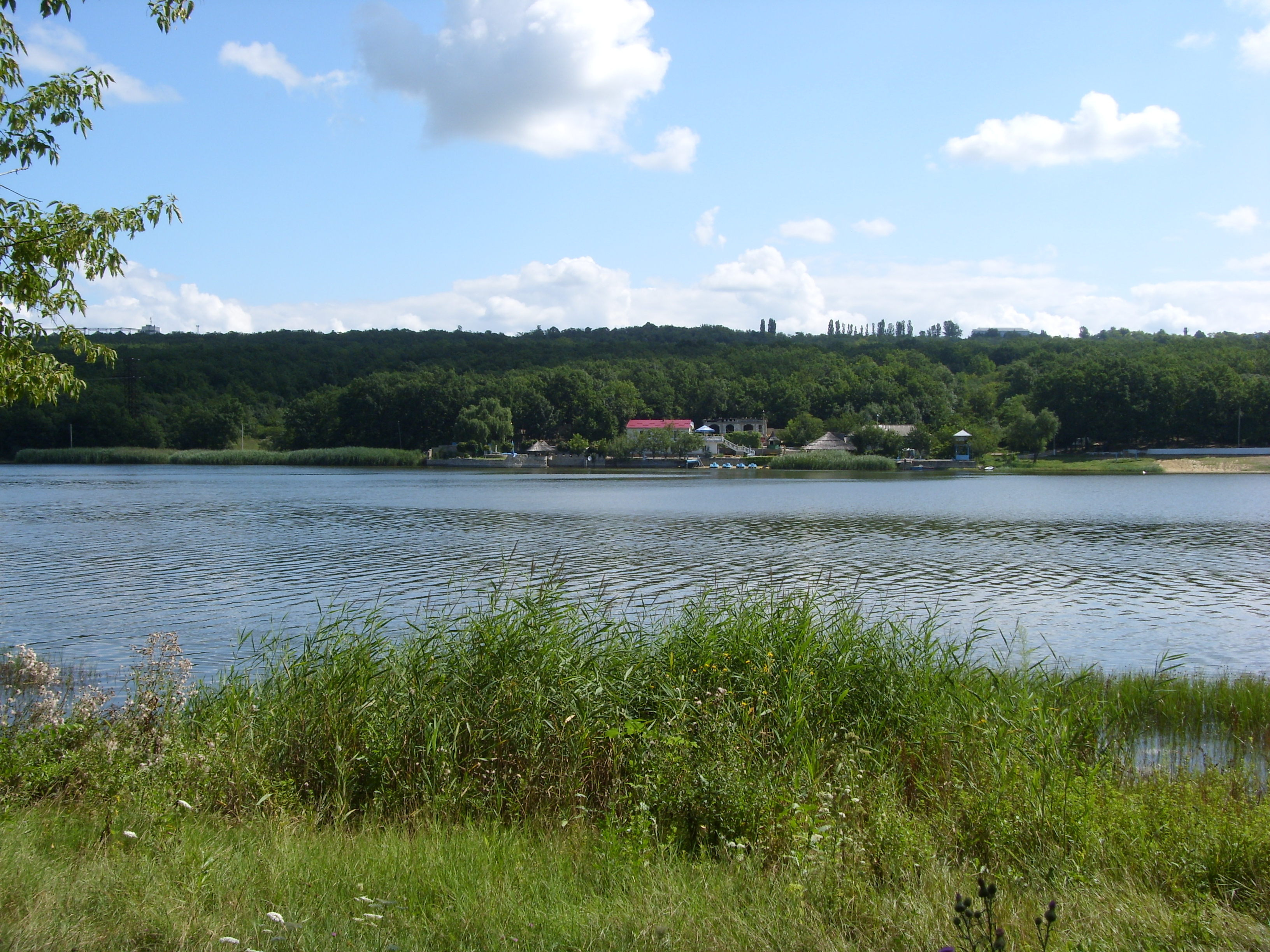
Lacul orășenesc
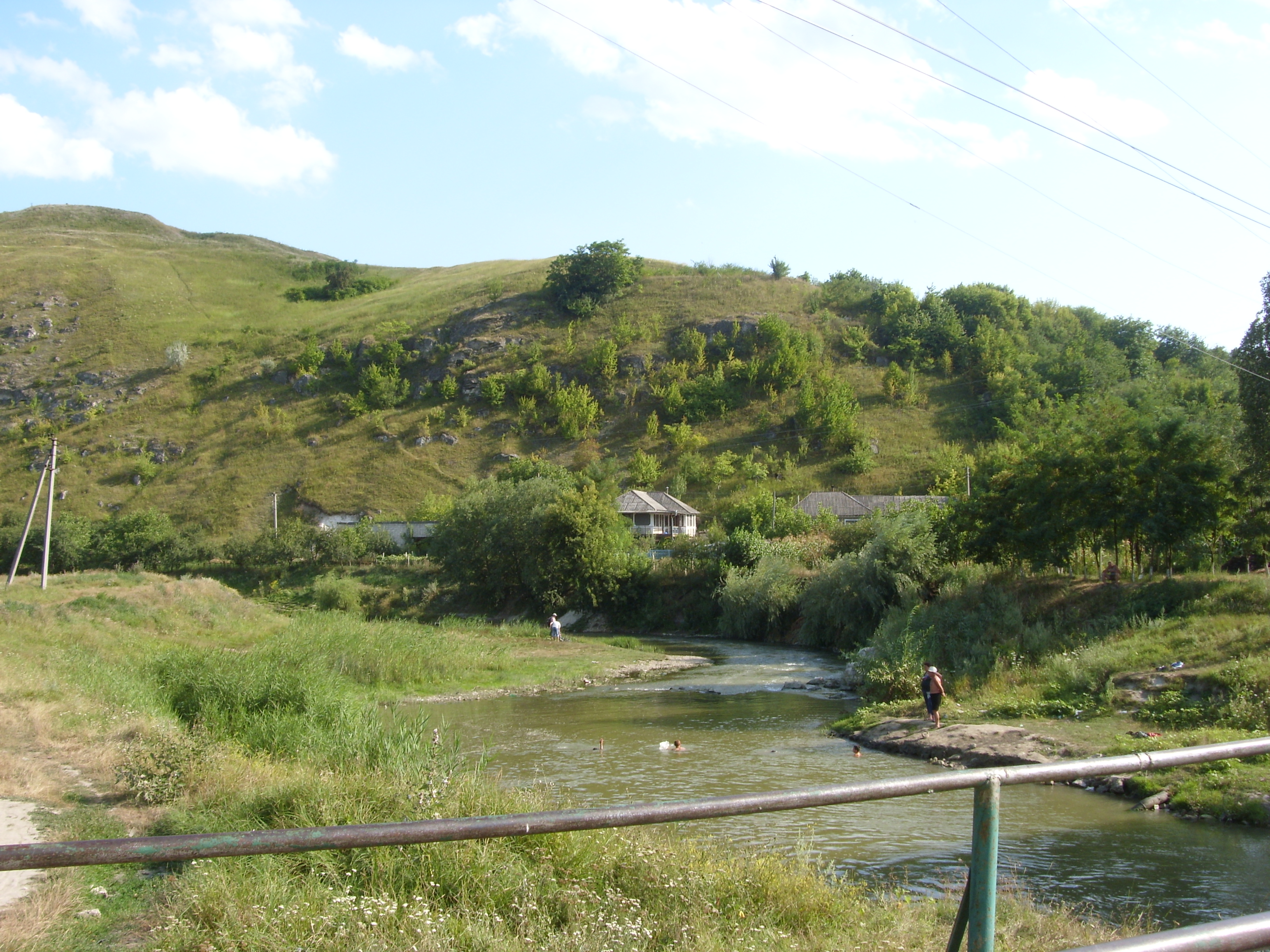
Defileul Orhei
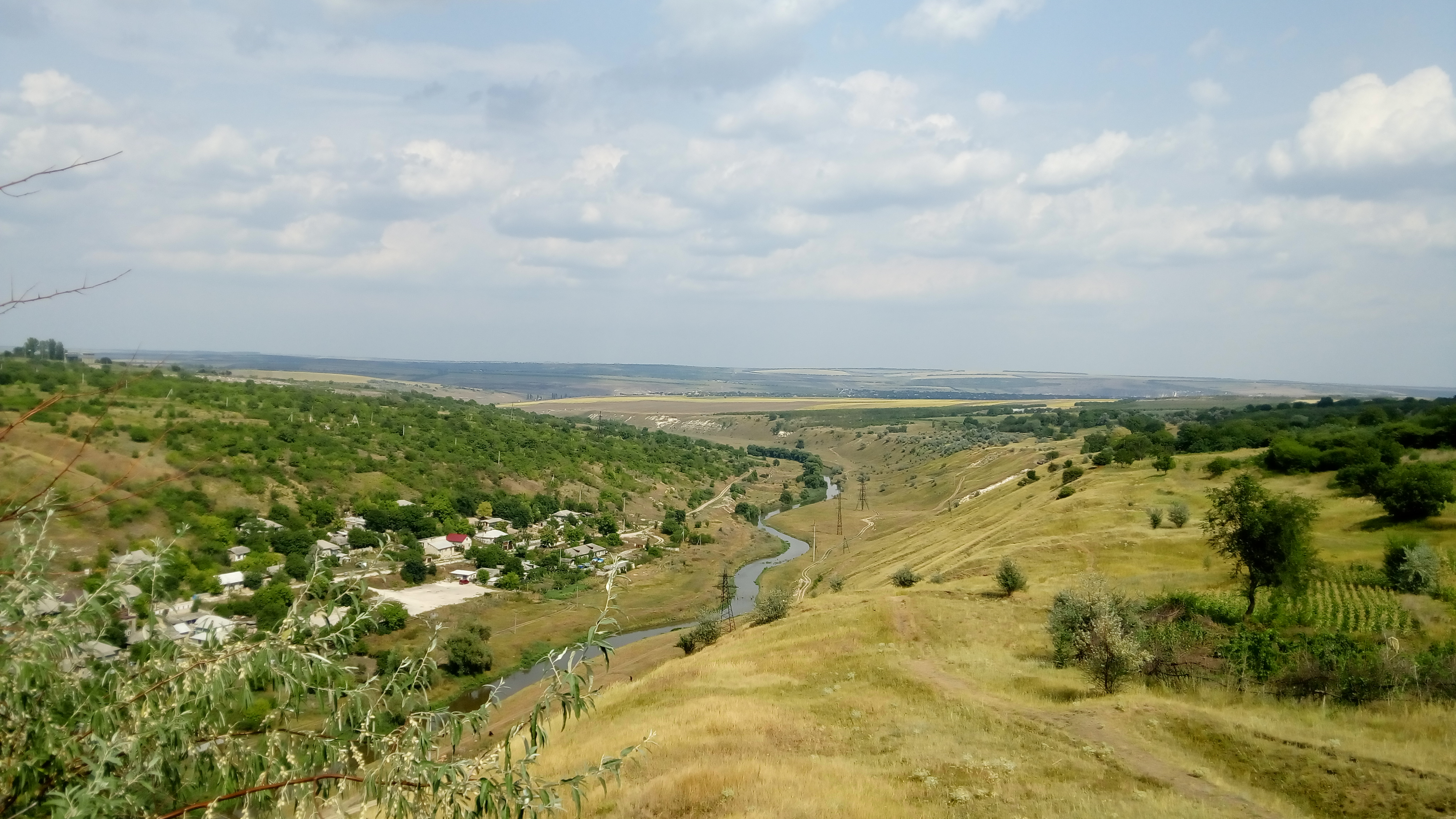

## Stemă și drapel

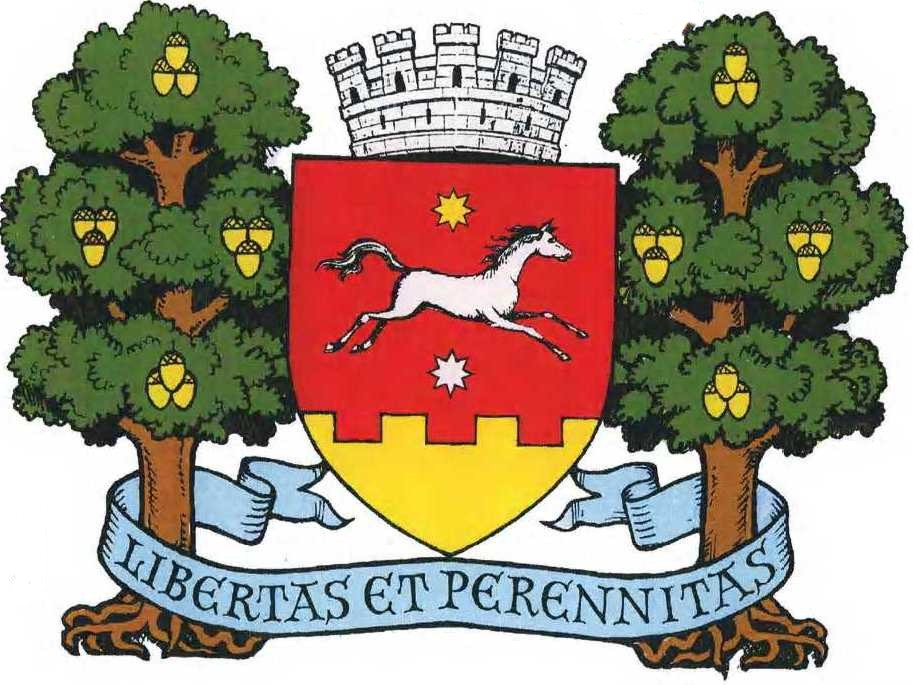
Stema

Drapelul

Stema orașului Orhei a fost aprobată la 5 decembrie 1997 de către Consiliul orășenesc cu următoarea descriere:
«Pe roșu, un cal conturnat de argint, alergând între două stele cu opt raze, una de aur și cealaltă de argint, deasupra unui zid crenelat, de aur, ieșind din vârful scutului. Scutul timbrat de o coroană murală de argint cu cinci turnuri. Susținători - doi stejari naturali. Deviza pe o eșarfă albastră cu litere de aur: „LIBERTAS ET PERENNITAS” (adică, Libertate și continuitate).»
Fiecărui element heraldic i-a fost atribuită o explicație:

Calul conturnat de argint exprimă dorința de libertate, măreția și căutarea spirituală.

Aștrii însoțitori sunt luați de pe unul din sigiliile medievale și semnifică continuitatea așezării urbane pe locul original al Orheiului Vechi.

Zidul crenelat de aur din vârful scutului simbolizează cetatea medievală a Orheiului și vine să întregească ideea de continuitate, dăinuire, eternitate.

Câmpul roșu al scutului face aluzie la principala funcție dintotdeauna a Orheiului medieval - funcția militară. Această culoare mai semnifică curajul, îndrăzneala, dragostea și sacrificiul.

Stejarii susținători ai scutului - simbol al forței fizice și morale, dârzeniei, statorniciei și veșniciei, se referă la așezarea urbei în zona codrilor moldavi omonimi orașului.
Drapelul orașului Orhei, aprobat la aceeași ședință, a fost elaborat în baza smalțurilor câmpului și figurilor din stema orășenească și reprezintă o pânză dreptunghiulară (1 x 1,5) tripartită în fascie – alb, roșu, galben – în proporție de 1:2:1 și având în câmpul roșu, la hampă, două stele cu opt raze, una sub alta, prima de aur și cealaltă de argint.

## Demografie
Componența etnică a orașului Orhei
     Români (moldoveni) (92,7%)
     Ruși (3,48%)
     Ucraineni (2,45%)
     Rromi (0,3%)
     Alte etnii (0,98%)
     Nedeclarat (0,15%)
Mișcările demografice și migratorii au influențat considerabil structura de vârstă a populației. Se înregistrează o tendință stabilă de îmbătrânire cauzată de scăderea ratei creșterii naturale datorită înrăutățirii situației social-economice în oraș și nivelului scăzut de trai al familiilor.
Orhei - evoluția demografică

|  | Graficele sunt indisponibile din cauza unor probleme tehnice. Mai multe informații se găsesc la Phabricator și la wiki-ul MediaWiki. |

Date: Recensăminte sau birourile de statistică - grafică realizată de Wikipedia

### Structura etnică
Conform recensământului populației din 2014 , populația orașului Orhei se ridică la 21.065 de locuitori.

### Structura lingvistică
Structura lingvistică de Orhei în anul 2014:
| Limba            | Numărul de vorbitori | Procent |
| ---------------- | -------------------- | ------- |
| limba română     | 19.204               | 91.16%  |
| limba rusă       | 1667                 | 7.91%   |
| limba bulgară    | 1                    | 0.004%  |
| limba romani     | 15                   | 0.07%   |
| limba ucraineană | 20                   | 0.09%   |
| limba găgăuză    | 1                    | 0.004%  |
| Altă limbă       | 24                   | 0.11%   |
| Bilingvi         | 133                  | 0.63%   |
| Numărul total    | 21.065               | 100%    |

### Religie
Edificii religioase

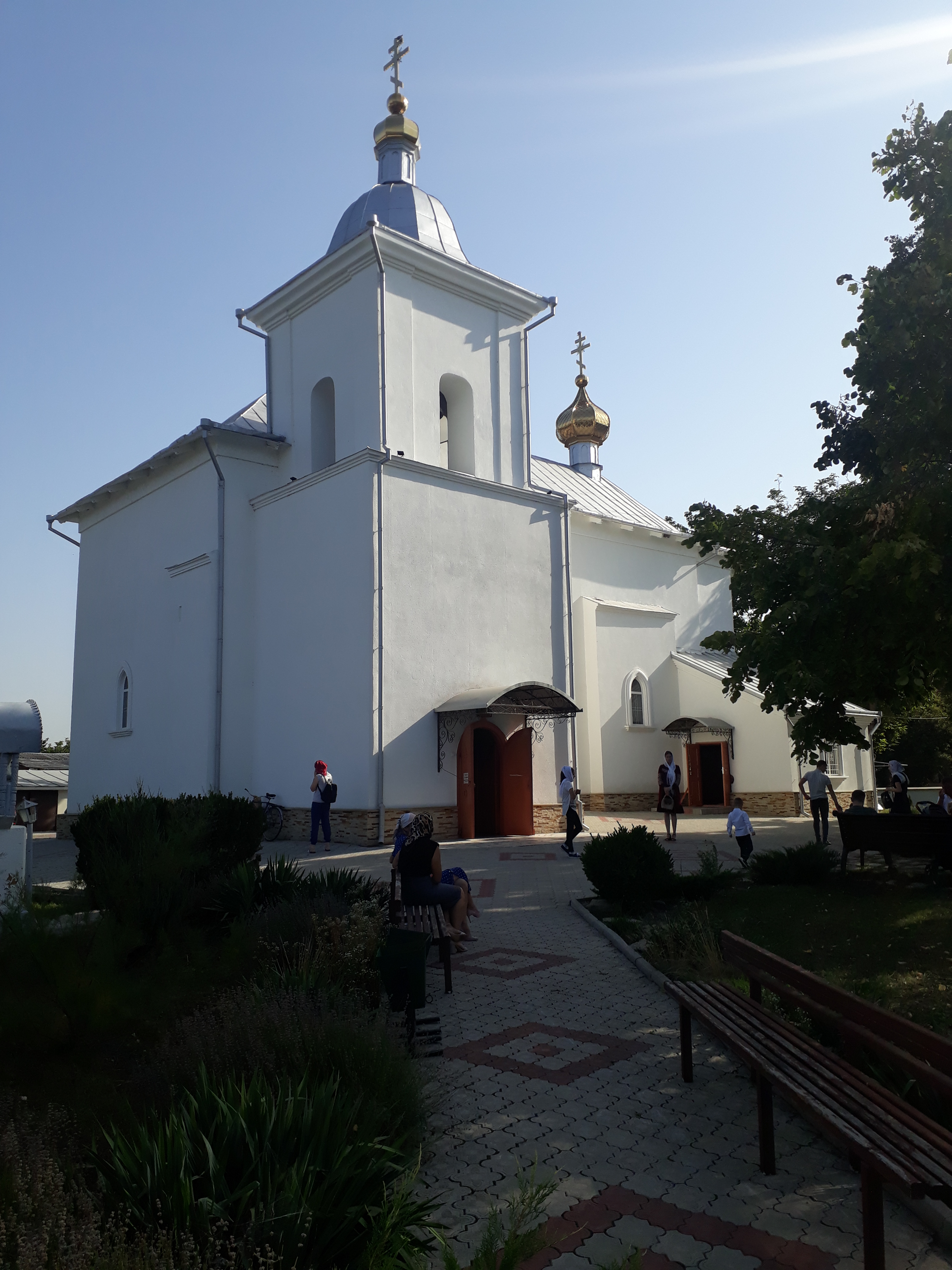
Catedrala Sfântul Dumitru, cel mai vechi lăcaș din oraș (1632–36)
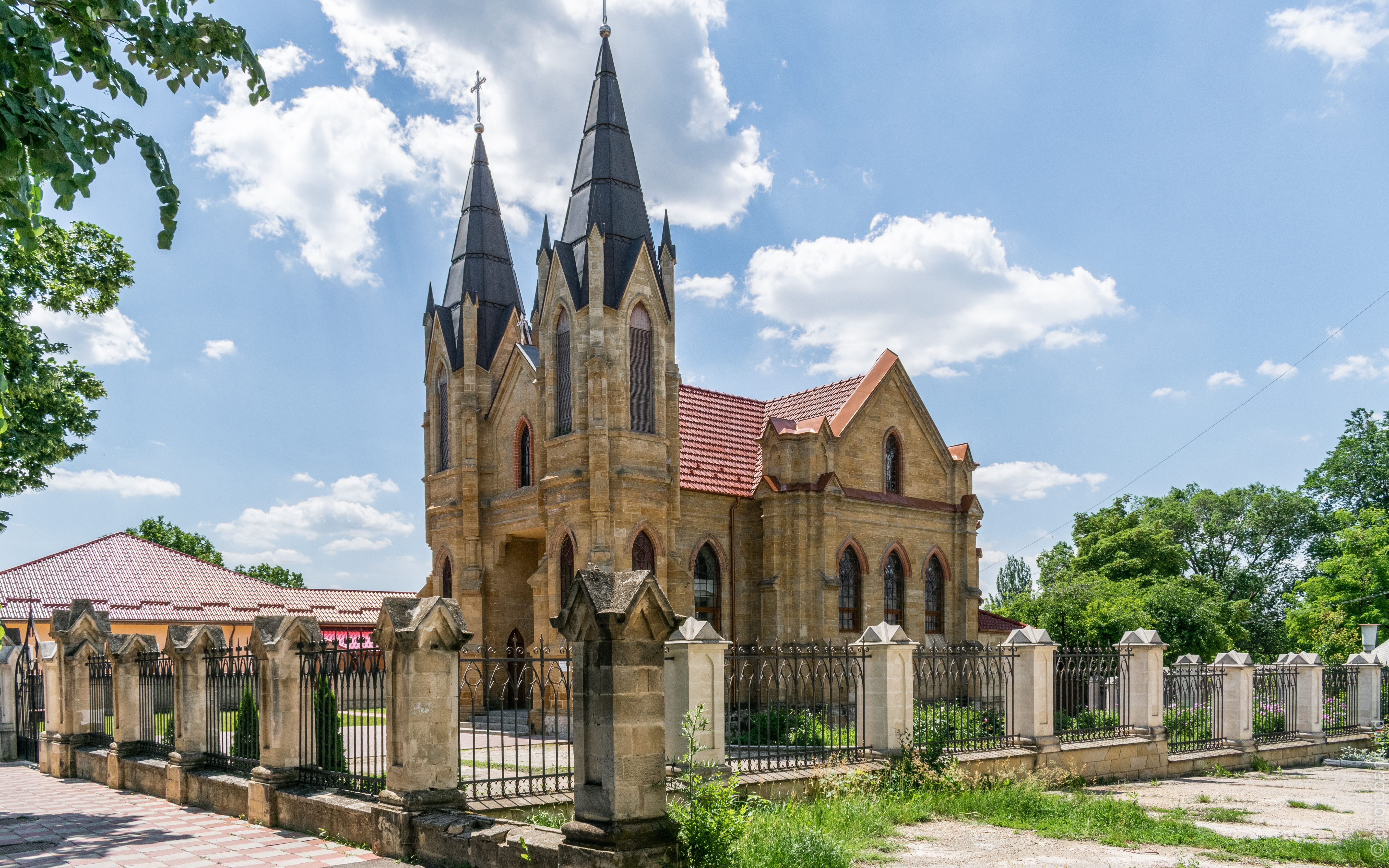
Biserica romano-catolică (1914)
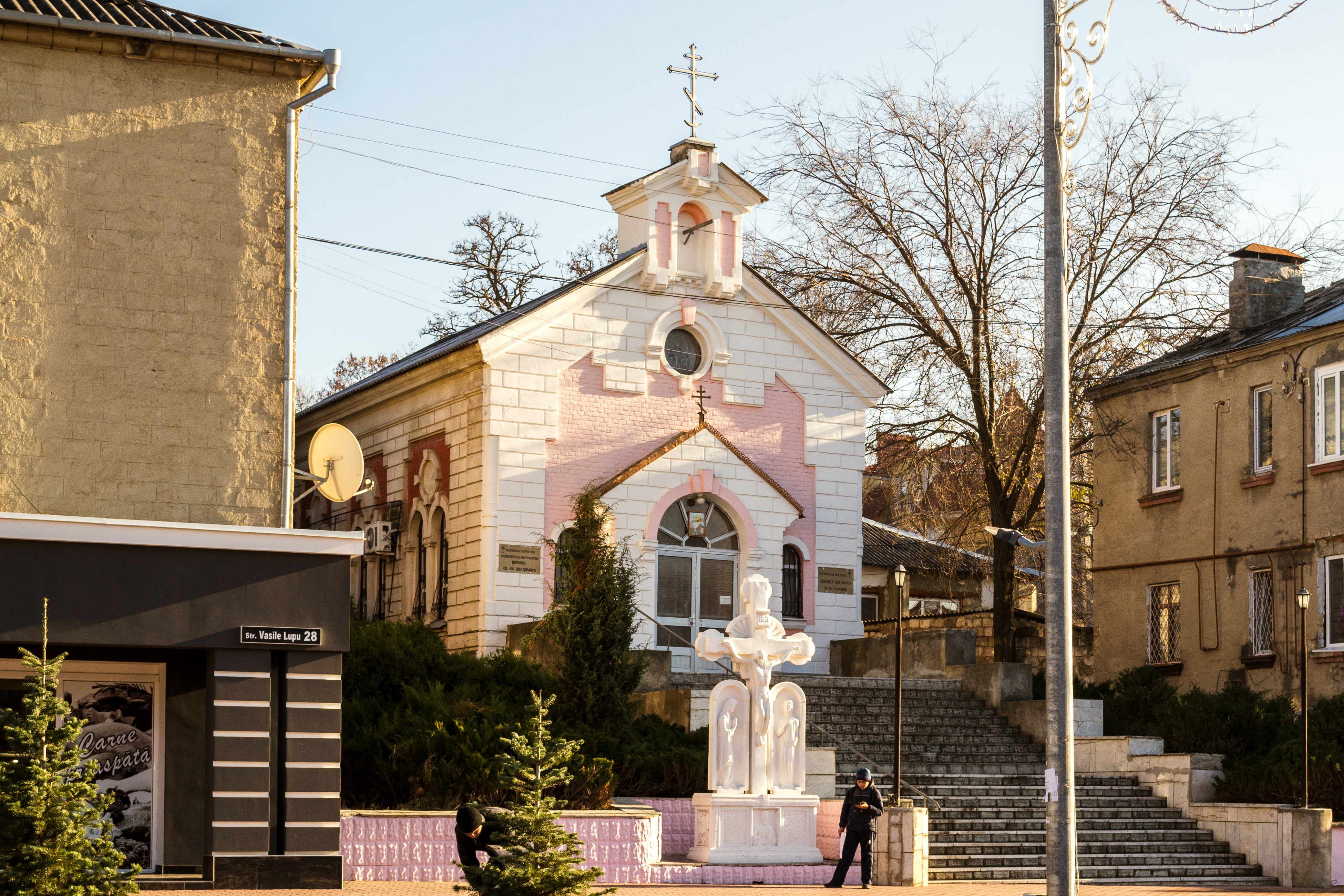
Biserica armenească „Sf. Născătoare de Dumnezeu”
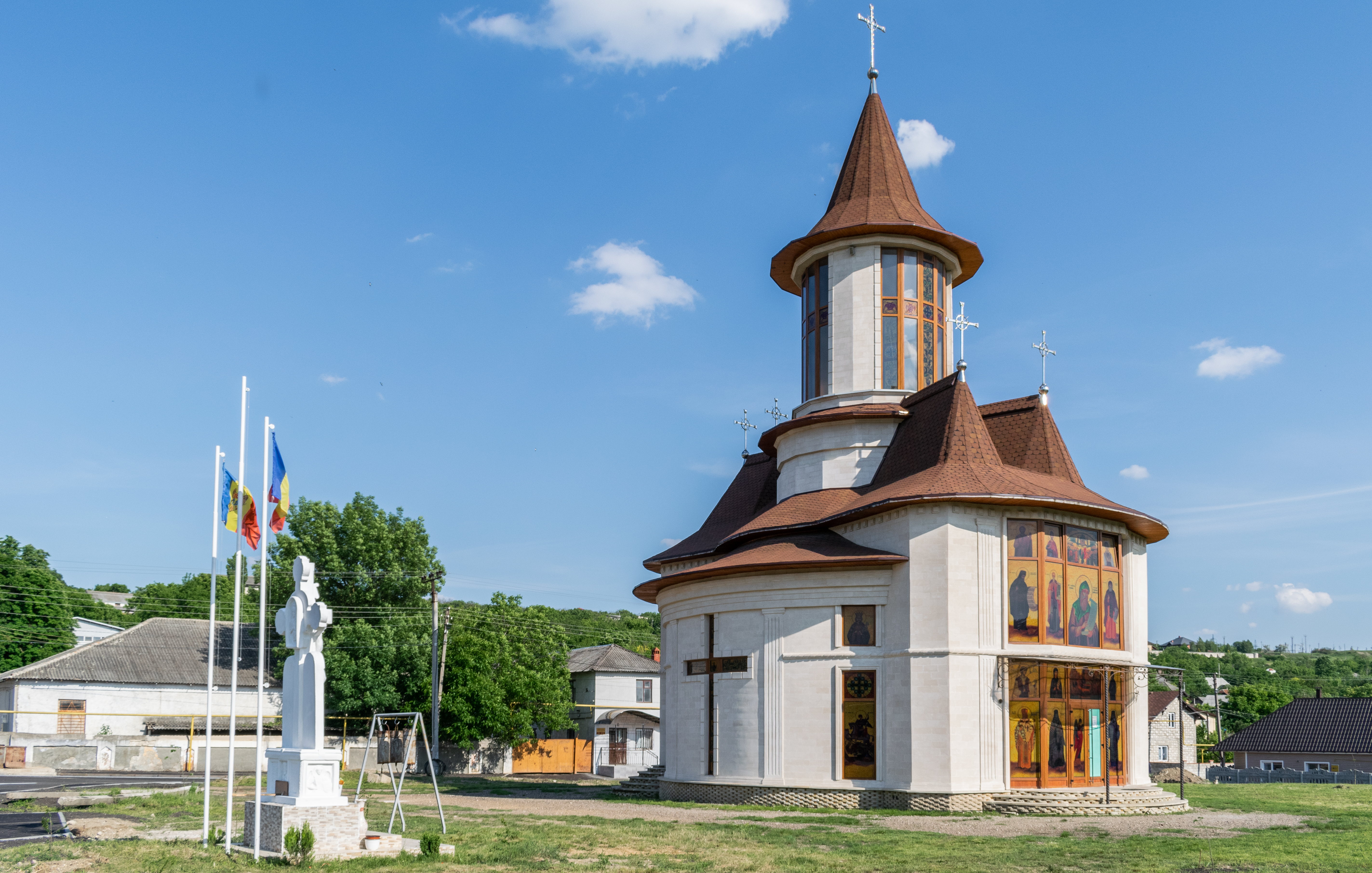
Biserica ortodoxă „Sf. Cuvios Vasile”
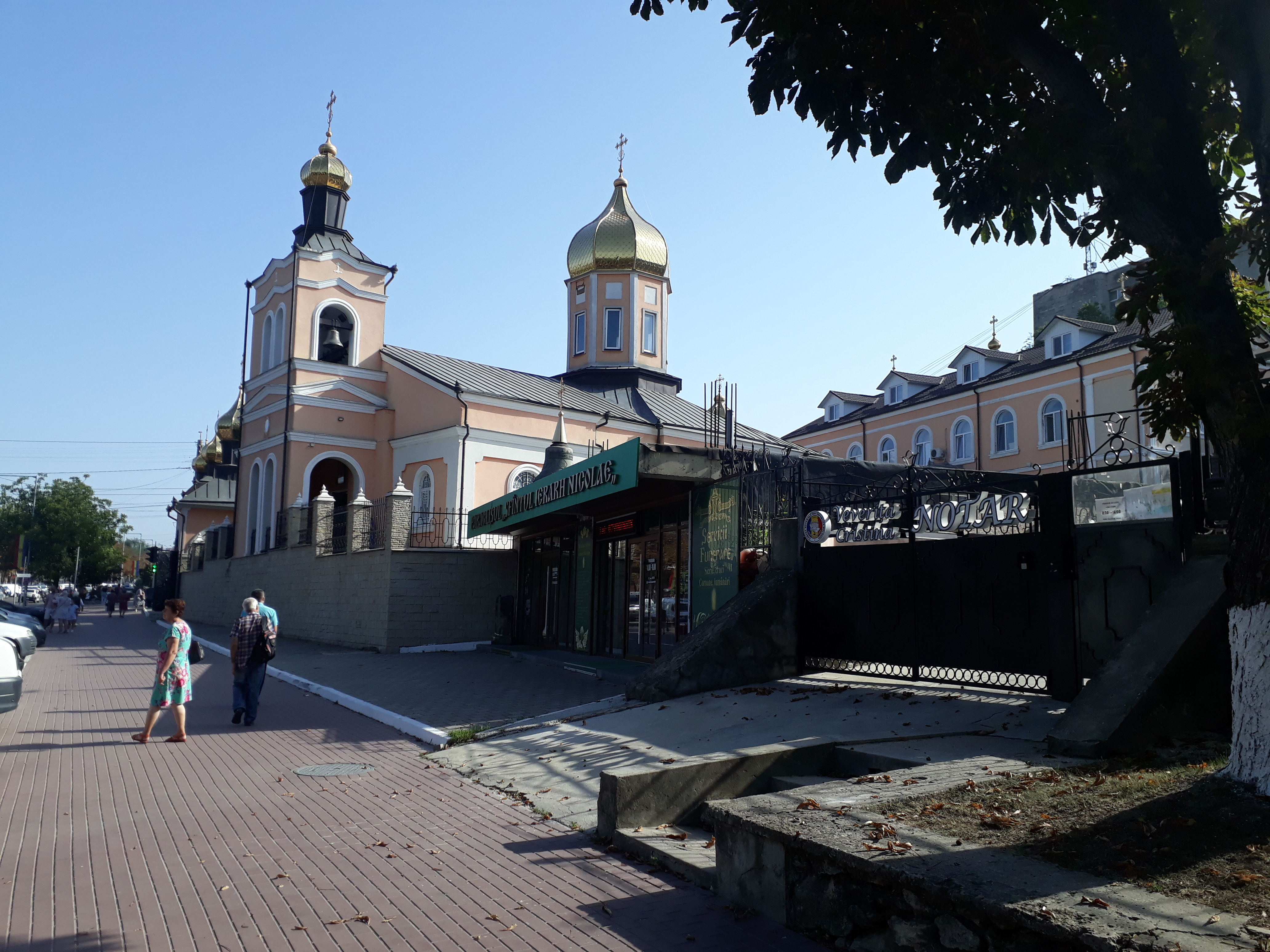
Biserica „Sfântul Nicolae”
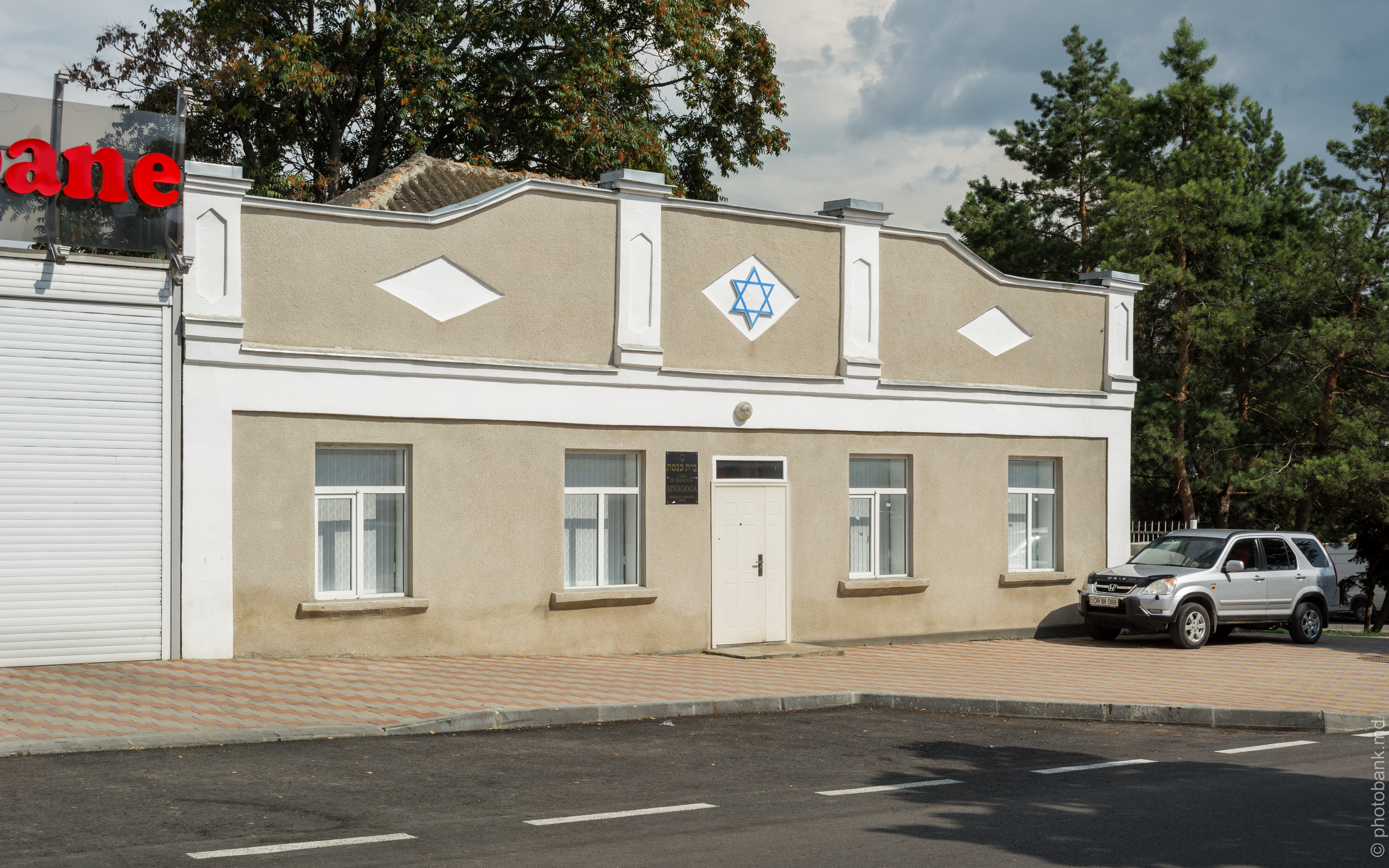
Sinagoga din Orhei
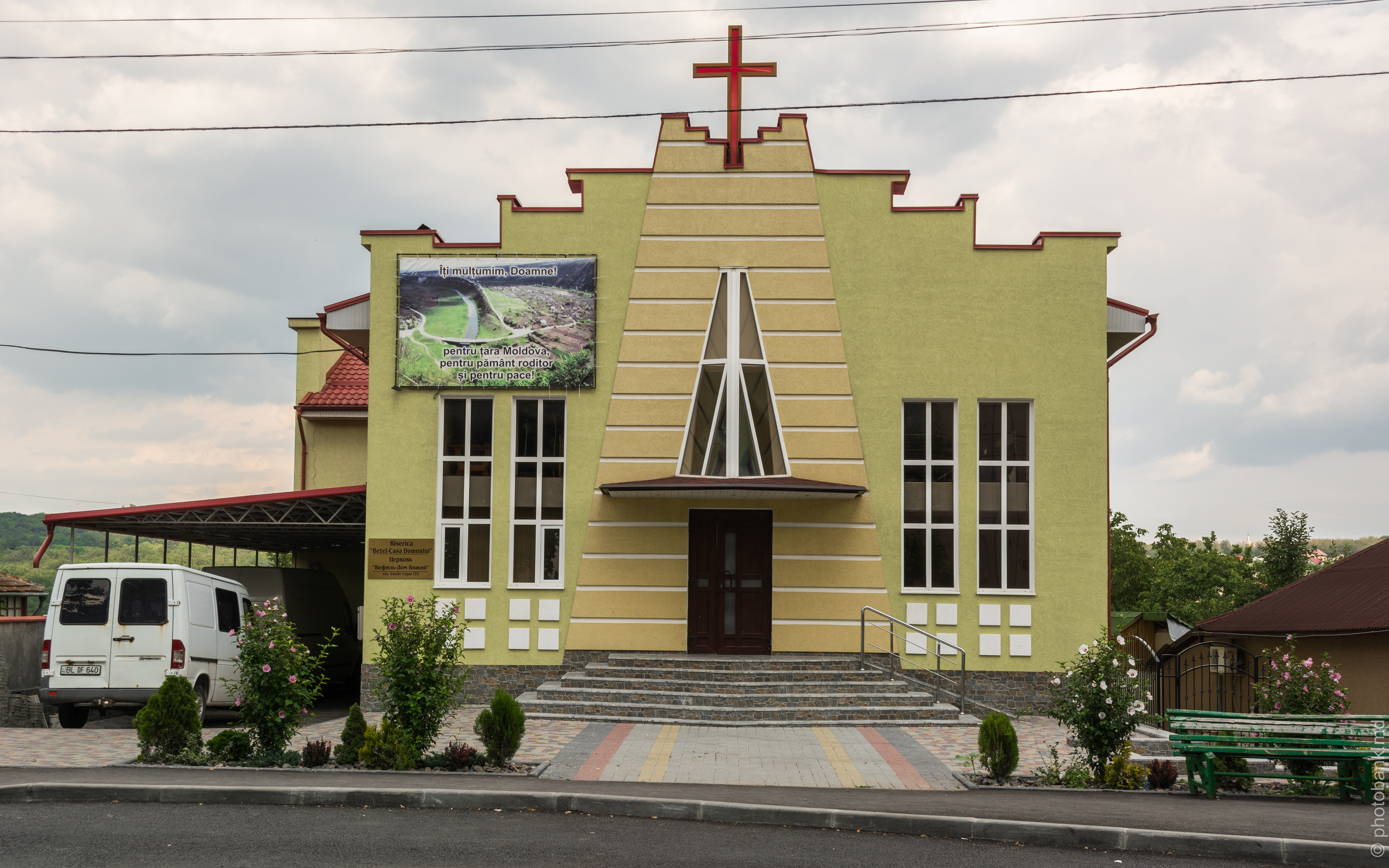
Biserica neoprotestantă „Bethel”

## Economie

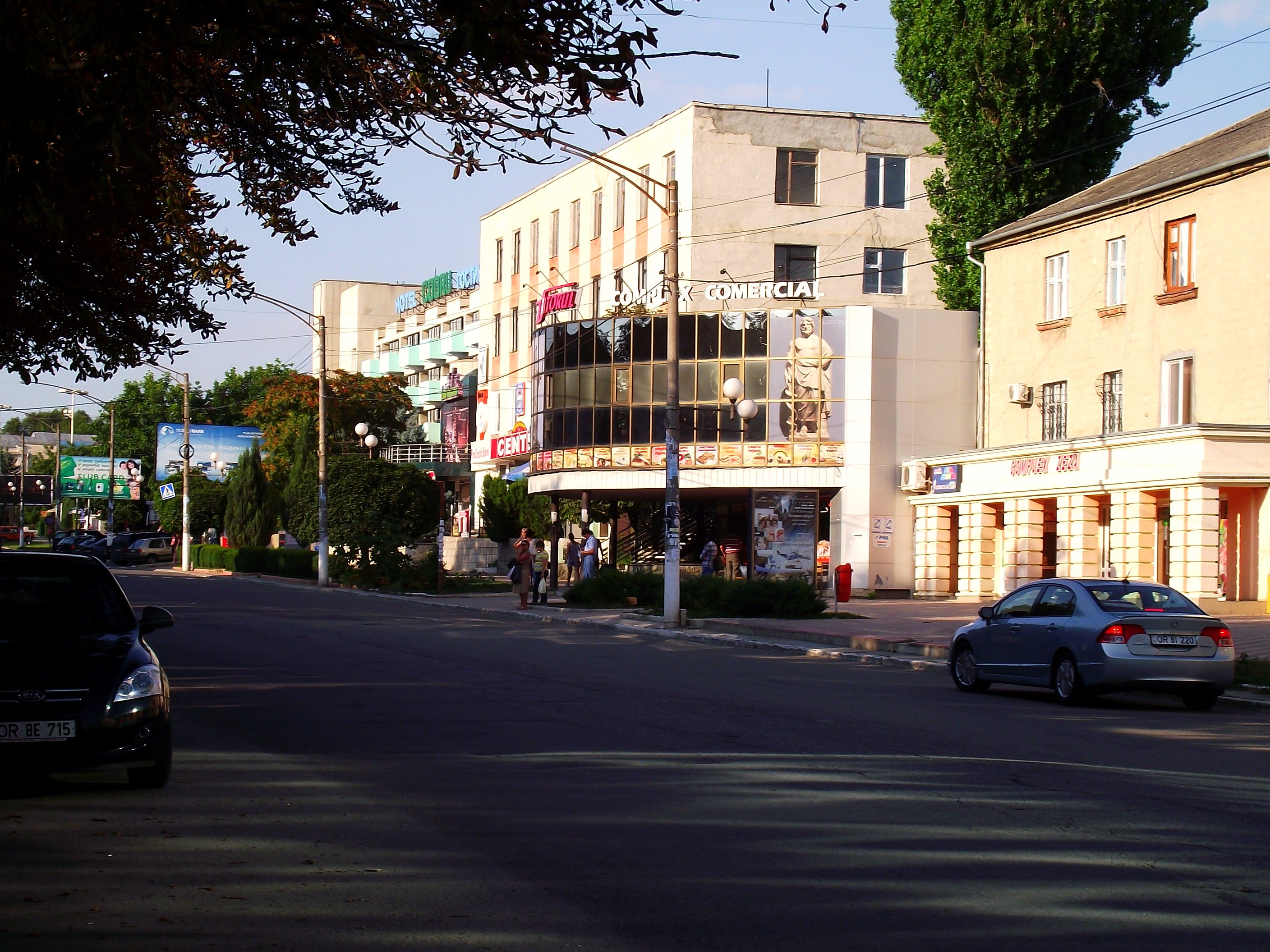
Clădiri cu oficii comerciale

Domeniul economic al orașului este reprezentat prin trei sectoare importante pentru dezvoltarea economiei locale: sectorul industrial, sectorul comerț și servicii, sectorul transport și alte servicii publice (telecomunicații, asigurarea cu energie electrică și agent termic, aprovizionarea cu apă potabilă, canalizare, gestionarea deșeurilor etc.).
Sectorul industrial e ramura prioritară a economiei orașului și cuprinde 19 întreprinderi industriale. În economia orașului rolul de bază îl joacă în primul rând întreprinderile mari: „Orhei-Vit” S.A., „Chateau Vartely” SRL, „Fabrica de pâine” S.A., „Gabiny” S.A. Fabrica de fermentare a tutunului, „Orlact” S.R.L., „Orhei-Vin” S.A., „Galanta” S.A. În prezent sectorul industrial fabrică în special produse alimentare, sucuri, conserve, lactate, panificație, țigări și băuturi alcoolice și răcoritoare, mărfuri de uz casnic, galanterie, încălțăminte. Se reanimează activitatea în construcție.
Sectorul comerț și servicii reprezintă o ramură importantă a economiei locale. Numărul prestatorilor de servicii a crescut de 2 ori și a atins cifra de 132 unități. A crescut volumul serviciilor de comunicații, de piață, medicale, învățământ ș.a. Totodată s-a redus volumul serviciilor sociale prestate cu plată: transportarea călătorilor, servicii culturale, juridice, bancare, turism și excursii.
În afară de agenții economici din sfera de producere pe teritoriul orașului sunt amplasate 14 stații de alimentare cu petrol, 18 cazangerii, 1 stație de epurare, 2 cariere.

### Finanțele publice locale
Conform analizei, în perioada anilor 1995-2001 veniturile la bugetul orășenesc au crescut de la 4,3 mln. lei în 1995 la 12,1 mln. lei în 2001. În anul 2001 au fost planificate venituri și cheltuieli în sumă de 8415 mii lei. Au fost executate venituri în sumă de 12050 mii lei și cheltuieli de 11170 mii lei. Circa 8% sau 943 mii lei din veniturile executate au fost transferate în bugetul județean. Structura cheltuielilor în perioada de analiză rămâne aproximativ constantă, cea mai mare parte din care revine sistemului municipal de educație și învățământ – 66,1%.

### Infrastructură
Sursele de apă potabilă ce alimentează populația or. Orhei sunt situate atât pe teritoriul orașului, cât și pe teritoriul satelor vecine. Apa este distribuită consumatorilor prin 2 stații de pompare. Orașul dispune în total de 15 fântâni arteziene. Lungimea rețelelor de alimentare cu apă potabilă a orașului este de 160,9 km. Aproape 65-70% din locuitori sunt conectați la instalațiile orășenești de epurare a apelor uzate. Circulația internă în oraș este asigurată de 97 de microbuze.

## Administrație și politică

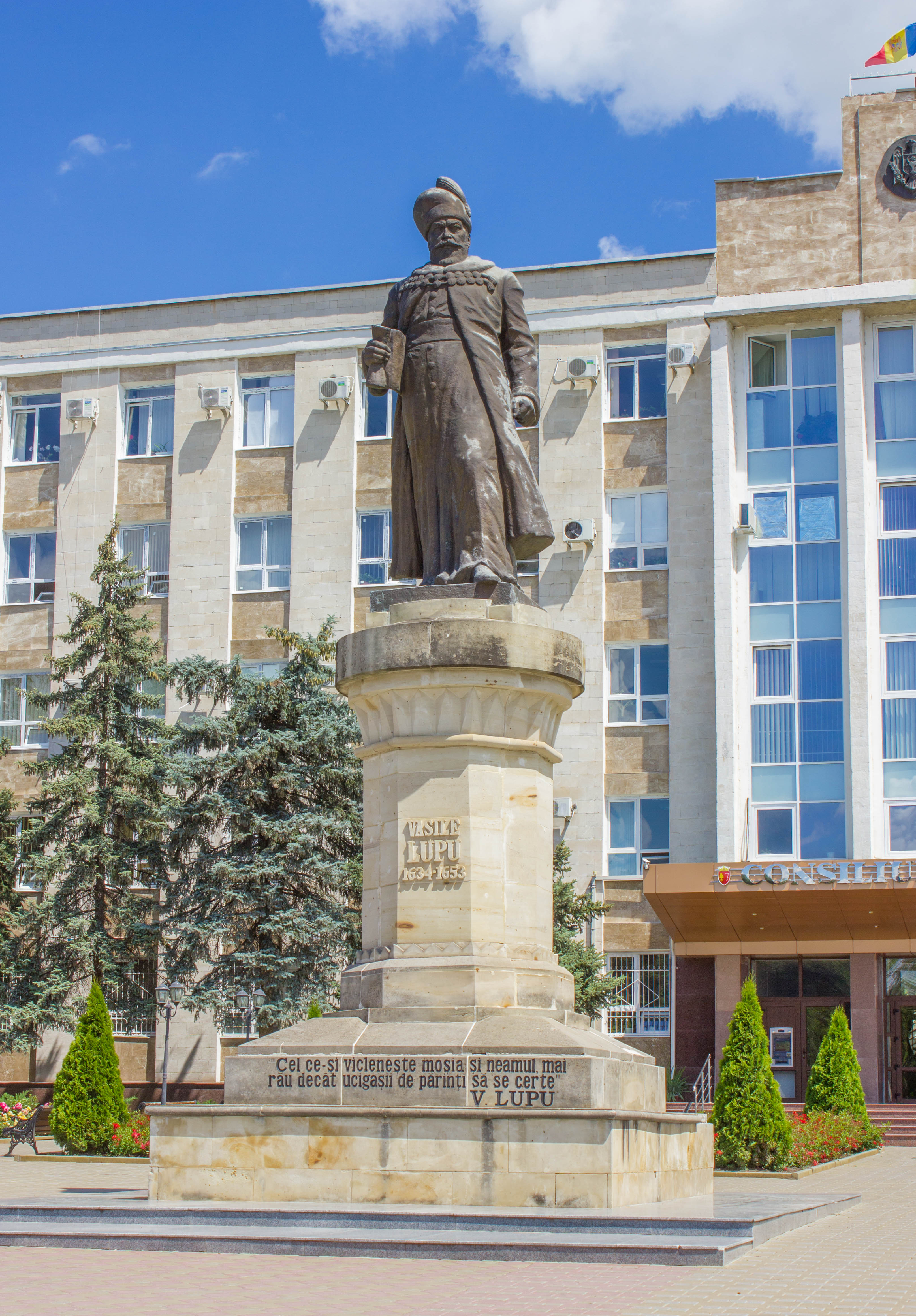
Statuia domnitorului Vasile Lupu (monument de for public). În spate e clădirea Consiliului raional.

Primarul municipiului Orhei este Tatiana Cociu (Forța de Alternativă și Salvare a Moldovei), aleasă în noiembrie 2023.
Componența Consiliului local Orhei (27 de consilieri), ales la 5 noiembrie 2023, este următoarea:
|  | Partid                                     | Consilieri | Componență | Componență | Componență | Componență | Componență | Componență | Componență | Componență | Componență | Componență | Componență | Componență | Componență | Componență | Componență | Componență | Componență | Componență |
|  | ------------------------------------------ | ---------- | ---------- | ---------- | ---------- | ---------- | ---------- | ---------- | ---------- | ---------- | ---------- | ---------- | ---------- | ---------- | ---------- | ---------- | ---------- | ---------- | ---------- | ---------- |
|  | Forța de Alternativă și Salvare a Moldovei | 18         |            |            |            |            |            |            |            |            |            |            |            |            |            |            |            |            |            |            |
|  | Partidul Acțiune și Solidaritate           | 5          |            |            |            |            |            |            |            |            |            |            |            |            |            |            |            |            |            |            |
|  | Partidul Voința Poporului                  | 2          |            |            |            |            |            |            |            |            |            |            |            |            |            |            |            |            |            |            |
|  | Partidul „Renaștere”                       | 1          |            |            |            |            |            |            |            |            |            |            |            |            |            |            |            |            |            |            |
|  | Candidat independent IURIE LUPACESCU       | 1          |            |            |            |            |            |            |            |            |            |            |            |            |            |            |            |            |            |            |

## Cultură

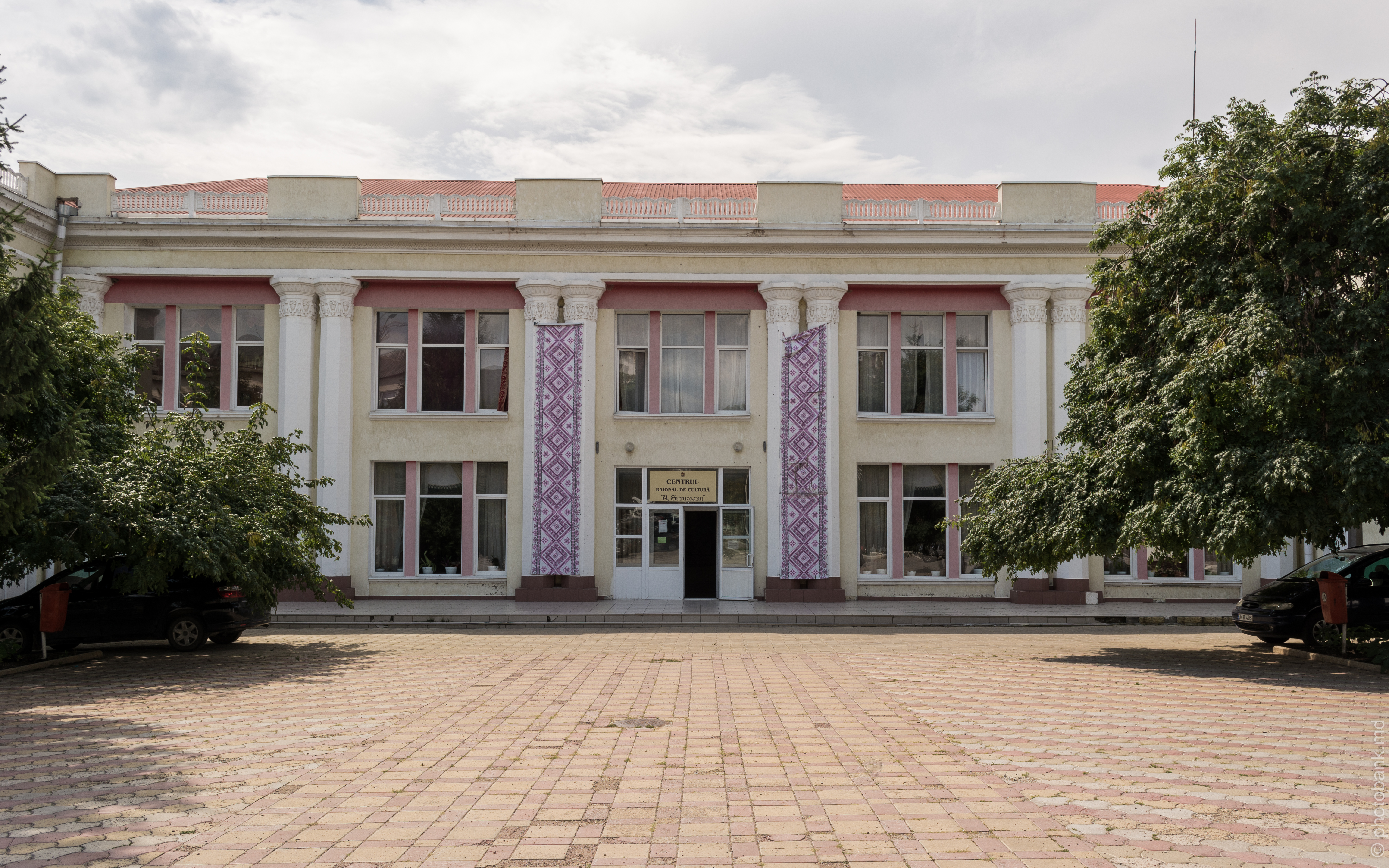
Palatul de cultură

Urbea dispune de 63 monumente istorico-memoriale, de artă și arhitectură, dintre care 14 sunt de importanță națională, iar 49 de importanță locală, 2 case de cultură,  Bibliotecă Publică Raională și 5 filiale și 2 instituții de învățământ artistic (pictură și muzică). În oraș activează 9 colective artistice de amatori, cu un număr de 180 persoane ce au performanțe în domeniu și un centru de conservare și propagare a tradițiilor și valorilor culturale.

## Educație

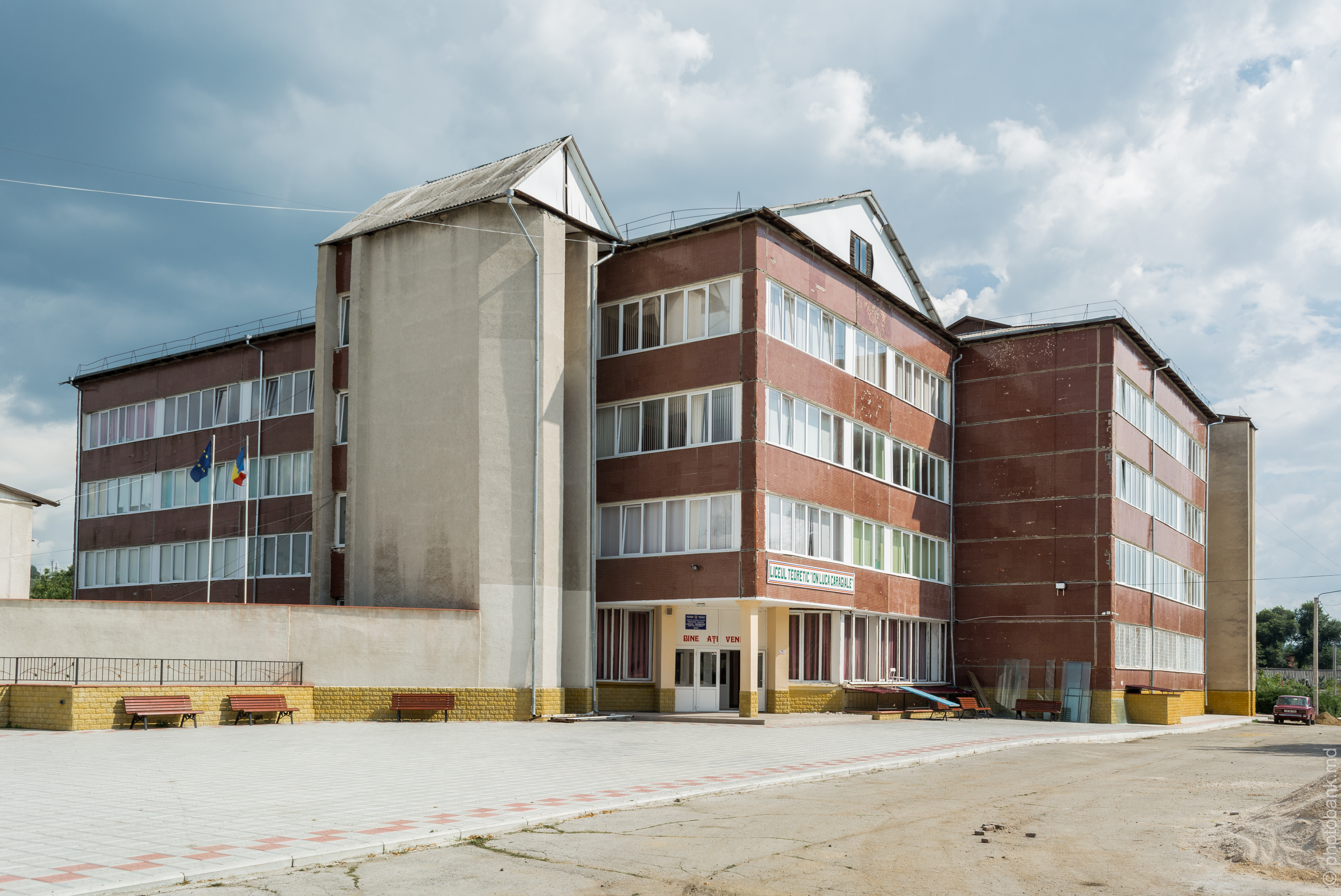
Liceul teoretic „I.L. Caragiale”

Sistemul de învățământ din Orhei este prezentat de 7 instituții preșcolare cu o capacitate de 1.600 locuri, la moment încadrează 1.025 preșcolari, ceea ce constituie 56% din contingentul respectiv de vârstă; 4 gimnazii, 3 licee, 2 școli medii cu o populație școlară de 6.242 elevi, școala polivalentă cu 361 elevi în învățământul secundar profesional; colegiul de medicină cu un număr de 252 studenți; colegiul pedagogic cu un număr de 624 studenți; 4 instituții extrașcolare. În sistemul orășenesc de învățământ activează 481 pedagogi dintre care 188 profesori deținători de grad didactic I și II și 9 de gradul superior. Începând cu anul școlar 2000/2001 se semnalează o creștere a numărului de copii cuprinși în învățământul liceal și descreșterea numărului de copii cuprinși în învățământul primar.

## Sport
În Orhei își are sediul clubul de fotbal FC Milsami Orhei (anterior numit Viitorul Orhei). În sezonul 2014-2015 echipa a câștigat în premieră  titlul de campioană a Moldovei, acesta fiind și primul caz când o echipă dintr-un alt oraș decât Chișinău și Tiraspol câștigă titlul în Republica Moldova. Milsami mai deține o Cupă a Moldovei și o Supercupă a Moldovei, ambele câștigat în sezonul 2011-2012.
Clubul își susține meciurile de acasă pe Complexul Sportiv Raional Orhei, stadion care pe lângă terenul de fotbal mai este dotat și cu pistă de atletism.

## Atracții turistice

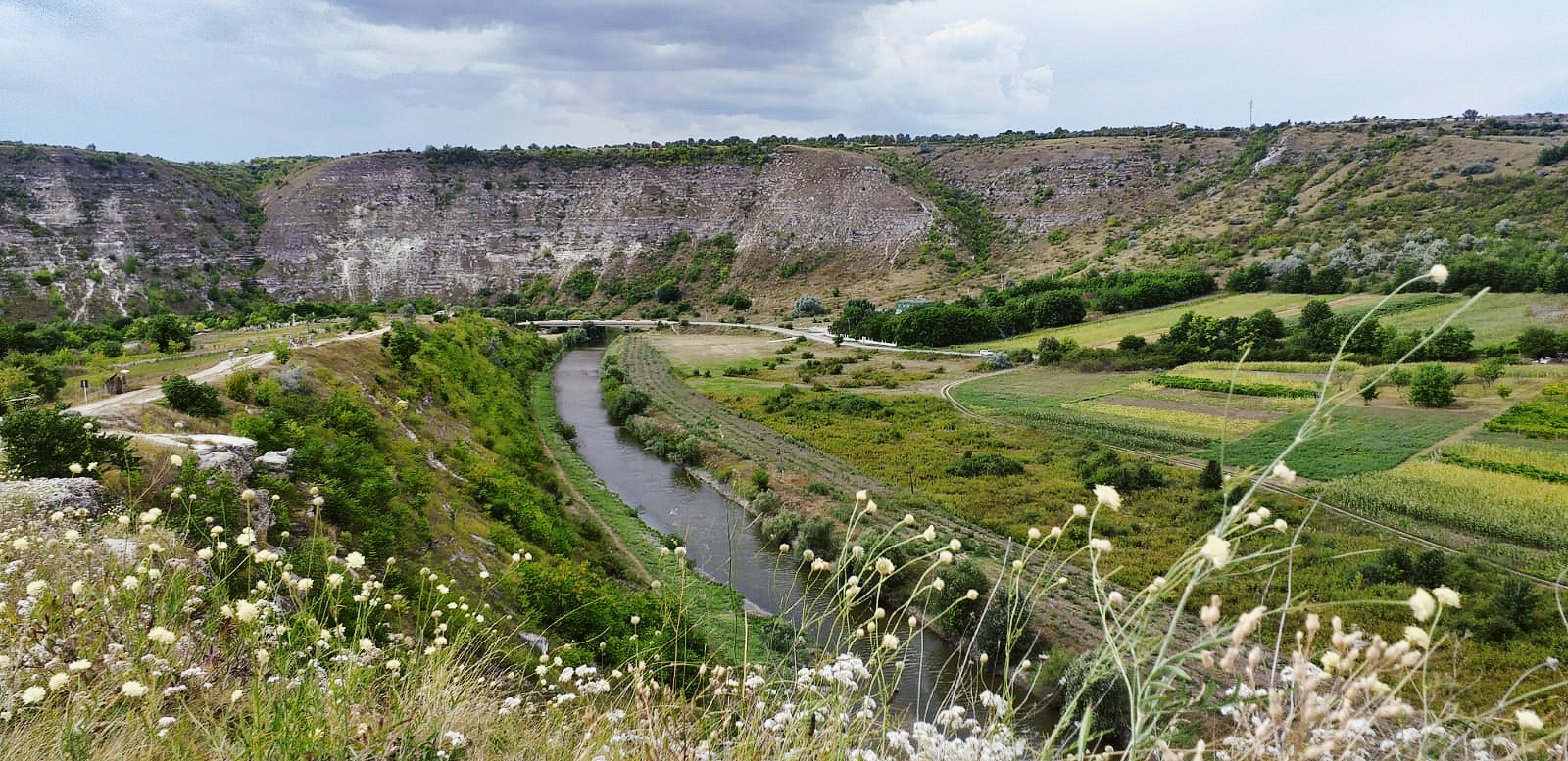
Orheiul Vechi

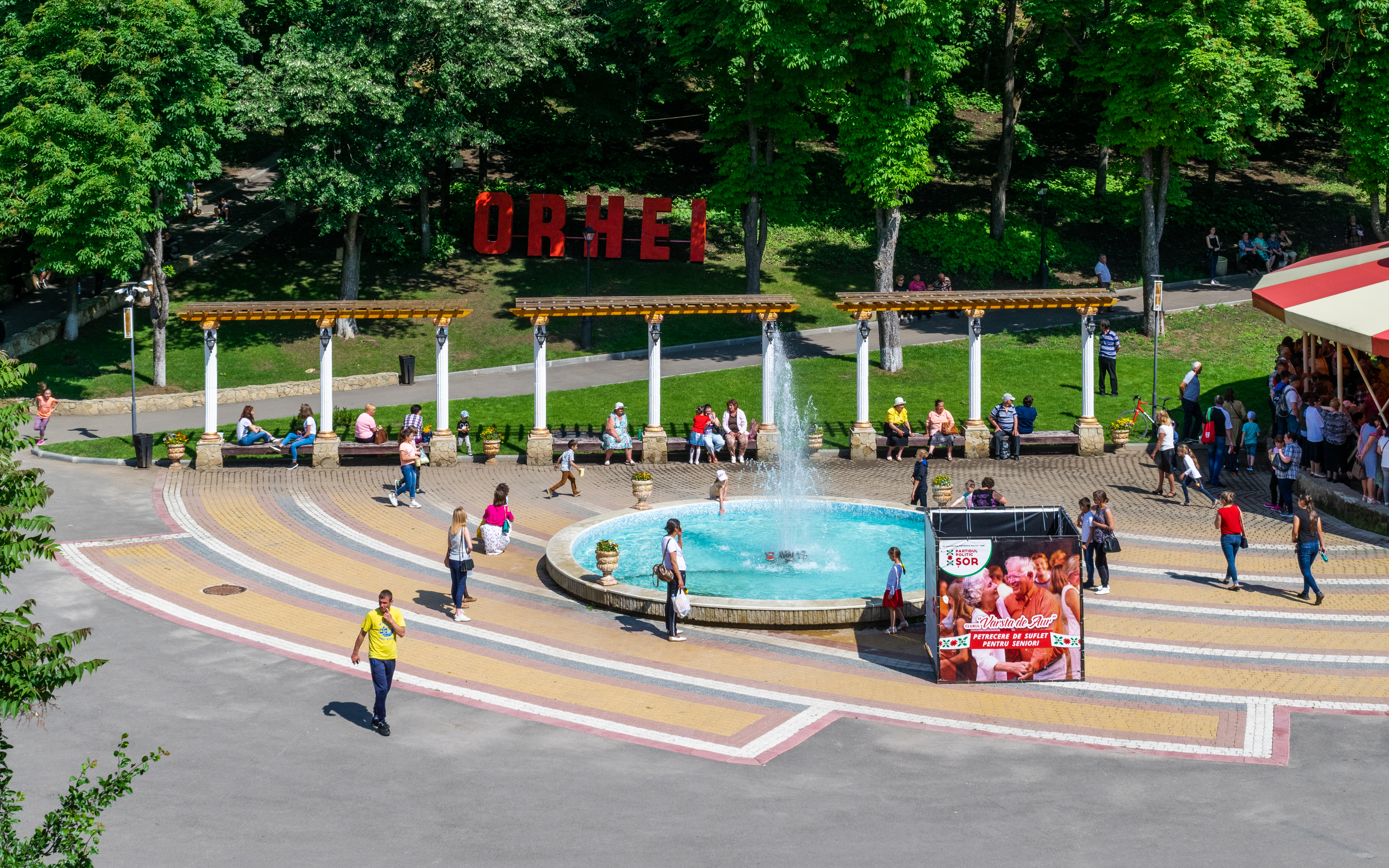
Grădina publică „Ivanos”

### Orheiul Vechi
Orheiul Vechi este un complex muzeal și istoric situat pe malul Răutului, în preajma satelor Butuceni și Trebujeni din raionul Orhei, la 20 km de centrul raional, Orhei. Este un monument care a cunoscut diverse culturi arheologice, pe aici au trecut diferite popoare migratoare: bastarnii, sarmații, goții, hunii, avarii, slavii, ungurii s.a. În perioada medievală (sec. IX-XIII) aici se înființează schituri săpate în stânca. La începutul secolului al XIV-lea aici se află așa-numitul Șehr al-Djedid - „Orașul Nou” al Hoardei de Aur. Până astăzi s-au păstrat fundamentele moscheii, mihrabului, minaretului, caravanseraiului și ale băilor.
Orașul medieval moldovenesc Orheiul Vechi este înființat în secolul al XV-lea pe ruinele „Orașului Nou” al Hoardei de Aur. Perioada de maximă dezvoltare a Orheiului Vechi moldovenesc este atinsă în a două jumătate a secolului al XV-lea. În această perioadă pe malul Răutului sunt înălțate palatele pârcălabului de Orhei și cele două biserici ortodoxe.
Cercetarea arheologică a complexului Orheiul Vechi a început în anul 1947. Tot în acea perioadă a fost creat și complexul muzeal „Orheiul Vechi”. Numele Complexului muzeal provine de la denumirea unei localități istorice Orașul medieval Orhei, care a existat în secolele XV-XVI, denumire evoluată în Orheiul Vechi după părăsirea așezării și întemeierea în alt loc al unui oraș, cu același nume, păstrat până în zilele noastre. Complexul muzeistic Orheiul Vechi reprezintă un sistem de monumente istorice și priveliști naturale amplasate între satele Trebujeni și Butuceni. Dintre aceste monumente de o semnificație aparte sunt: cetatea getică, cetatea medievală, feredeul, hanul și biserica, complexele rupestre.

### Galerie de imagini

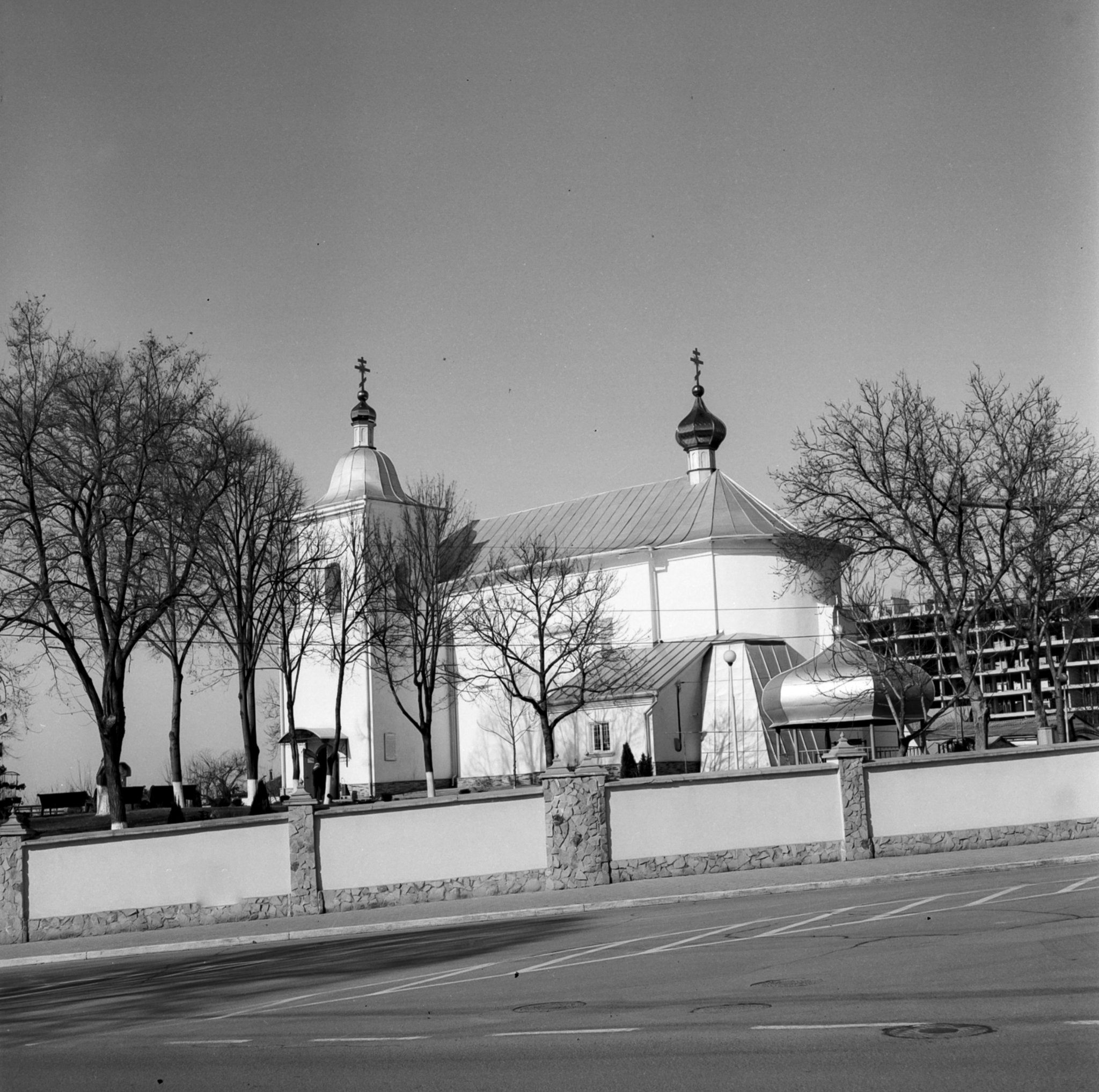
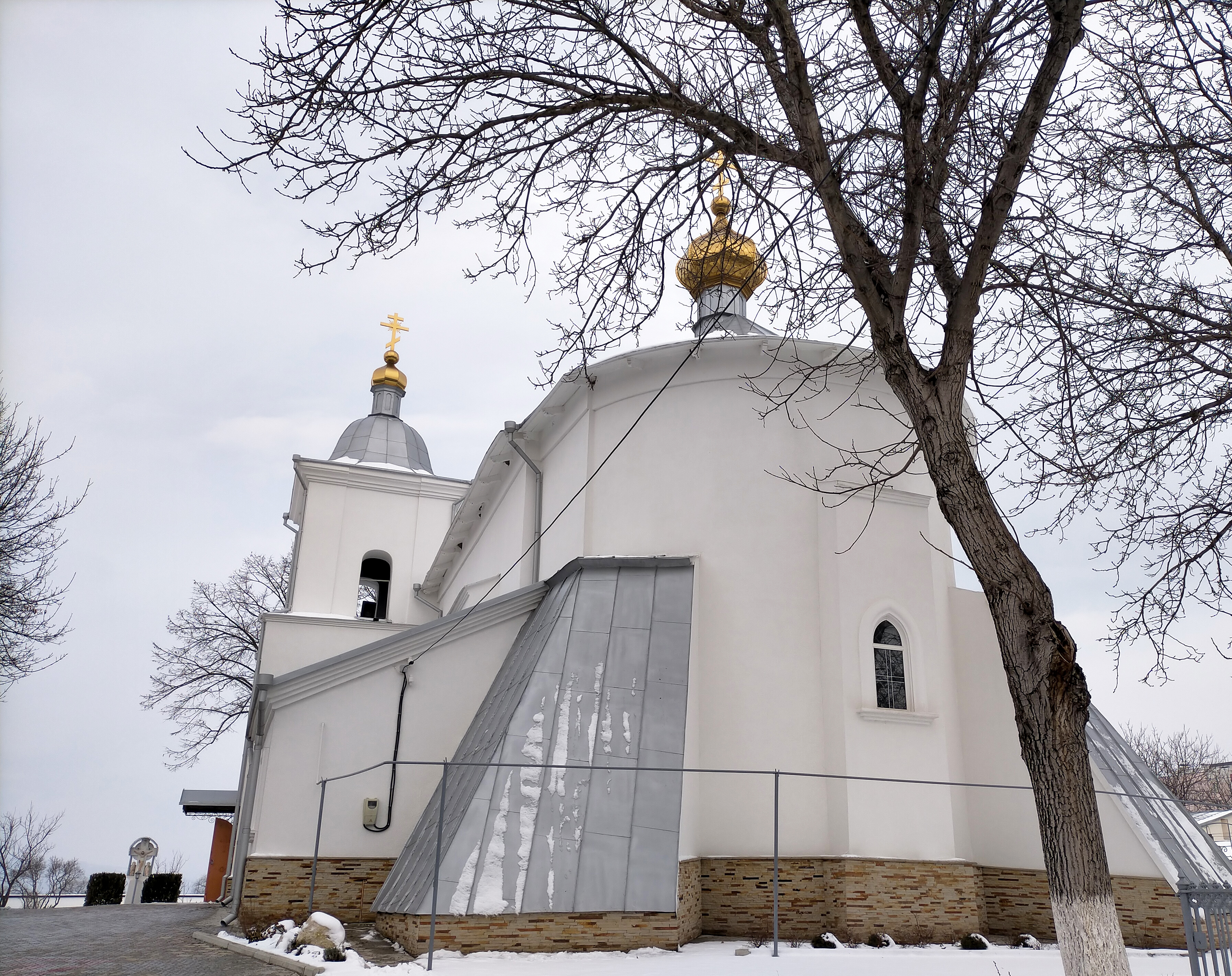
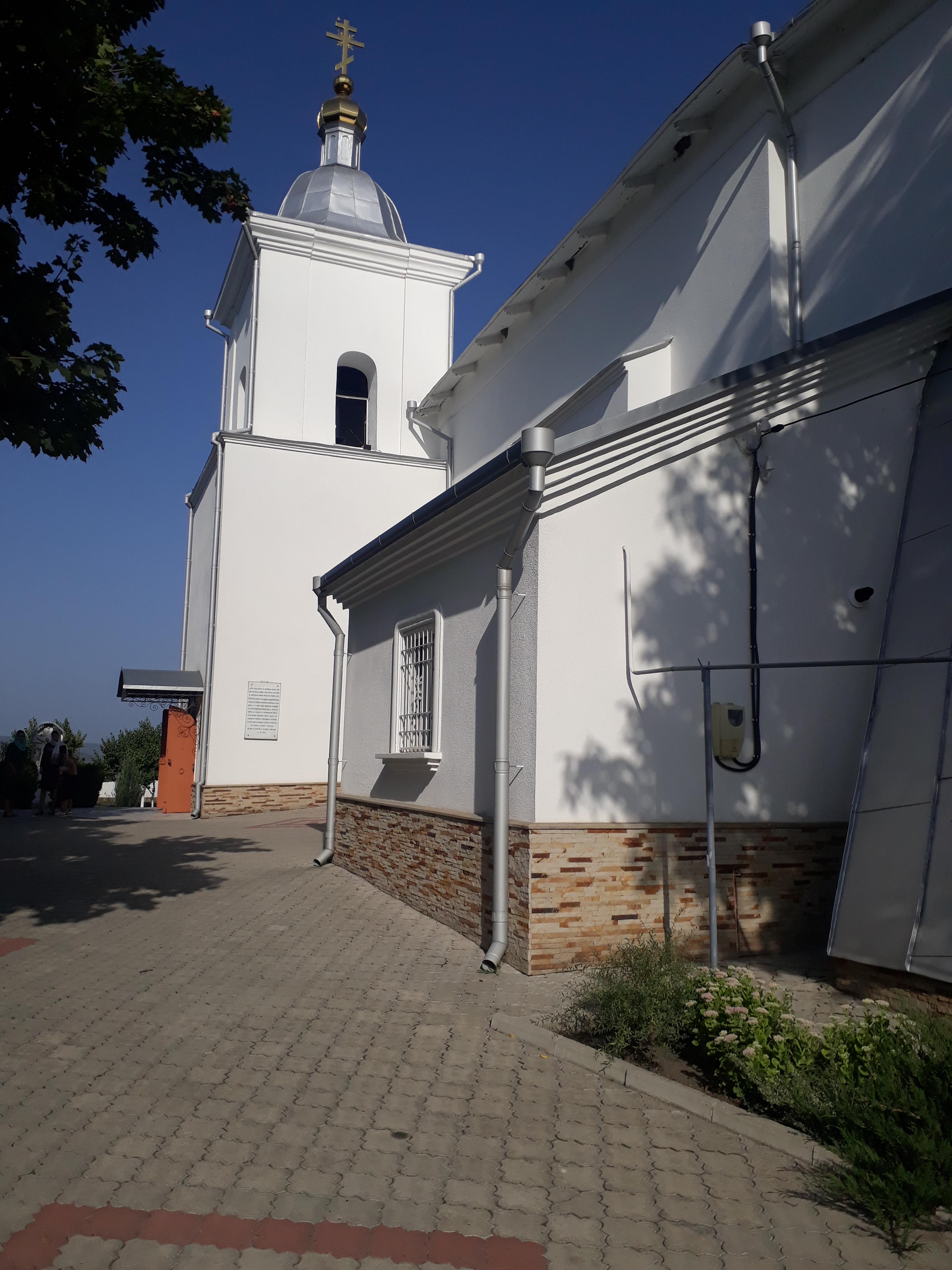
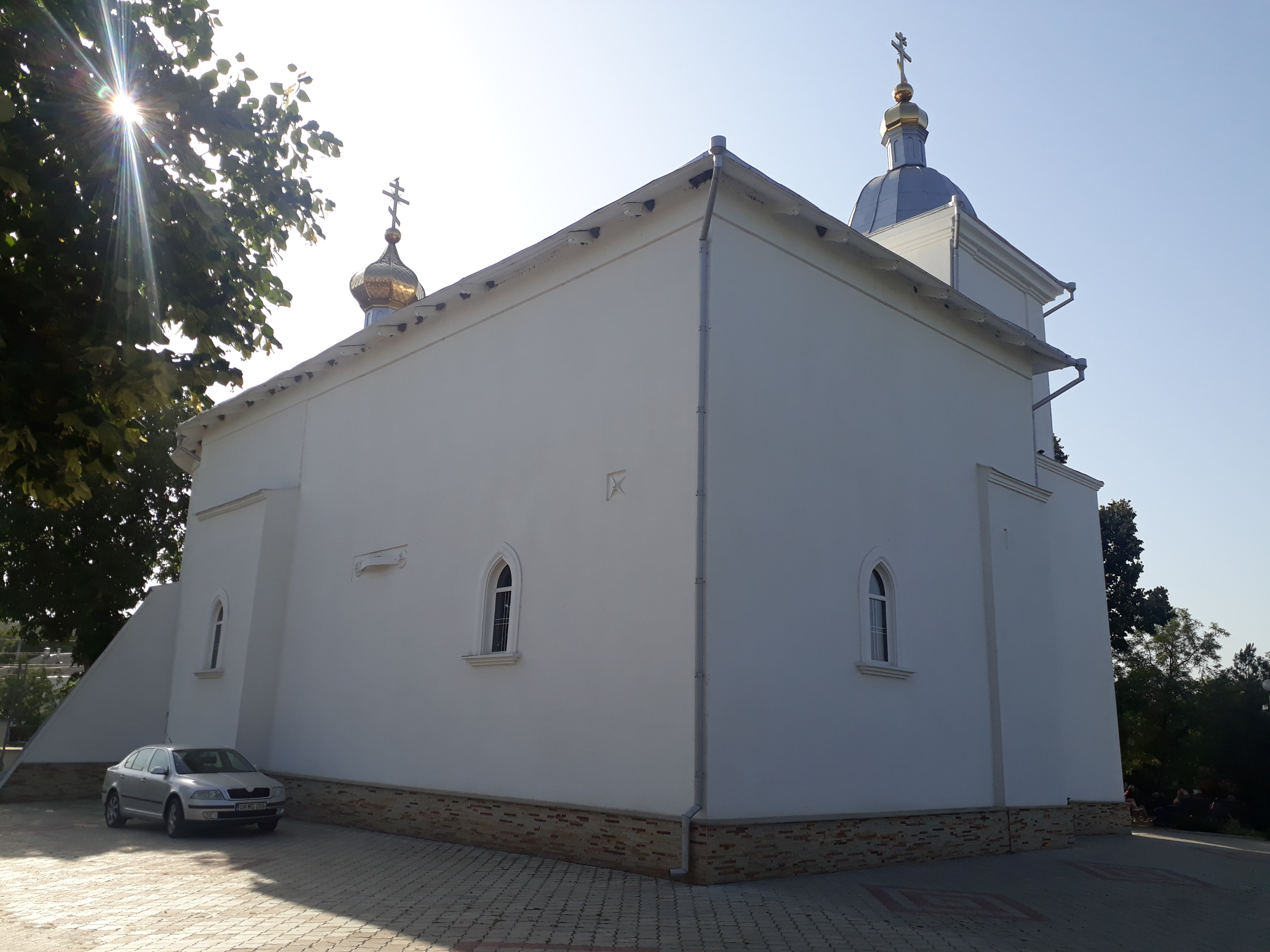
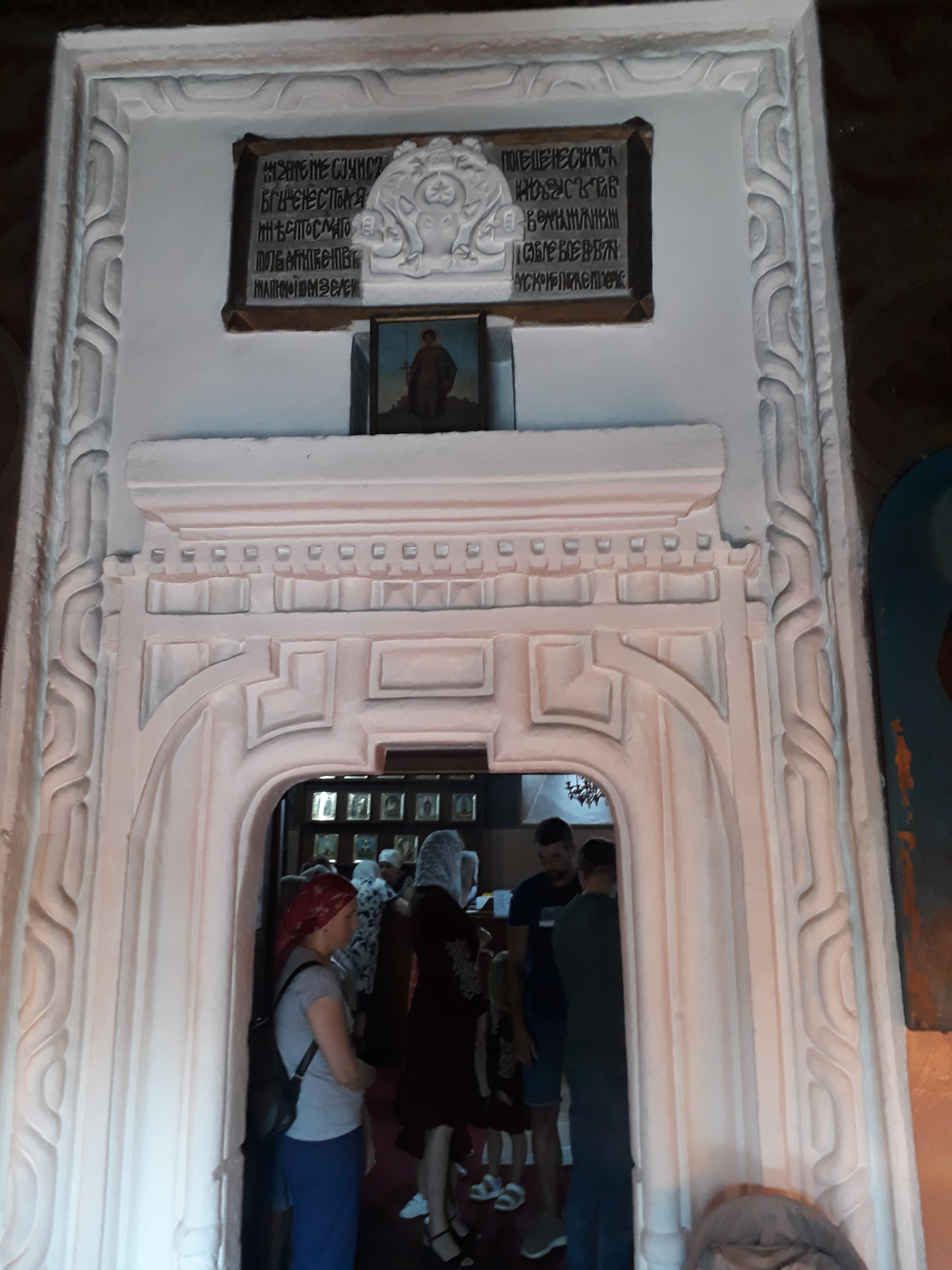
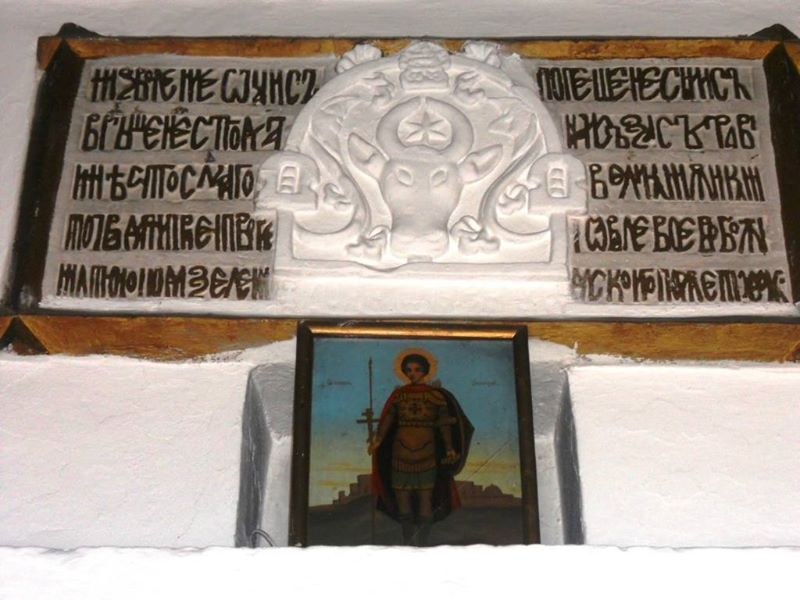

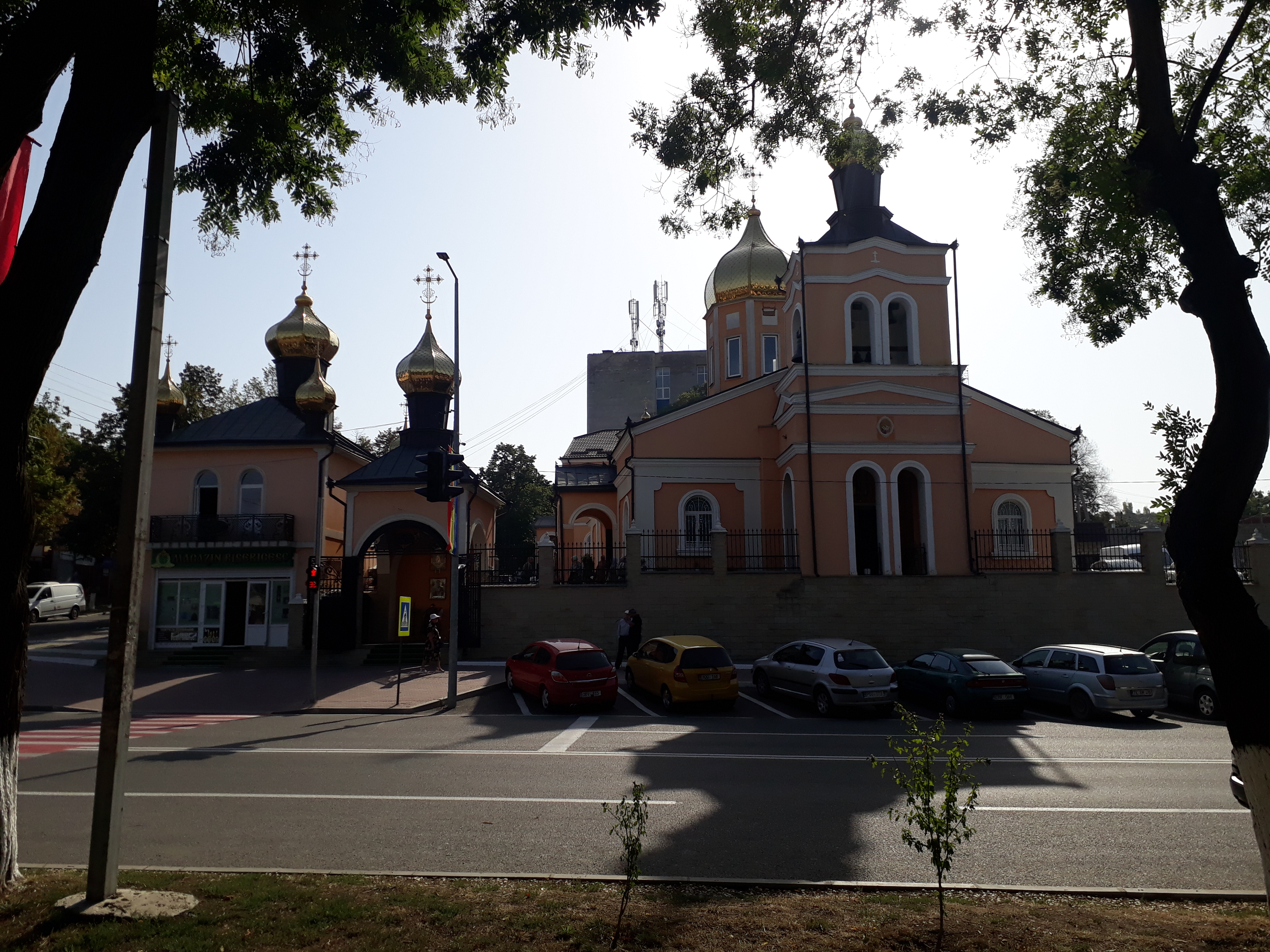
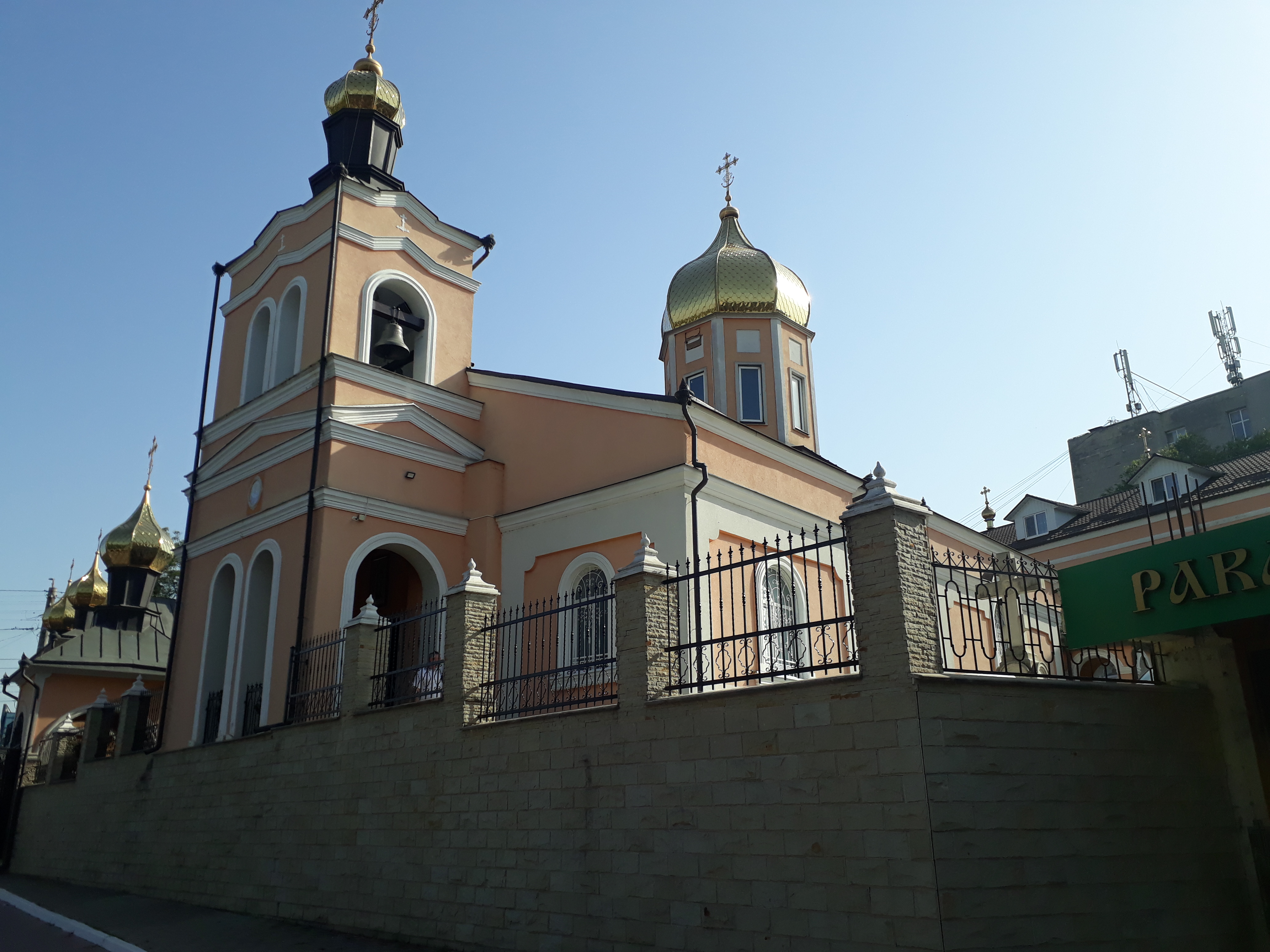
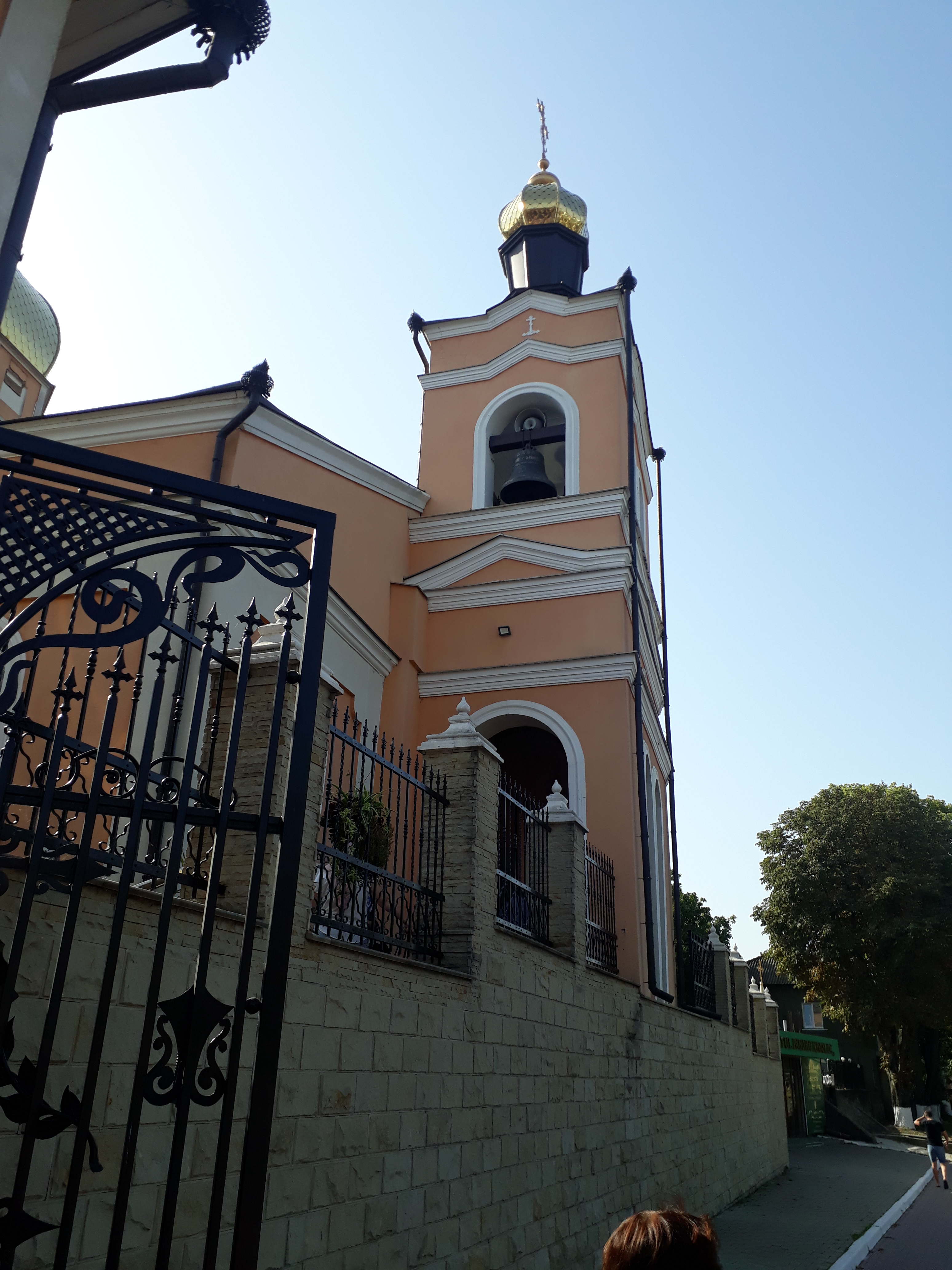
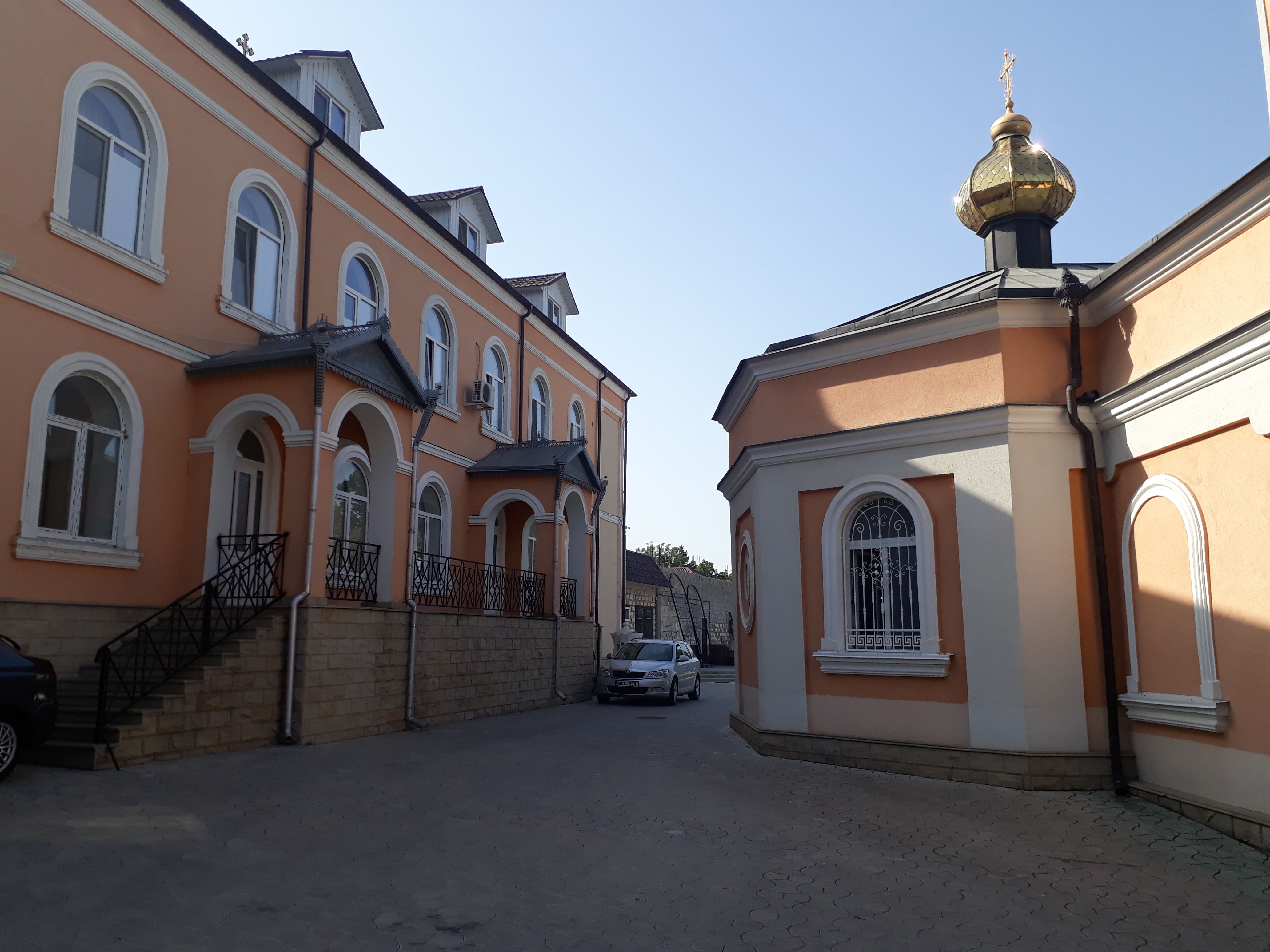
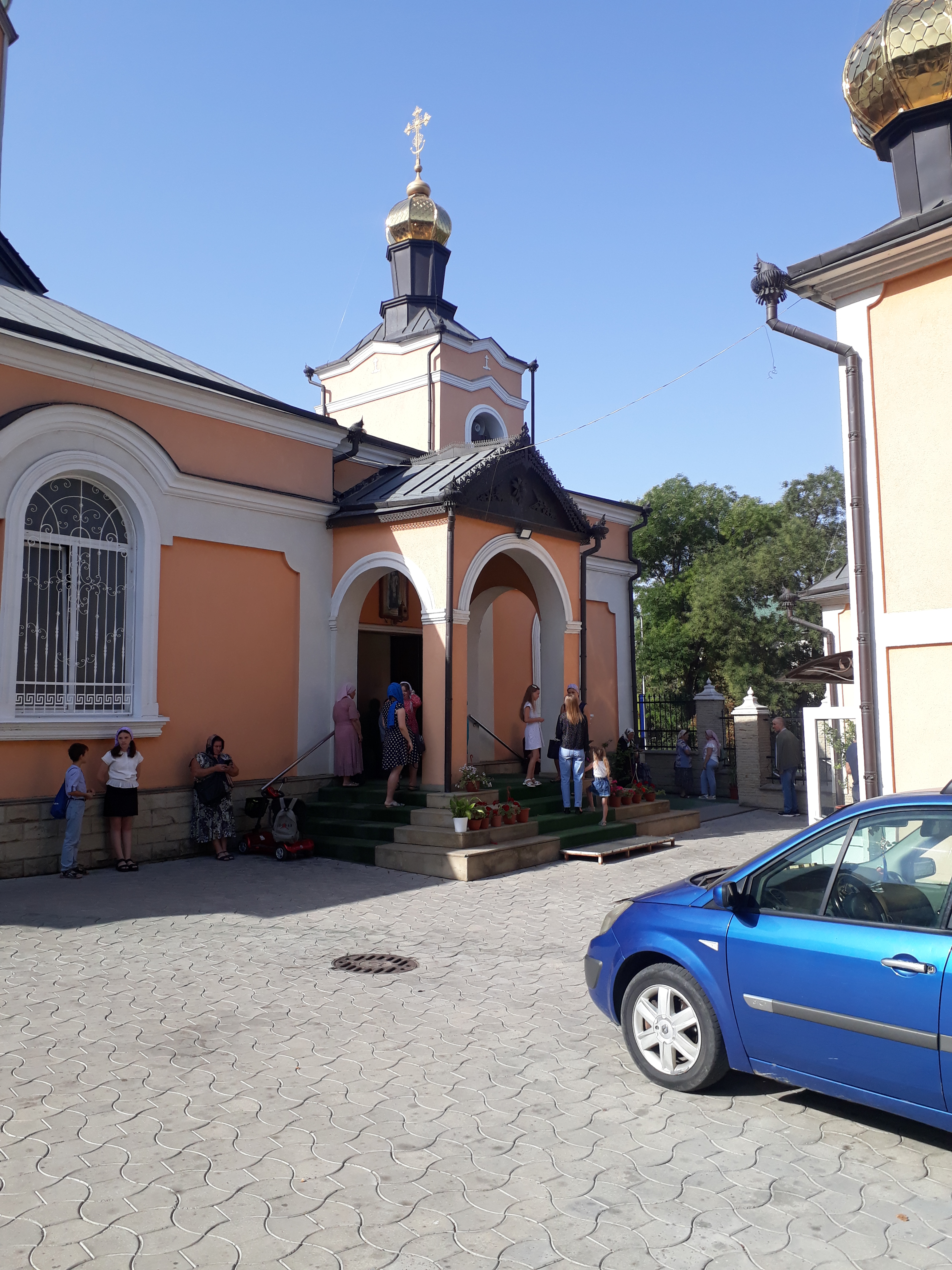
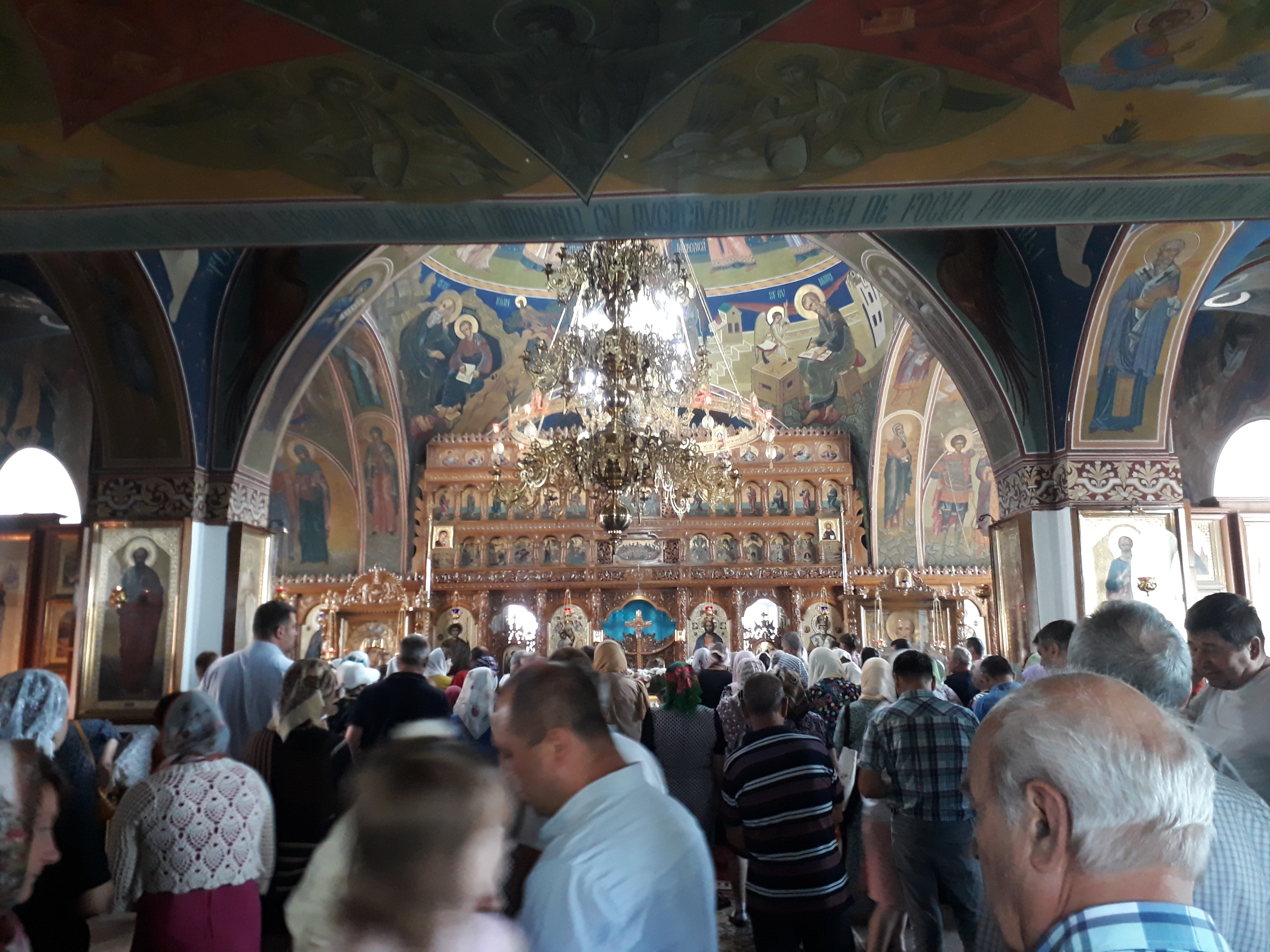

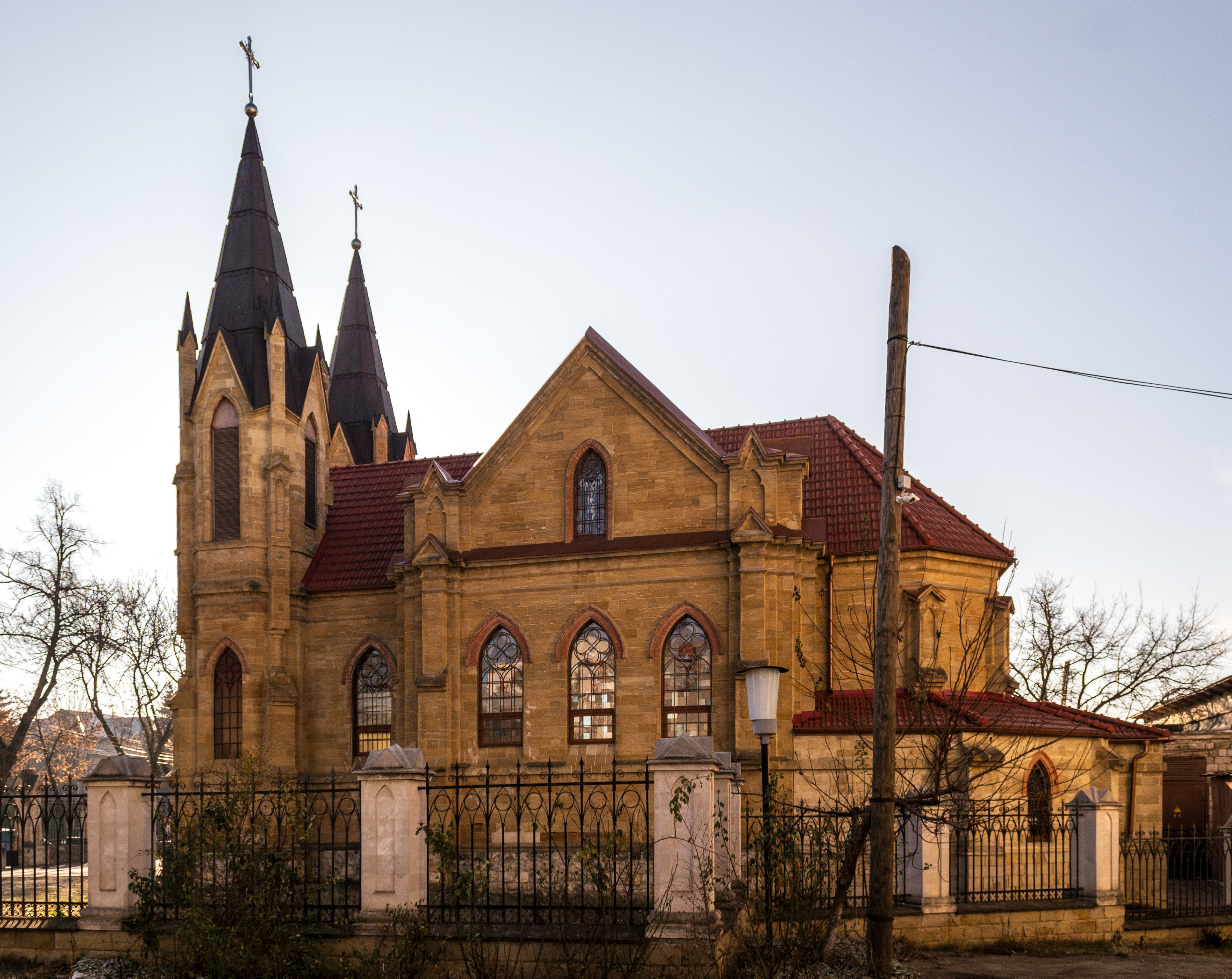
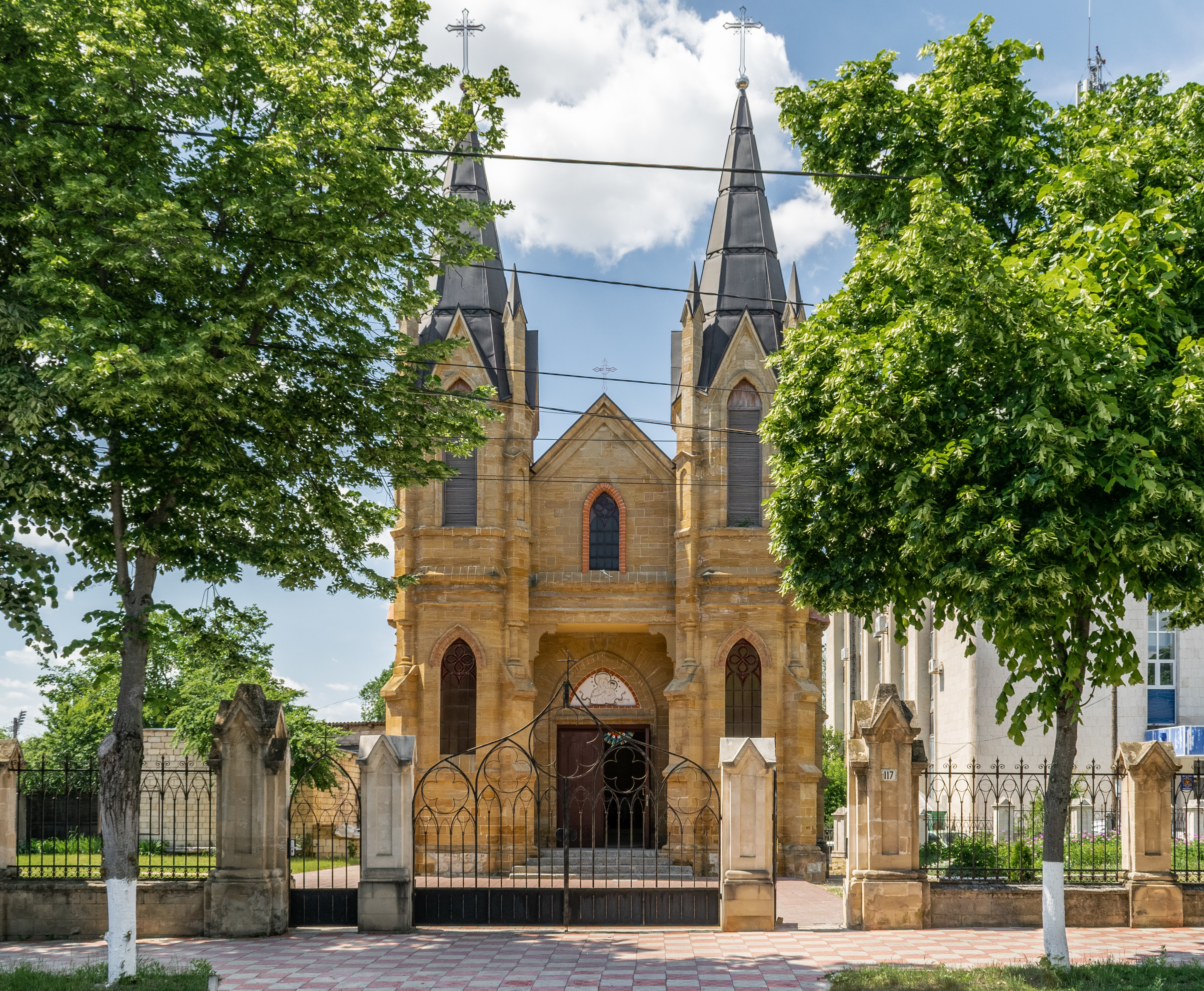
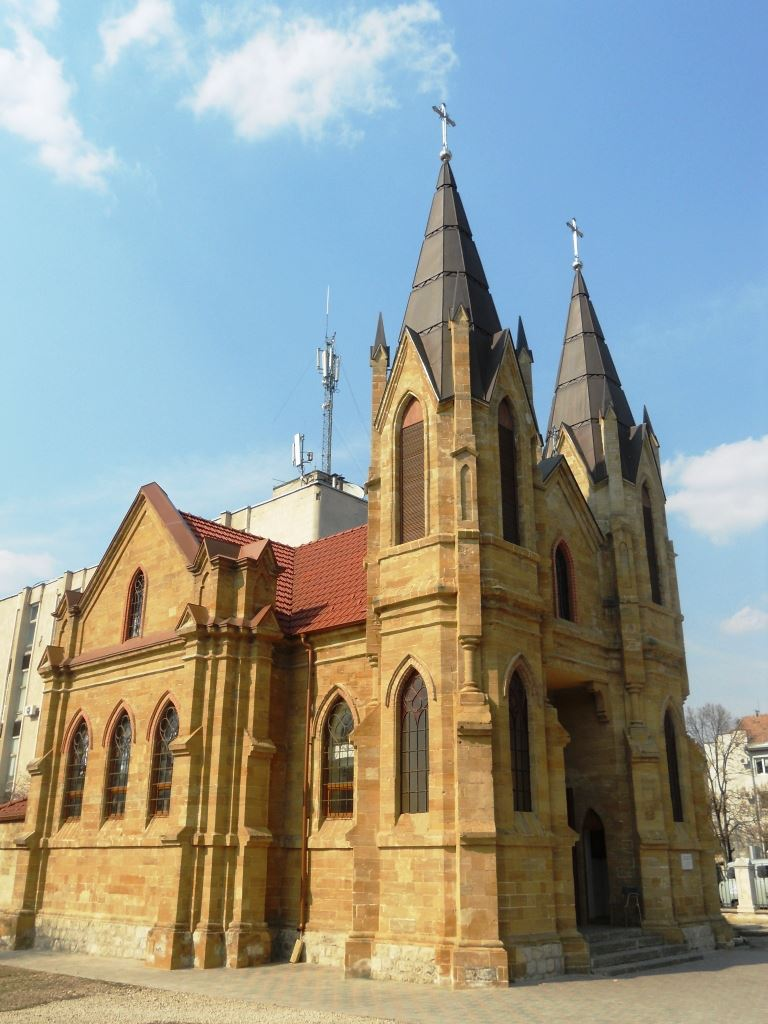
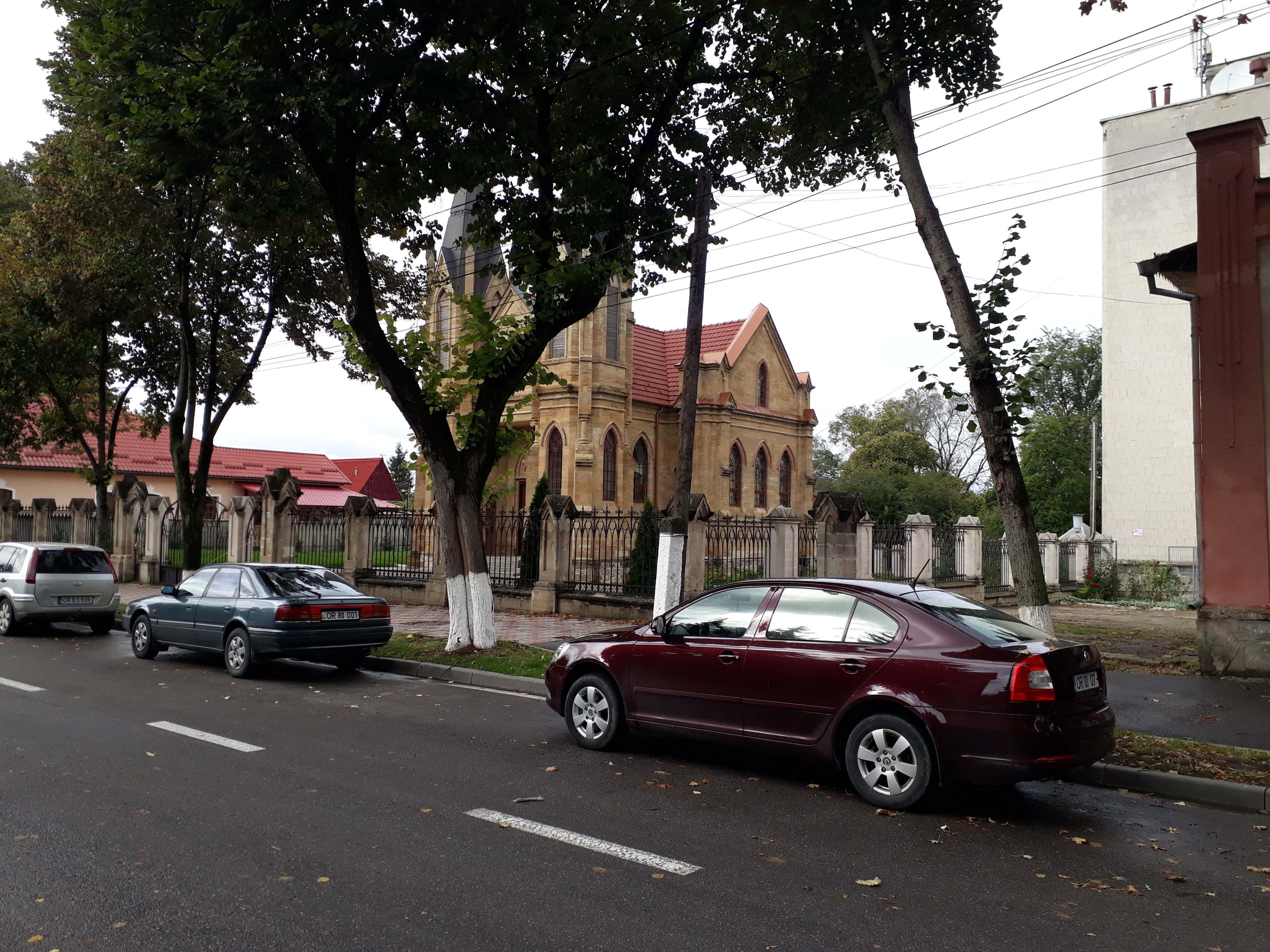
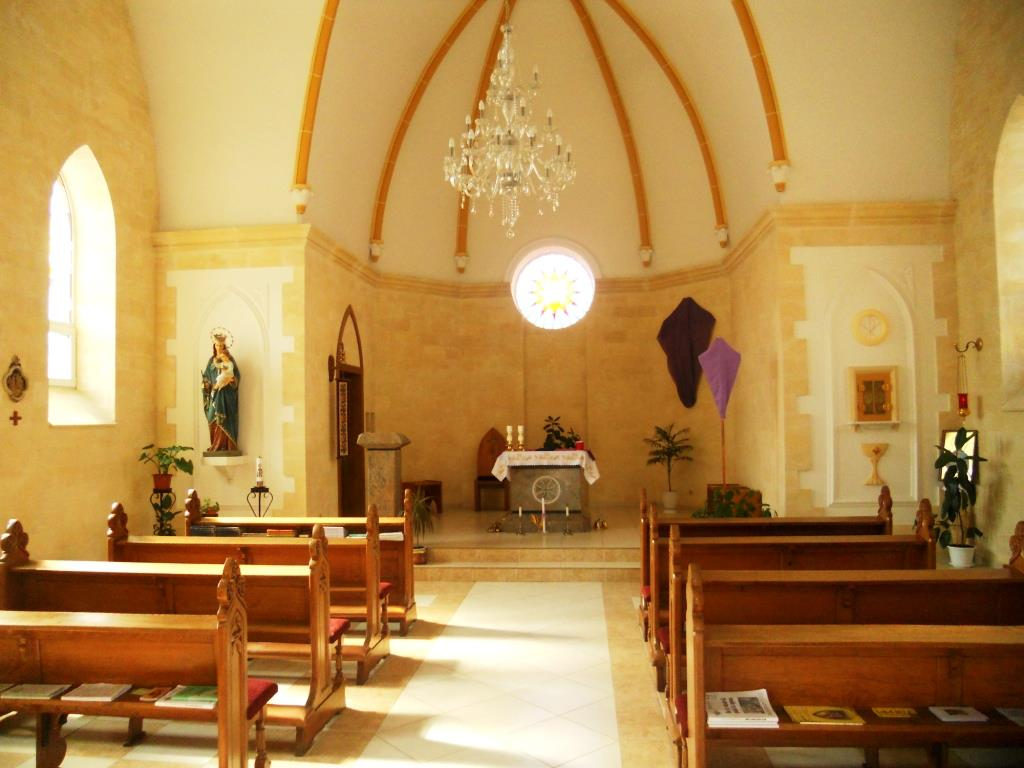
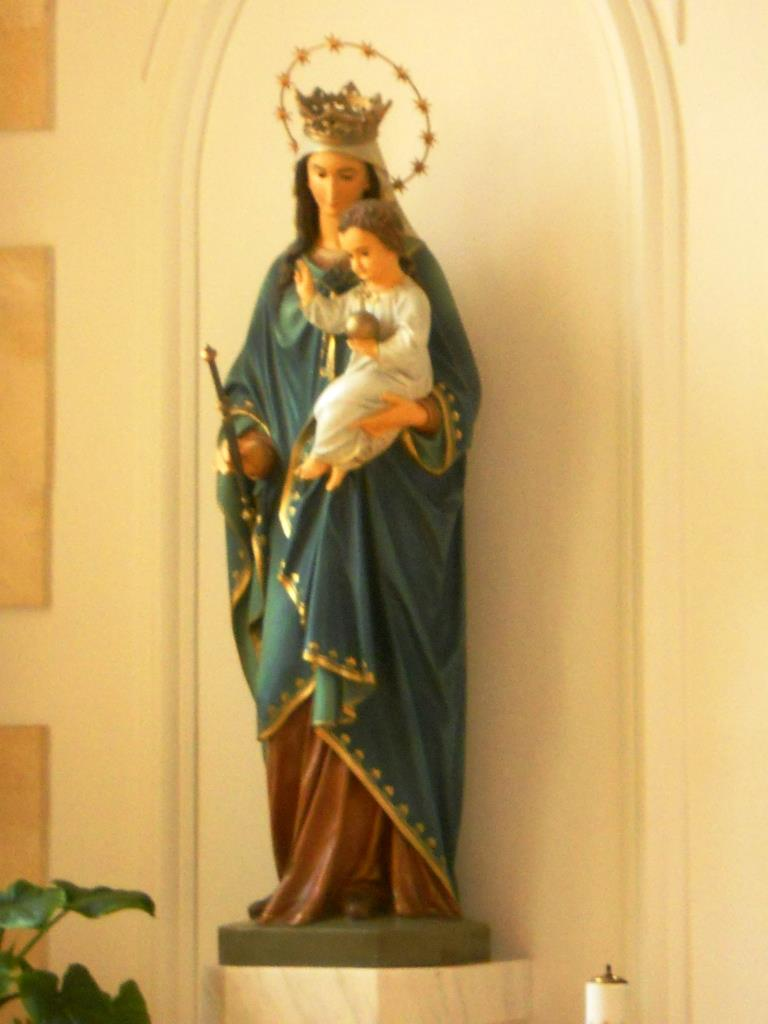

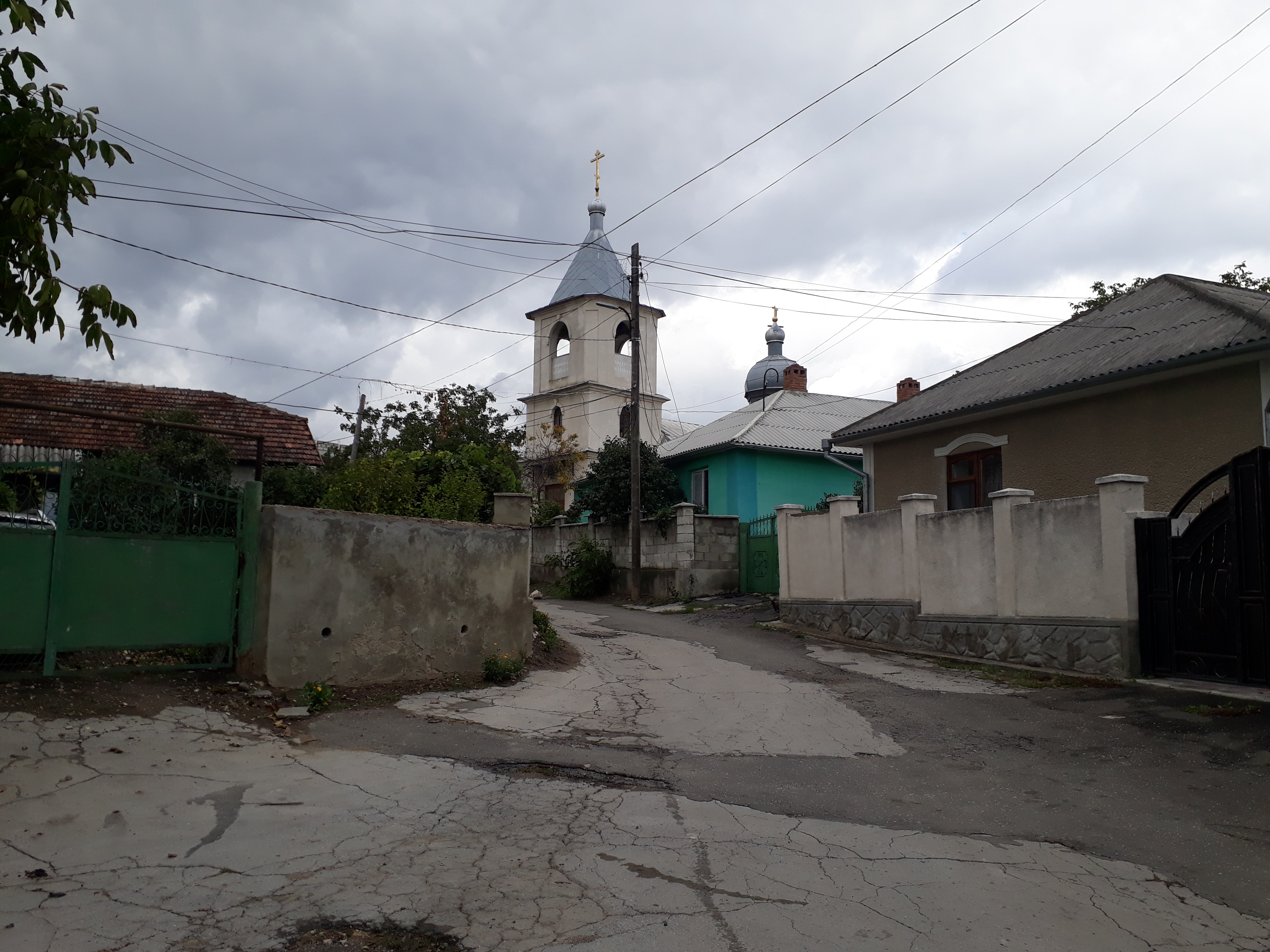
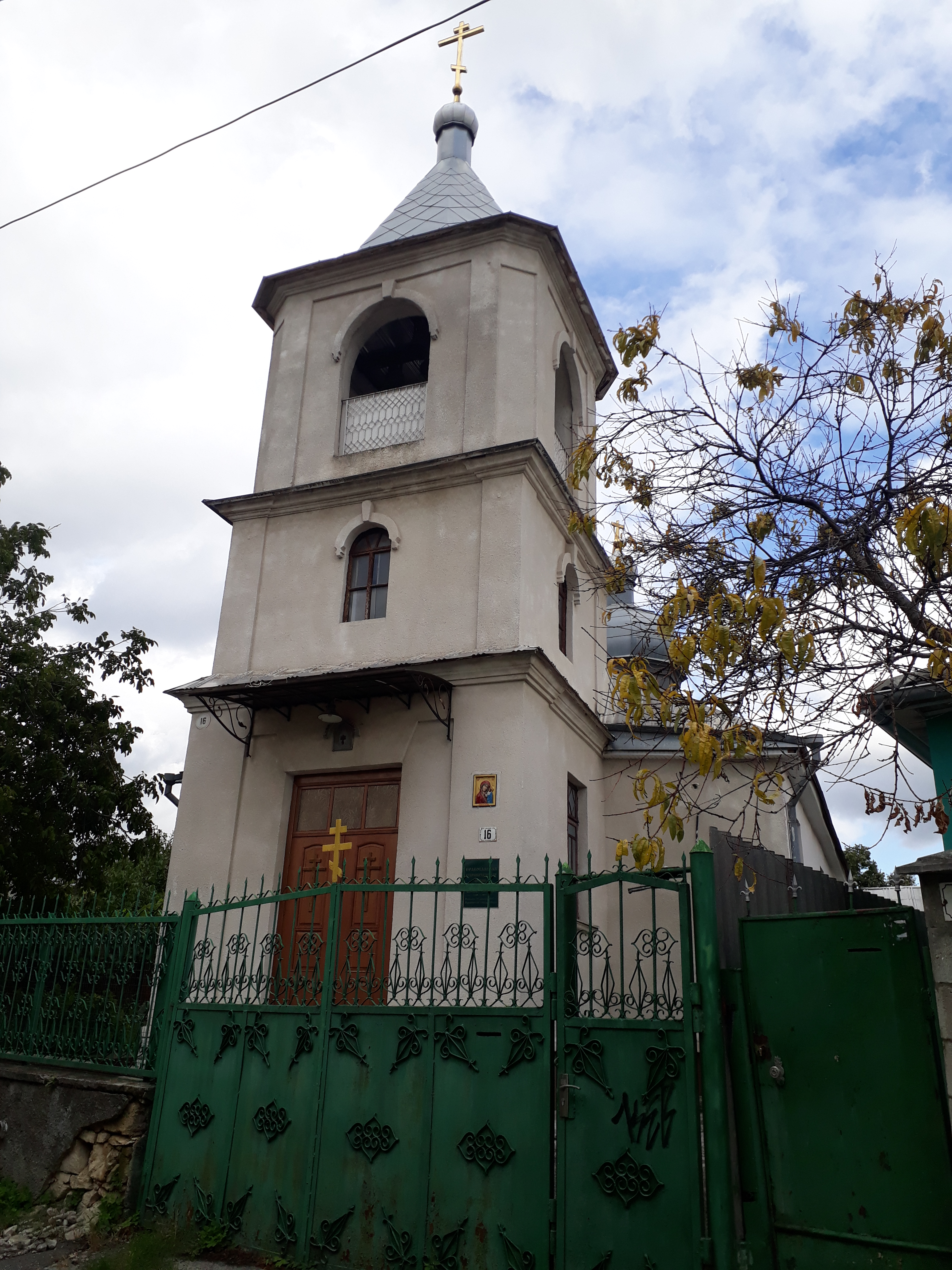
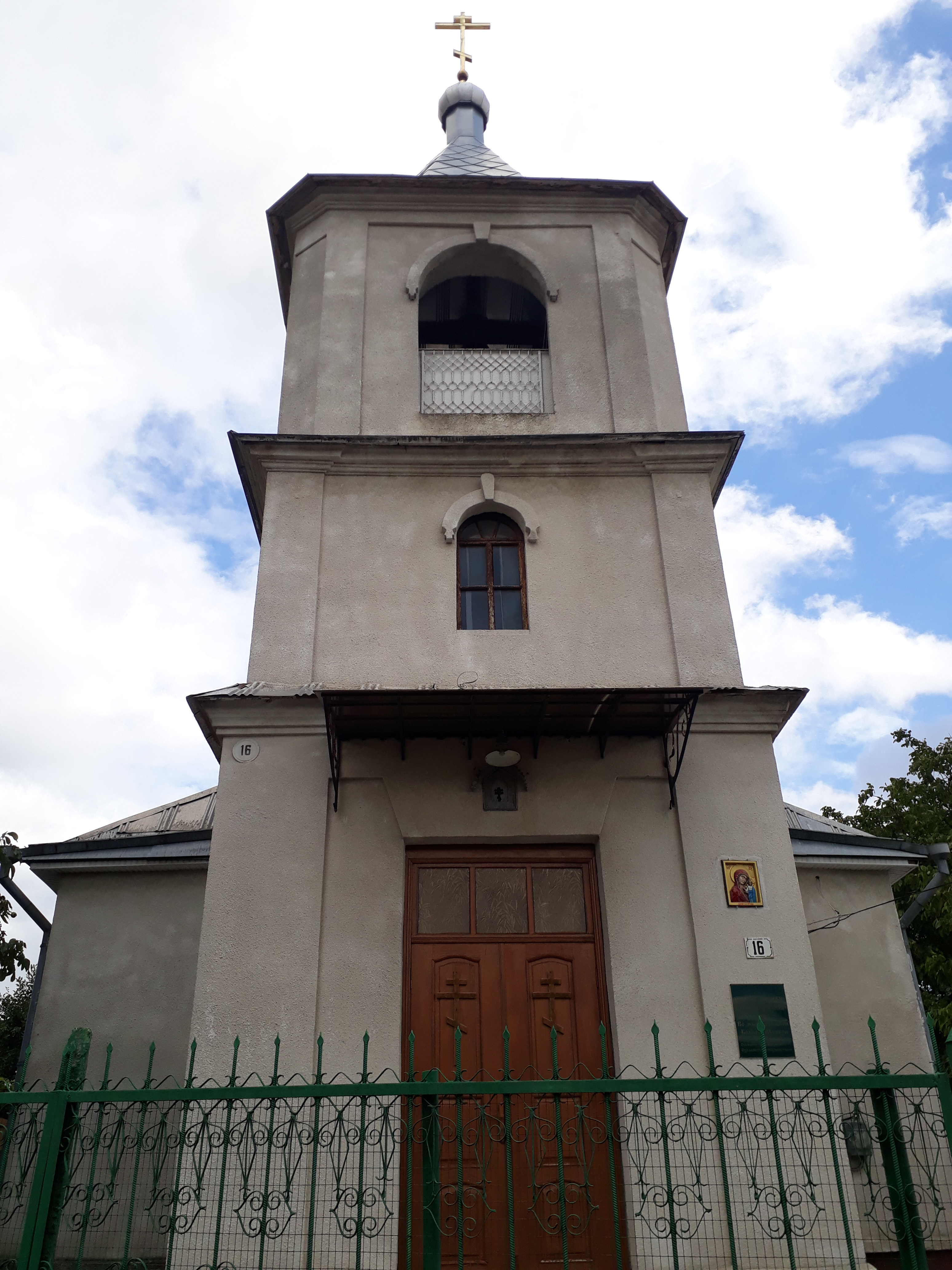
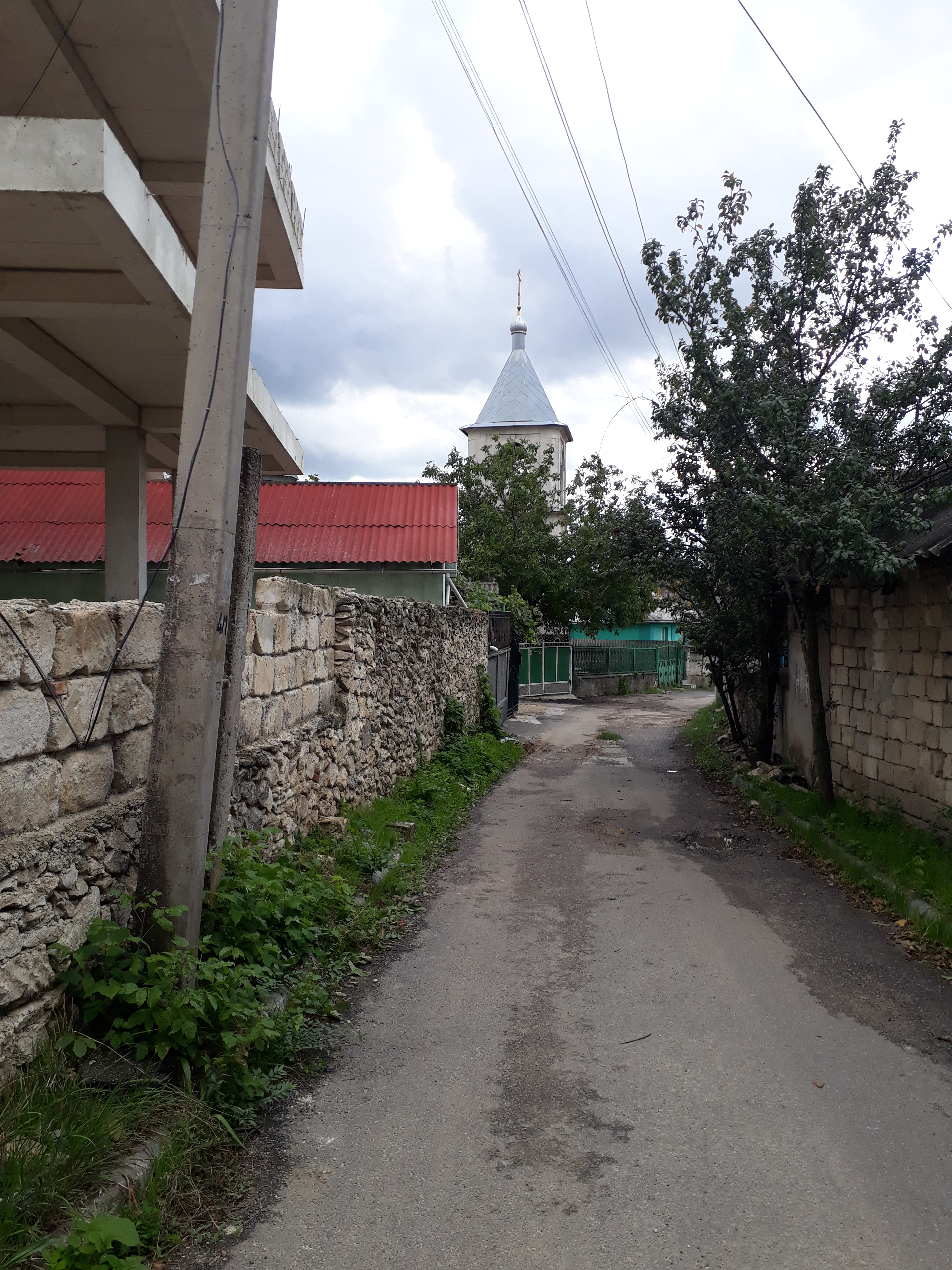
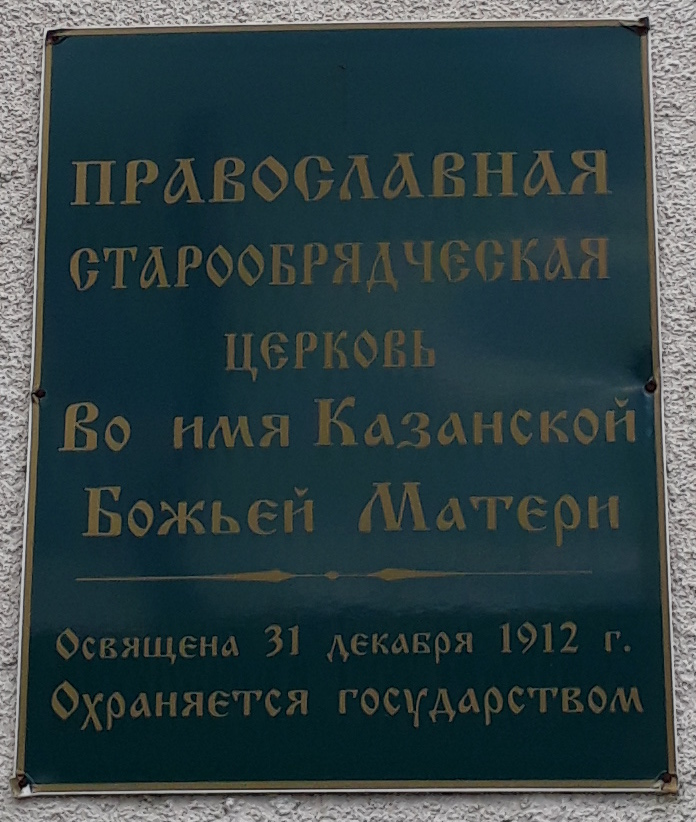

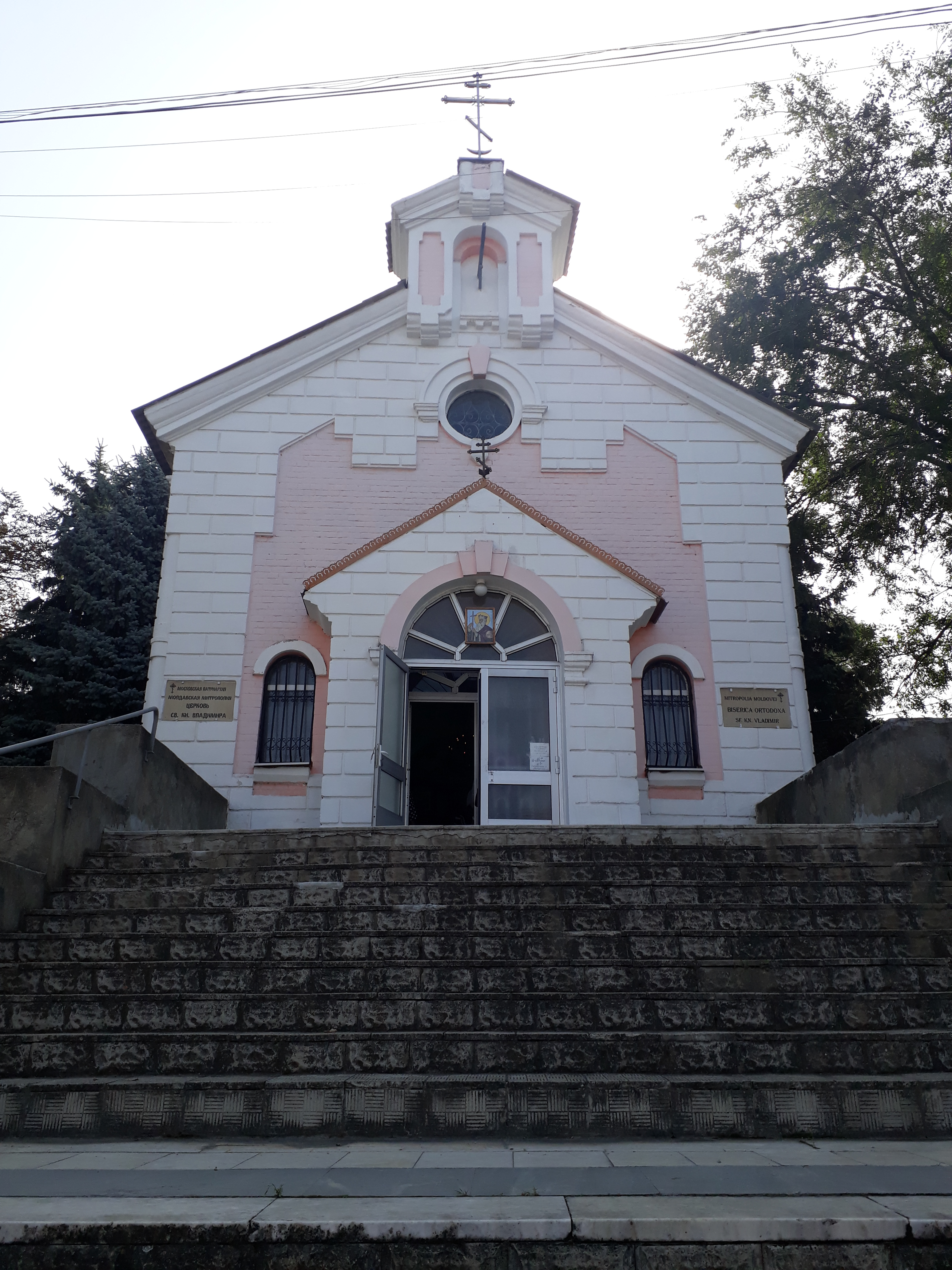
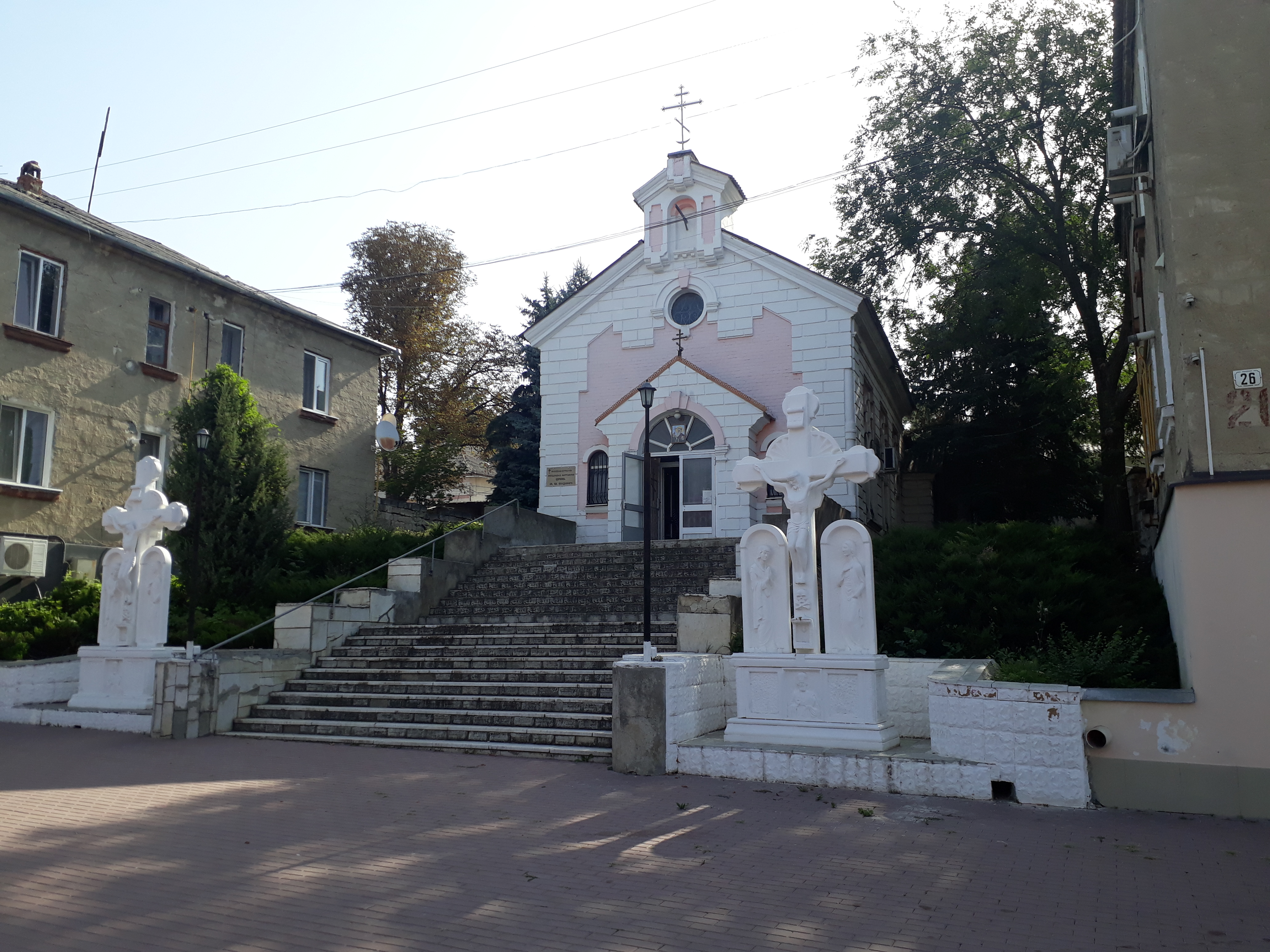
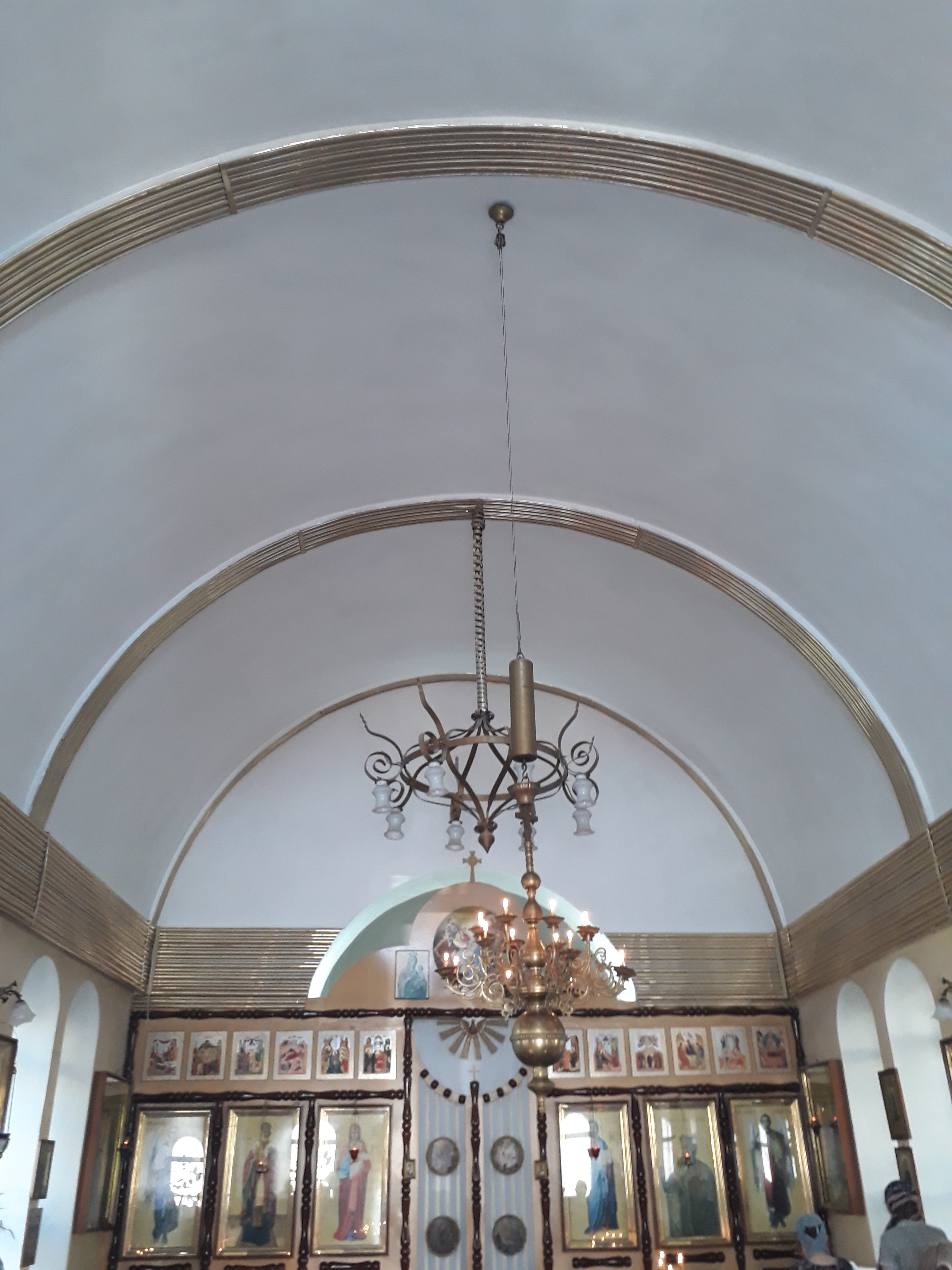

Catedrala „Sfântul Dumitru”, monument ocrotit de stat.
Biserica „Sf. Nicolae”, monument ocrotit de stat.
Biserica romano-catolică „Adormirea Maicii Domnului”, monument ocrotit de stat.
Biserica rusă de rit vechi „Icoana Maicii Domnului din Kazan”, monument ocrotit de stat.
Biserica armeano-grigoriană „Sf. Născătoare de Dumnezeu”, monument ocrotit de stat.
Monumente și memoriale

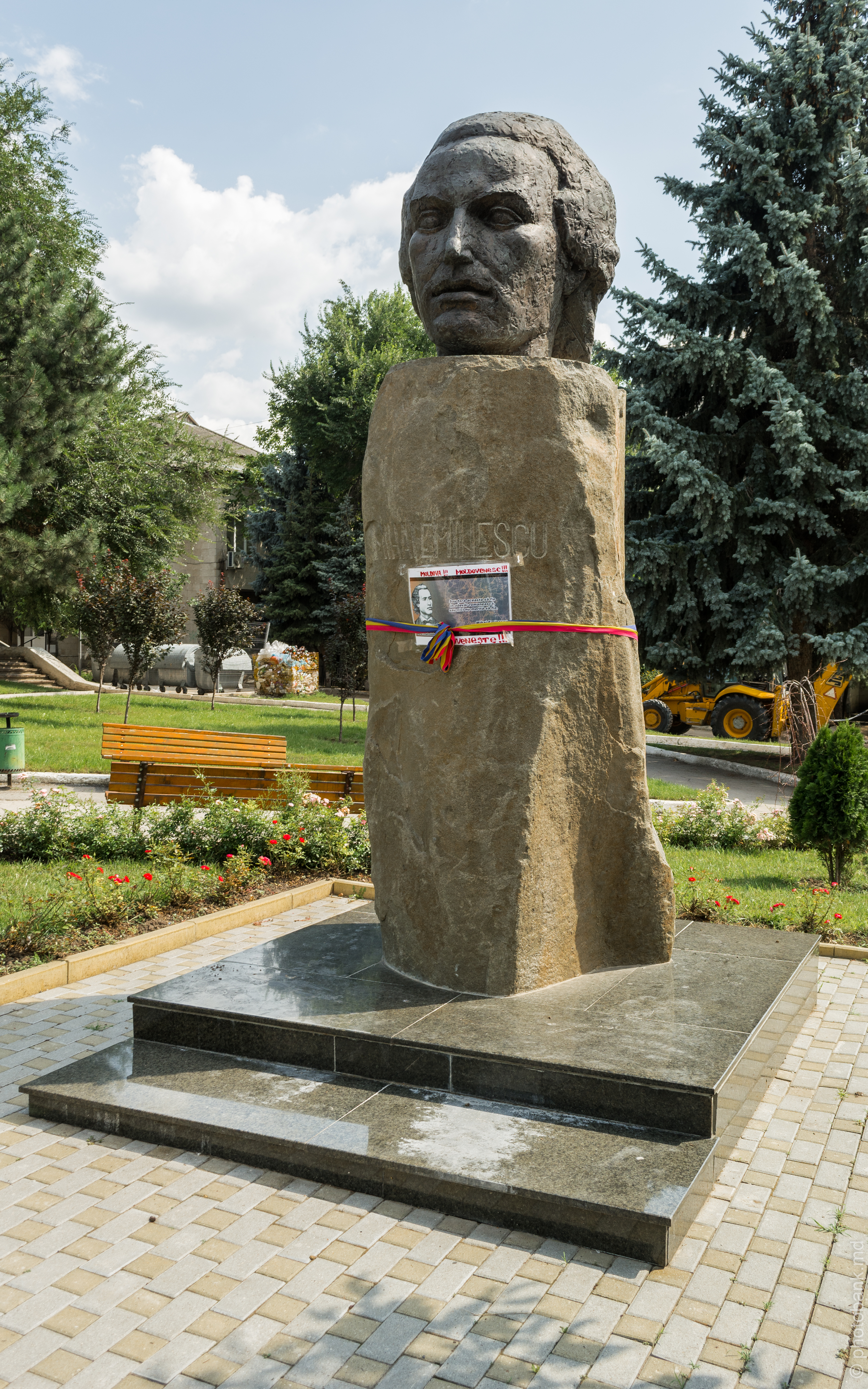
Monumentul poetului Mihai Eminescu.
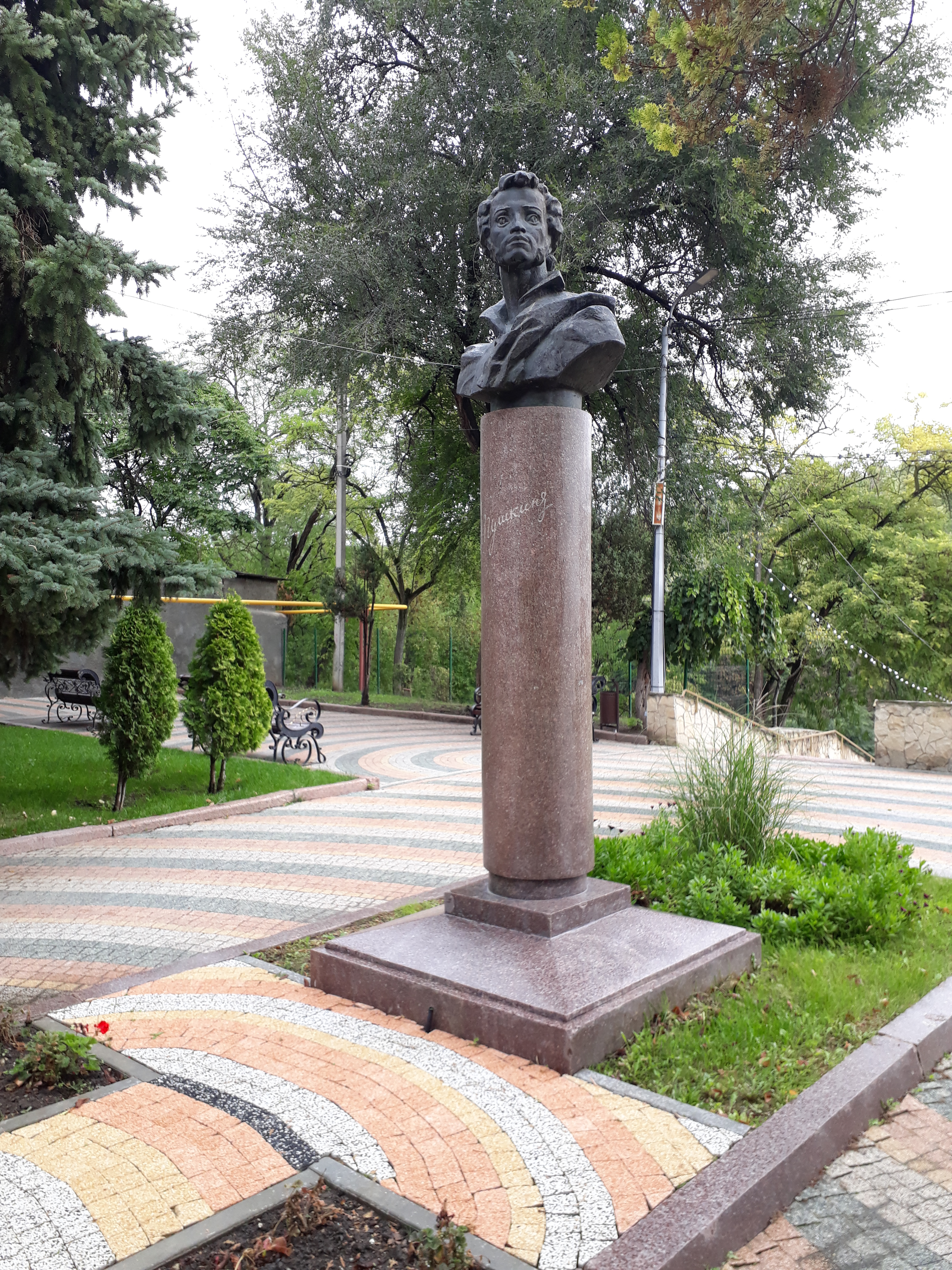
Monumentul poetului Aleksandr Pușkin.
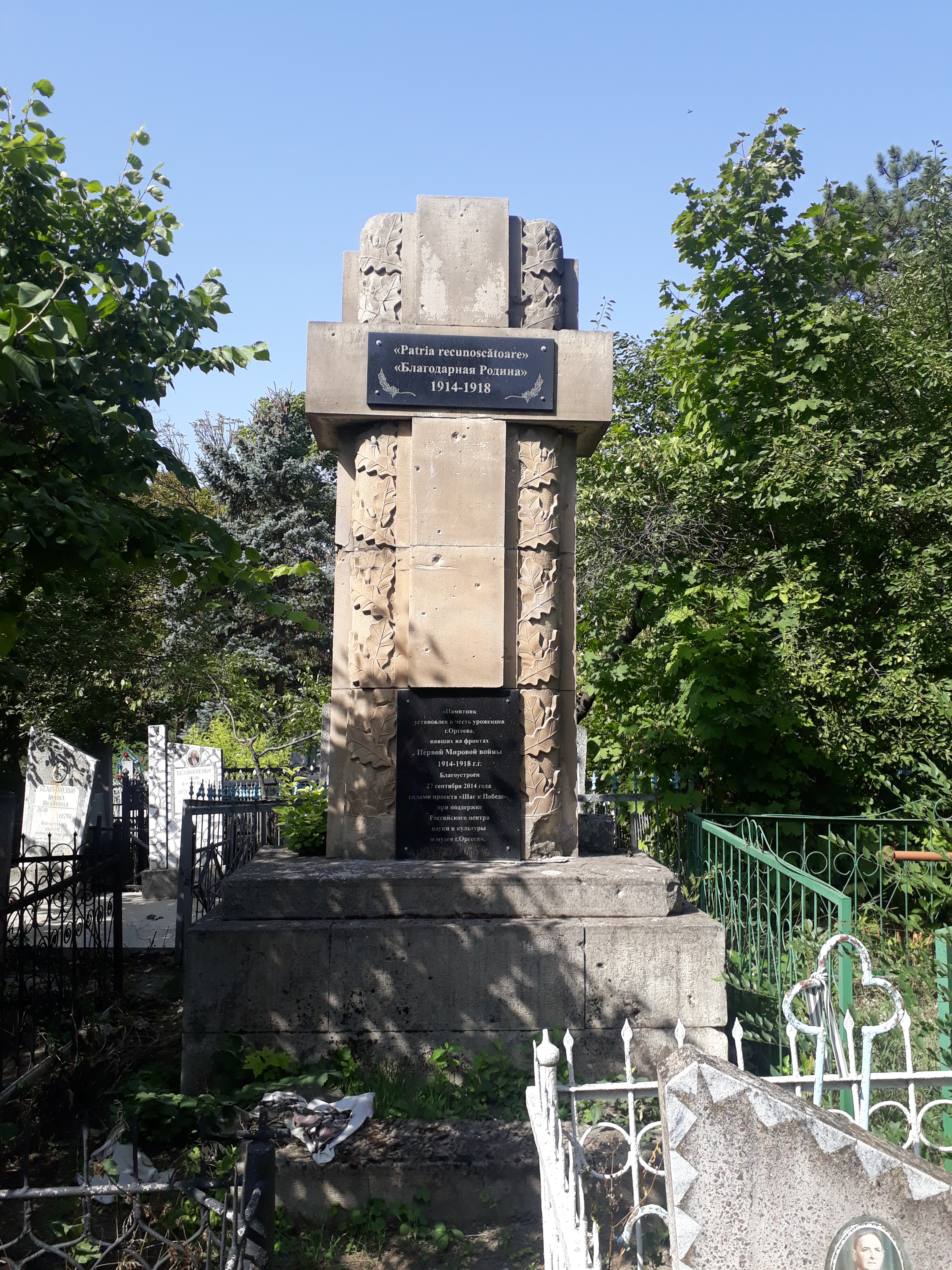
Monument în memoria orheienilor participanți la Primul Război Mondial.
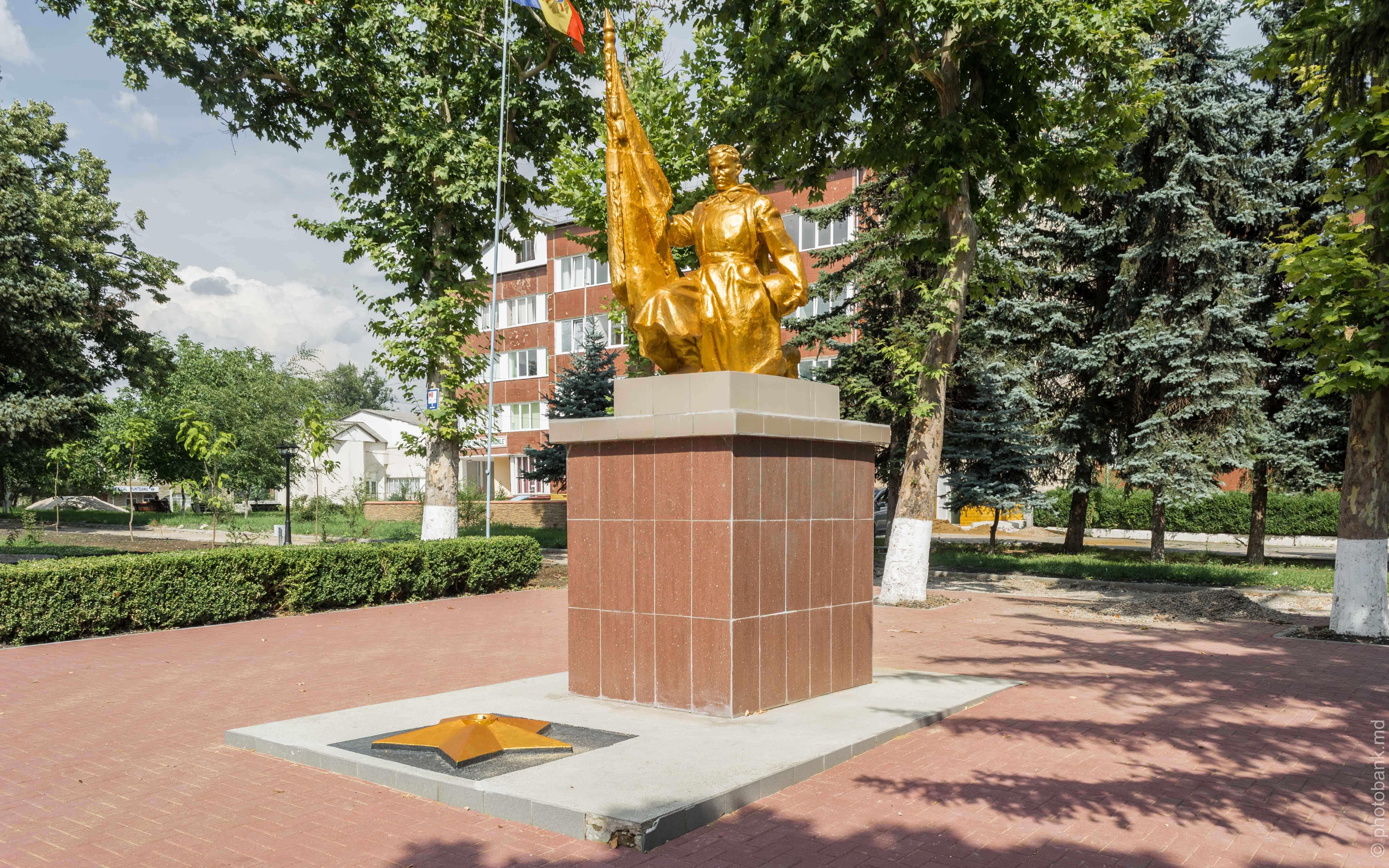
Monument în memoria orheienilor participanți la Al Doilea Război Mondial.
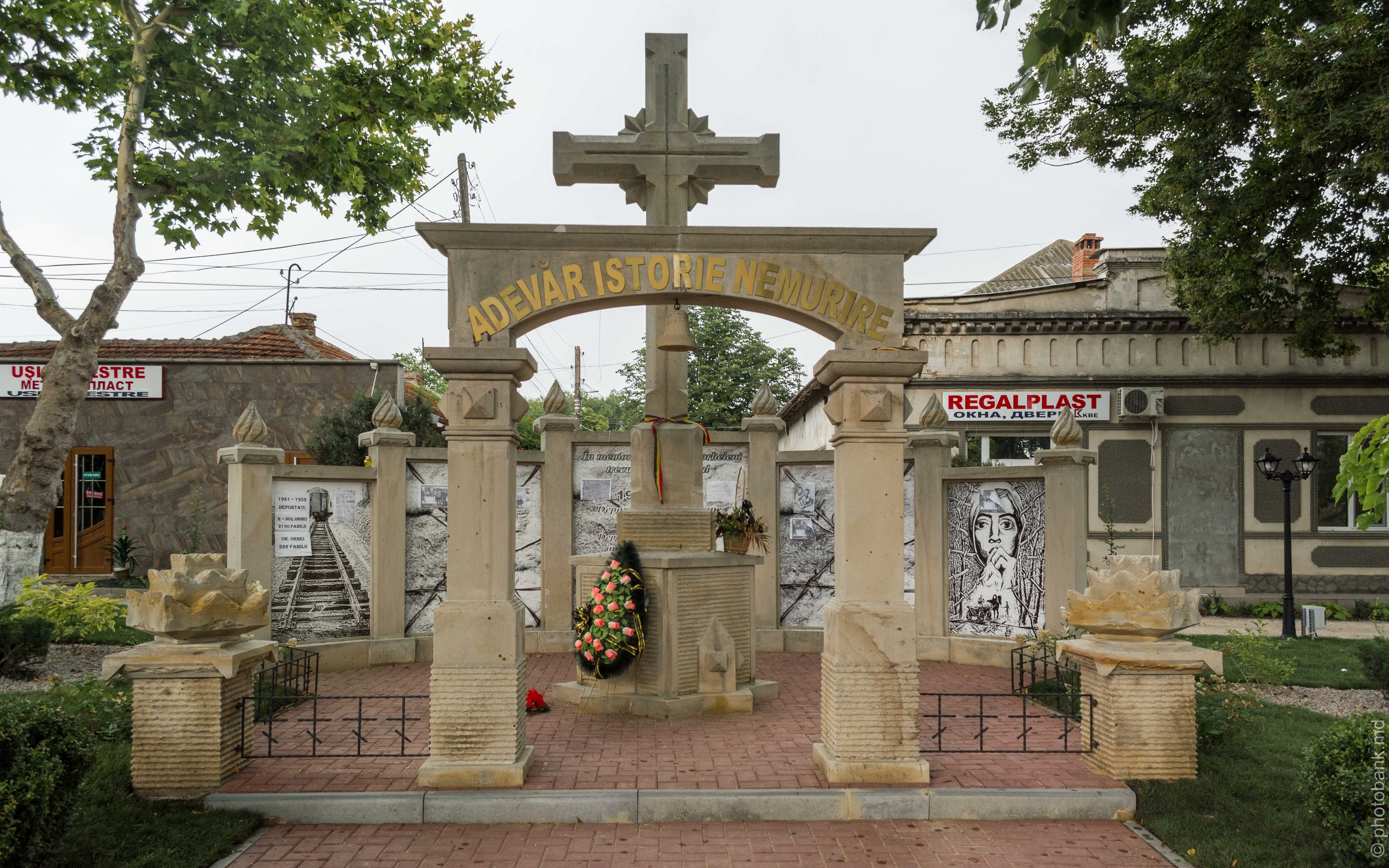
Monumentul în memoria victimelor deportărilor comuniste.
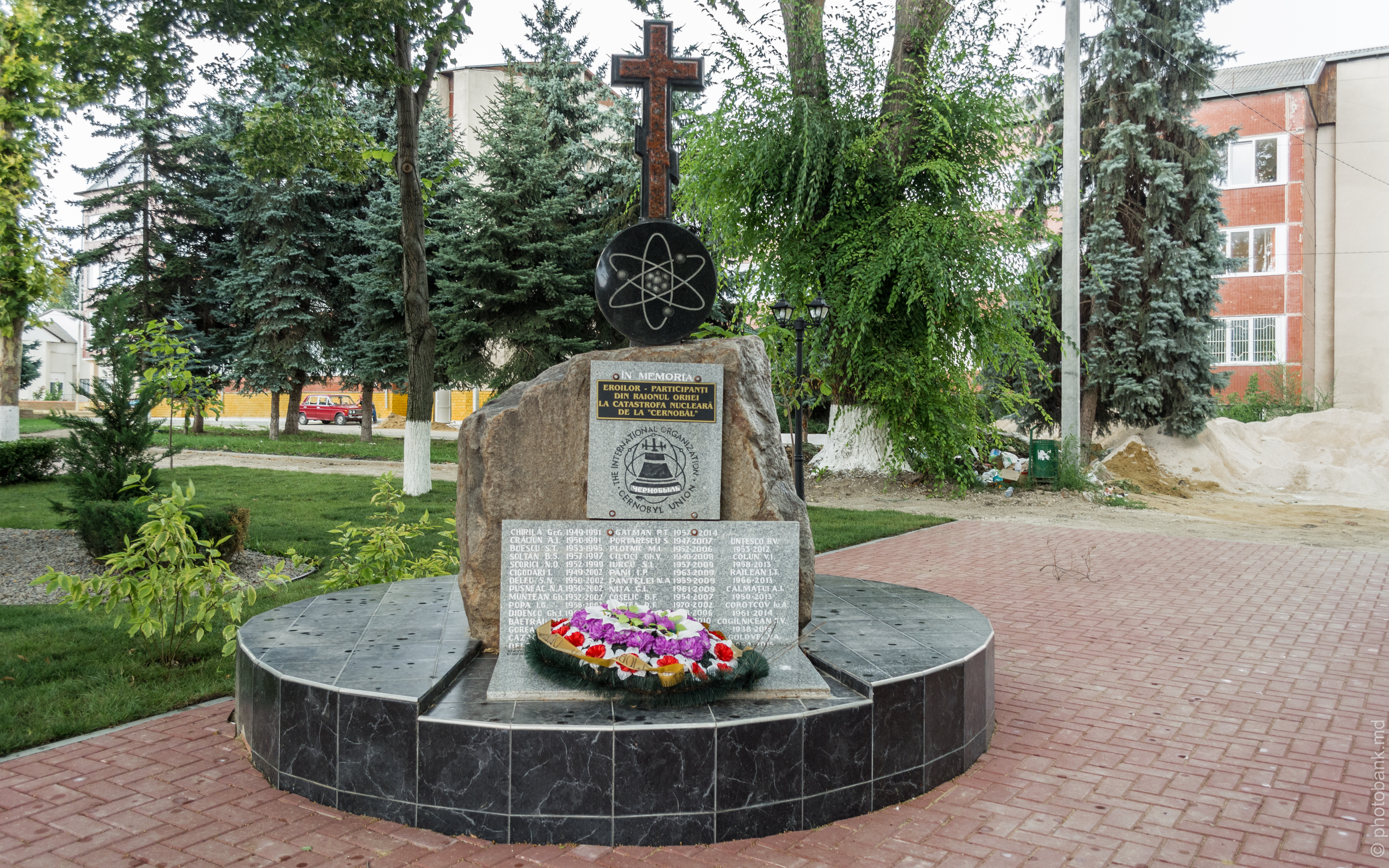
Monumentul lichidatorilor accidentului nuclear de la Cernobîl.

## Personalități

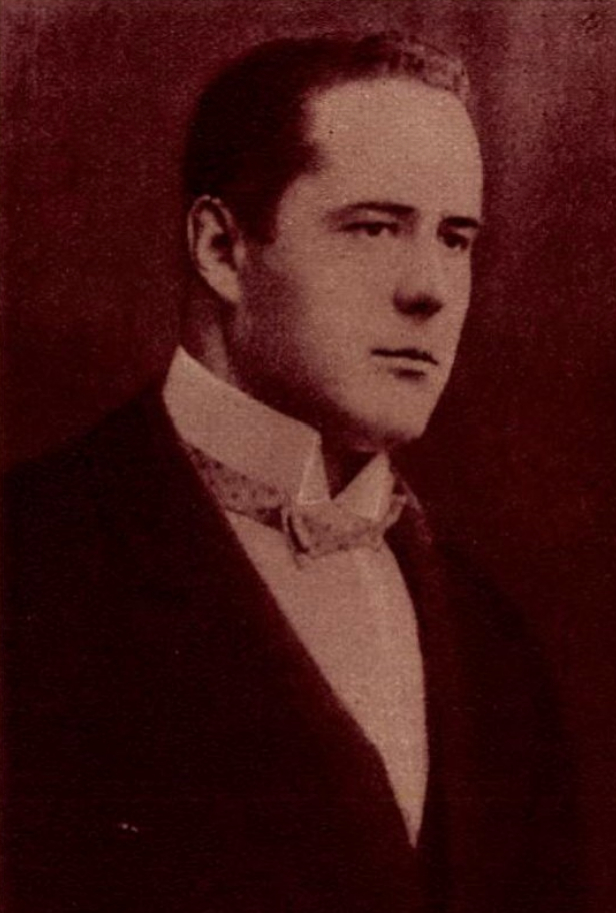
Ilie Cătărău, agent dublu basarabean.

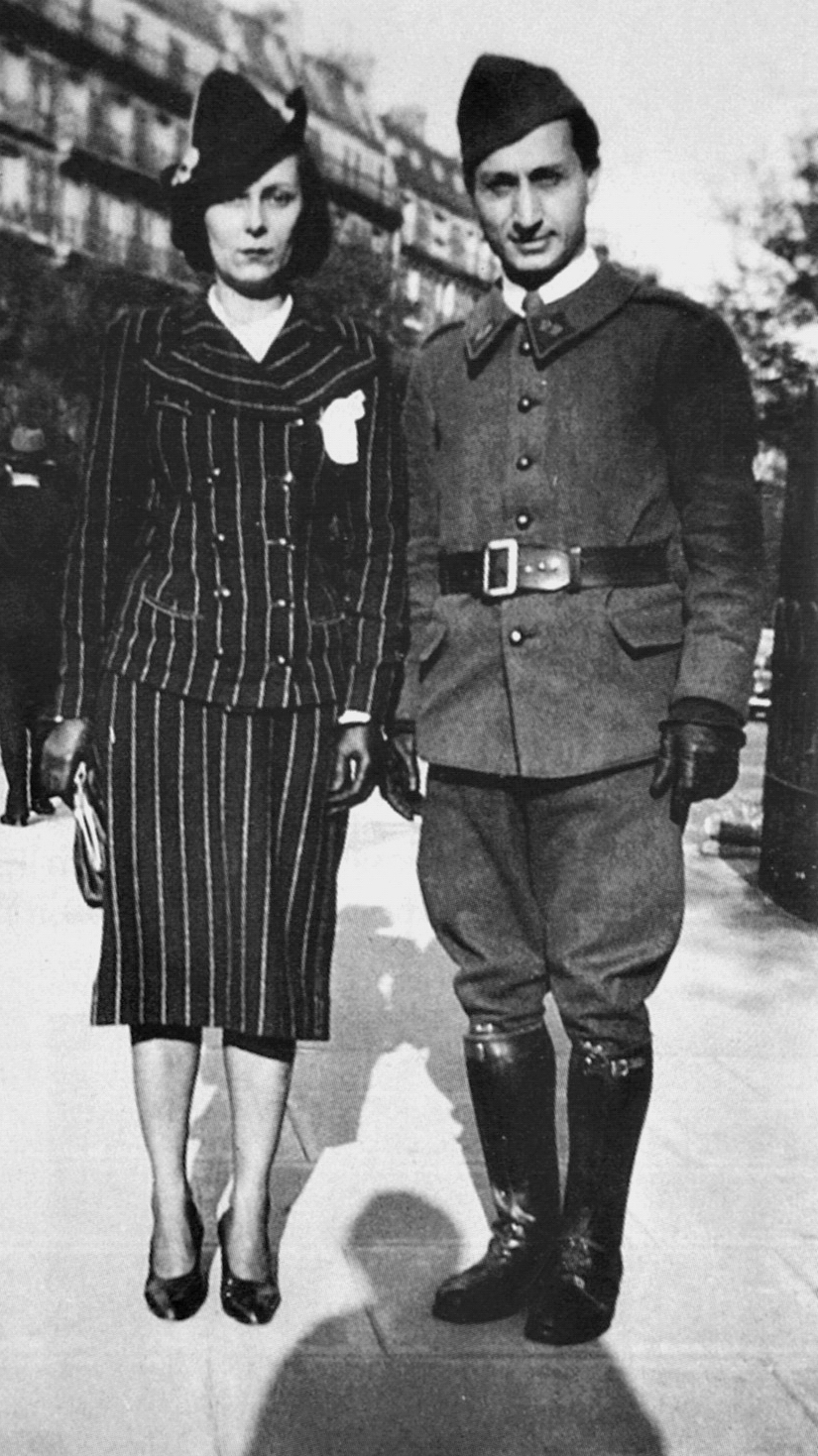
David Knout, poet și jurnalist francez.

### Născuți în Orhei
- Hermann Herschensohn (1829–1912), misionar, aventurier, publicist literar, scriitor religios și traducător german
- Nicolae Dimo (1873–1959), specialist în domeniul pedologiei și eroziunii solului
- Șneer Kogan (1875–1940), pictor evreu basarabean
- Moisei Kogan (1879–1943), sculptor și grafician francez
- Piotr Dulski (1879–1956), critic de artă, lucrător de muzeu, editor și profesor țarist rus și sovietic
- Iosif Badeev (1880–1937), politician sovietic
- Mihail Loșakov (1882–1948), pictor și profesor țarist rus, francez și sovietic
- Veniamin Mișkis (1886–1935), economist, pedagog și statistician sovietic
- Isaac Spivak (1886–1977), scriitor, poet și traducător israelian
- Ilie Cătărău (1888–1955), aventurier politic, soldat și spion basarabean
- Aleksandr Orlinski (1892–1938), militar, jurnalist și critic de teatru sovietic
- Ary Lochakow (1892–1941), pictor și fotograf francez
- Filipp Levenson (1893–1938), militar și comisar sovietic
- Abram Neiman (1893–1967), inventator francez și german în domeniul automobilului
- László Dombrovszky (1894–1982), pictor maghiar
- Boris Kriukow (1895–1967), pictor, grafician, mozaicist și decorator de teatru ucrainean și argentinian
- Jacobo Fijman (1898–1970), poet argentinian
- David Knout (1900–1955), poet de limbă rusă, jurnalist francez și membru al Rezistenței franceze
- Iohann Altman (1900–1955), redactor și critic sovietic de literatură și teatru
- Dmitri Feldman (1902–1963), cameraman sovietic
- Volf Zislis (1902–1964), militant sovietic și activist clandestin comunist din Basarabia
- Iacob Reznic (1902–1979), om de știință medical, igienist, toxicolog și profesor sovietic moldovean
- Isaac Șraiber (1915–1994),  traducător sovietic de proză literară
- Efrem Vîșcauțan (1915–2000), profesor-metodolog de muzică și violonist sovietic moldovean
- Oleg Dombrovschi (1919–2010), militar și veteran de război român.
- Șabsa Mașcauțan (1924–d. 1989), militar sovietic
- Stela Popescu (1935–2017), actriță de film, teatru și televiziune
- Valentina Izbeșciuc (n. 1935), actriță de teatru și film
- Aculina Strașnei (1943–2013), graficiană și pictoriță
- Grigori Ianeț (n. 1948), fost fotbalist sovietic
- Lilia Amarfi (1949–2010), artistă de operetă
- Valeriu Țurcanu (n. 1958), actor, dramaturg și scenarist
- Valeriu Guma (n. 1964), politician și om de afaceri
- Pavel Parfeni (n. 1986), cântăreț
- Alex Magala (n. 1989), animator și înghițitor de sabie
- Radu Mîțu (n. 1994), fotbalist
- Iuliana Beregoi (n. 2004), cântăreață

## Lista orașelor înfrățite cu Orhei
- Piatra Neamț, Bicaz (jud. Neamț) și Focșani (jud. Vrancea) – România
- Horișni Plavni, regiunea Poltava – Ucraina
- Bergama, provincia Izmir – Turcia
- Shlisselburg, Districtul Kirovsk, Regiunea Leningrad, Rusia